# Prima guerra mondiale
La prima guerra mondiale fu un conflitto  che coinvolse le principali potenze e molte di quelle minori tra il 28 luglio 1914 e l'11 novembre 1918. Inizialmente definita "guerra europea" dai contemporanei, con il coinvolgimento successivo delle colonie dell'Impero britannico e di altri Paesi extraeuropei, tra cui gli Stati Uniti d'America e l'Impero giapponese, prese poi il nome di guerra mondiale o Grande guerra: fu infatti il più grande conflitto armato mai combattuto fino alla successiva seconda guerra mondiale.
Il conflitto ebbe inizio il 28 luglio 1914 con la dichiarazione di guerra dell'Impero austro-ungarico al Regno di Serbia in seguito all'assassinio dell'arciduca ed erede al trono Francesco Ferdinando e sua moglie Sofia, avvenuto il 28 giugno 1914 a Sarajevo per mano di Gavrilo Princip, studente bosniaco facente parte della Mano Nera (organizzazione terroristica serba). A causa del gioco di alleanze formatesi negli ultimi decenni del XIX secolo, la guerra vide schierarsi le maggiori potenze mondiali, e le rispettive colonie, in due blocchi contrapposti: da una parte gli Imperi centrali (Impero tedesco, Impero austro-ungarico e Impero ottomano), dall'altra gli Alleati, rappresentati principalmente da Francia, Regno Unito, Impero russo (fino al 1917), Impero giapponese e Regno d'Italia (dal 1915). Oltre 70 milioni di uomini furono mobilitati in tutto il mondo (60 milioni solo in Europa), di cui oltre 9 milioni morirono; si registrarono anche milioni di vittime civili, non solo per i diretti effetti delle operazioni di guerra, ma anche per le conseguenti carestie ed epidemie.
Le prime operazioni militari del conflitto videro la fulminea avanzata dell'esercito tedesco in Belgio e nel nord della Francia, azione fermata però dagli anglo-francesi nel corso della prima battaglia della Marna nel settembre 1914; il contemporaneo attacco dei russi da est infranse le speranze tedesche in una guerra breve e vittoriosa, e il conflitto degenerò in una logorante guerra di trincea, che si replicò su tutti i fronti e perdurò fino al termine delle ostilità. A mano a mano che procedeva, la guerra raggiunse una scala mondiale con la partecipazione di molte altre nazioni, come Giappone, Bulgaria, Romania, Portogallo e Grecia; determinante per l'esito finale fu, nel 1917, l'ingresso in guerra degli Stati Uniti d'America a fianco degli Alleati.
La guerra si concluse definitivamente l'11 novembre 1918 quando la Germania, ultimo degli Imperi centrali a deporre le armi, firmò l'armistizio imposto dagli Alleati. Alcuni dei maggiori imperi esistenti al mondo (tedesco, austro-ungarico, ottomano e russo) si estinsero, generando diversi stati nazionali che ridisegnarono completamente la geografia politica dell'Europa.

## Origini della guerra
Lo scoppio della guerra nel 1914 segnò la fine di un lungo periodo di pace e sviluppo economico della storia europea, noto come Belle Époque, durante il quale si diffuse l'idea che i progressi scientifici e sociali non si potessero più arrestare (positivismo). Questo periodo fu anche uno tra i più lunghi intervalli di stabilità politica in Europa: iniziato nel 1815 con la sconfitta definitiva della Francia napoleonica e continuato per tutto il XIX secolo, vide svolgersi solo conflitti a carattere limitato, che, tuttavia, finirono col minare e inasprire progressivamente i rapporti diplomatici tra le potenze europee e i relativi giochi di alleanze.
Per individuare le cause fondamentali del conflitto bisogna risalire innanzitutto al ruolo preponderante della Prussia nella creazione dell'Impero tedesco, alle concezioni politiche di Otto von Bismarck, alle tendenze filosofiche prevalenti in Germania e alla sua situazione economica; un insieme di fattori eterogenei che concorsero a trasformare il desiderio della Germania di assicurarsi sbocchi commerciali nel mondo. A essi andarono collegandosi i problemi etnici interni all'Impero austro-ungarico e alle ambizioni indipendentiste di alcuni popoli che ne facevano parte, il timore che la Russia generava oltre frontiera soprattutto nei tedeschi, la paura che tormentava la Francia fin dal 1870 di una nuova aggressione che aveva lasciato una forte animosità verso la Germania e, infine, l'evoluzione diplomatica del Regno Unito da un atteggiamento d'isolamento a una politica di attiva presenza in Europa.
Sotto la guida politica del suo primo cancelliere Bismarck, la Germania si assicurò una forte presenza in Europa tramite l'alleanza con l'Impero austro-ungarico e l'Italia e un'intesa diplomatica con la Russia. L'ascesa al trono nel 1888 del kaiser Guglielmo II di Germania portò sul trono tedesco un giovane governante determinato a dirigere da sé la politica, nonostante i suoi dirompenti giudizi diplomatici. Dopo le elezioni del 1890, nelle quali i partiti del centro e della sinistra ottennero un notevole successo, a causa della disaffezione nei confronti del cancelliere, Guglielmo II fece in modo di ottenere le dimissioni di Bismarck; gran parte del lavoro dell'ex cancelliere venne disfatto negli anni seguenti, quando Guglielmo II mancò di rinnovare il trattato di controassicurazione con i russi, offrendo così alla Francia l'opportunità di concludere nel 1894 un'alleanza franco-russa.
Altro passaggio fondamentale nel percorso verso la guerra mondiale fu la corsa al riarmo navale: il kaiser riteneva che solo un massiccio incremento della Kaiserliche Marine avrebbe reso la Germania una potenza mondiale e nel 1897 fu nominato alla guida della marina l'ammiraglio Alfred von Tirpitz; la Germania iniziò una politica di riarmo che risultò una vera e propria sfida aperta al secolare predominio navale britannico, favorendo un accordo anglo-francese nel 1904 e uno tra Russia e Regno Unito nel 1907, che chiudeva un secolo di rivalità fra le due potenze nello scacchiere asiatico. Il Regno Unito tentò inoltre di rafforzare la propria posizione in altre direzioni, alleandosi con l'Impero giapponese nel 1902; nonostante la proposta di Joseph Chamberlain di un trattato con Germania e Giappone per avvantaggiarsi congiuntamente nel Pacifico, la Germania continuò nella sua politica bellicosa aumentando l'attrito con le potenze europee. Da quel momento in poi le grandi potenze europee furono di fatto, anche se non ufficialmente, divise in due gruppi rivali; negli anni seguenti la Germania, la cui politica aggressiva e poco diplomatica aveva dato il via a una coalizione avversaria, intensificò i rapporti con l'Austria-Ungheria e l'Italia.
La nuova divisione in blocchi dell'Europa non era una riedizione del vecchio equilibrio di potenza, ma una semplice barriera tra potenze. I diversi paesi si affrettarono ad aumentare gli armamenti, che nel timore di una deflagrazione improvvisa vennero messi a completa disposizione dei militari. Il Regno Unito aveva dato il via libera alle pretese della Francia sul Marocco, in cambio del riconoscimento dei propri diritti sull'Egitto, tuttavia questo accordo fra le due principali potenze coloniali violava la convenzione di Madrid del 1880, firmata anche dalla Germania. Ne derivò la "crisi di Tangeri" del 1905 dove il kaiser ribadì il ruolo fondamentale della Germania nella politica extra-europea.
Una prima crisi si aprì nella penisola balcanica nel 1908: a seguito degli sconvolgimenti creati dal movimento del "Giovani Turchi" nell'Impero ottomano, la Bulgaria si sganciò dall'influenza turca e l'Austria si annetté le province di Bosnia ed Erzegovina, che già amministrava dal 1879. La Russia accettò l'annessione, ottenendo il libero transito nei Dardanelli, ma l'Italia considerò tale azione un affronto e la Serbia una minaccia. La perentoria richiesta rivolta dalla Germania alla Russia di riconoscere la legittimità dell'annessione sotto pena di un attacco austro-tedesco facilitò la mossa asburgica ma creò non pochi dissapori tra la Russia e le potenze germaniche. Altro motivo di attrito fu la "crisi di Agadir", quando nel giugno 1911, per indurre la Francia a fare concessioni in Africa, i tedeschi inviarono una cannoniera nel porto di Agadir. Il Cancelliere dello Scacchiere David Lloyd George ammonì la Germania ad astenersi da simili minacce alla pace e dichiarò il Regno Unito pronto a supportare la Francia: le velleità del kaiser furono spente ma si acuì il risentimento dell'opinione pubblica tedesca, che ben vide un ulteriore ampliamento della marina da guerra; il successivo accordo sul Marocco allentò i motivi di frizione, ma proprio in quel momento la situazione politica dei Balcani tornò a essere burrascosa.
La debolezza dell'Impero ottomano, palesata dall'occupazione italiana della Libia e del Dodecaneso, incoraggiò Bulgaria, Serbia e Grecia a rivendicare l'egemonia sulla Macedonia come primo passo per estromettere gli ottomani dall'Europa. Con la prima guerra balcanica i turchi furono rapidamente sconfitti: la Serbia annesse l'Albania settentrionale ma l'Austria, che già ne temeva le ambizioni, mobilitò l'esercito e alla sua minaccia alla Serbia la Russia rispose con la stessa misura; stavolta la Germania si schierò con Regno Unito e Francia scongiurando pericolosi sviluppi. Quando la crisi cessò, la Serbia conservò buona parte dei guadagni territoriali, mentre la Bulgaria dovette cedere quasi tutte le conquiste effettuate; questo non piacque all'Austria che nell'estate del 1913 propose di attaccare immediatamente la Serbia. La Germania frenò i propositi austro-ungarici ma allo stesso tempo estese il proprio controllo sull'esercito turco, impedendo così il rafforzamento dell'influenza russa nei Dardanelli. Negli ultimi anni in tutti i paesi europei si moltiplicarono gli incitamenti alla guerra, discorsi e articoli bellicosi, dicerie, incidenti di frontiera; la Francia promulgò una legge (detta "dei tre anni") che, per sopperire all'inferiorità numerica rispetto all'esercito tedesco, allungava di un anno la ferma militare, fino ad allora della durata di due anni; ciò aggravò i rapporti con la Germania.

### La crisi di luglio

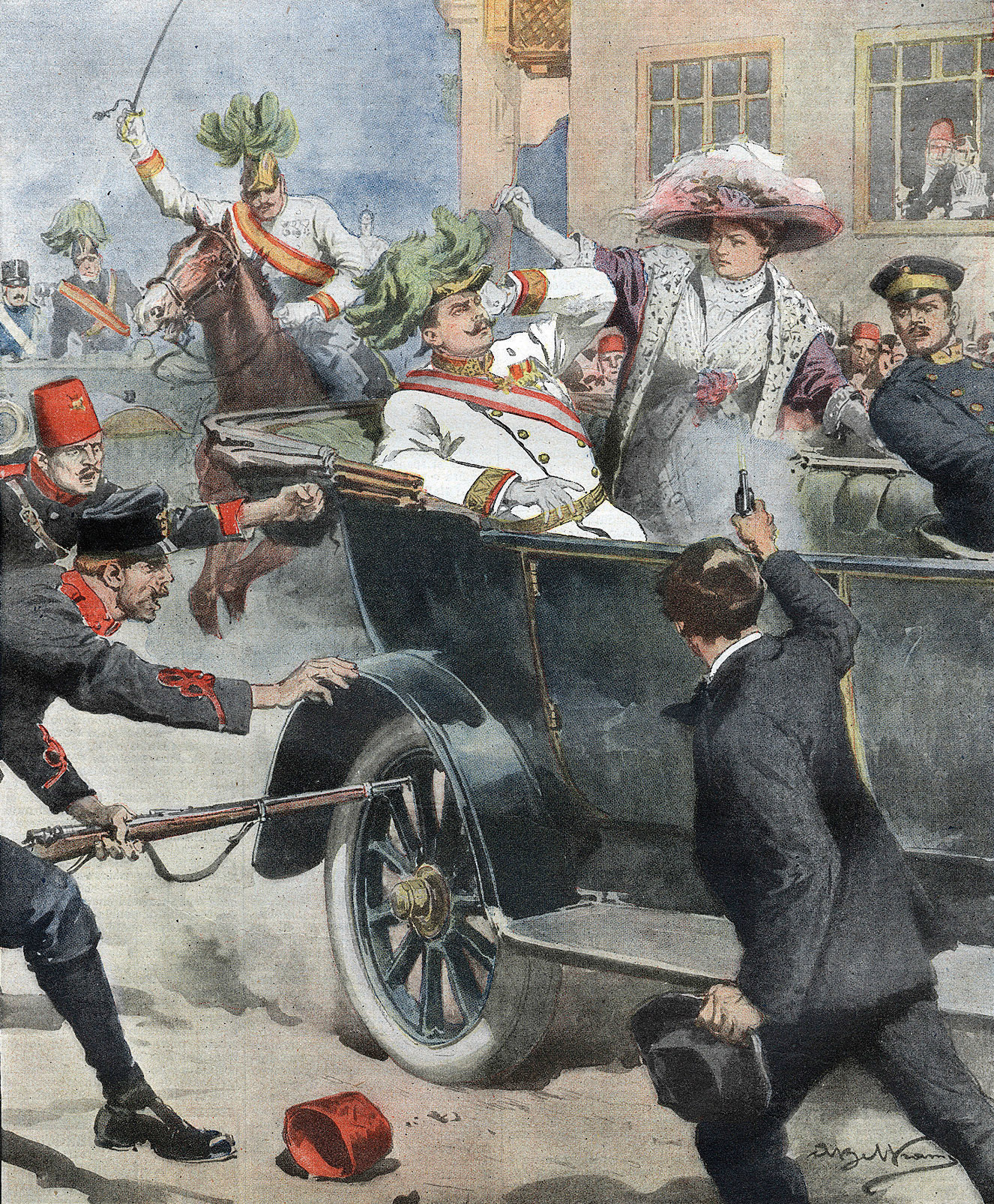
L'attentato di Sarajevo in un'illustrazione di Achille Beltrame

Il 28 giugno 1914, giorno di solenni celebrazioni e festa nazionale serba, l'arciduca erede al trono d'Austria-Ungheria Francesco Ferdinando d'Asburgo-Este e la moglie Sophie Chotek von Chotkowa, recatisi a Sarajevo in visita ufficiale, furono uccisi da alcuni colpi di pistola sparati dal nazionalista diciannovenne serbo Gavrilo Princip: paradossalmente, l'arciduca era forse l'unico austriaco autorevole che fosse comprensivo verso i nazionalisti serbi, perché sognava un impero unito da un legame federativo. Da questo avvenimento scaturì una drammatica crisi diplomatica che infiammò le tensioni latenti e segnò l'inizio della guerra in Europa.
Nei giorni che seguirono, la Germania, convinta di poter circoscrivere il conflitto, sollecitò l'Austria-Ungheria affinché aggredisse al più presto la Serbia. Solo il Regno Unito avanzò una proposta di conferenza internazionale che non ebbe seguito, mentre le altre nazioni europee si preparavano lentamente al conflitto.
Quasi un mese dopo l'assassinio di Francesco Ferdinando, l'Austria-Ungheria inviò un duro ultimatum alla Serbia, che accettò solo una parte delle richieste: il 28 luglio 1914 l'Austria-Ungheria dichiarò guerra alla Serbia, determinando l'irrimediabile acuirsi della crisi e la progressiva mobilitazione delle potenze europee, cagionata dal sistema di alleanze tra i vari stati.
L'Italia, insieme al Portogallo, la Grecia, la Bulgaria, il Regno di Romania e l'Impero ottomano si pose in uno stato di neutralità, attendendo ulteriori sviluppi della situazione. Alla mezzanotte del 4 agosto erano cinque le potenze che ormai erano entrate in guerra (Austria-Ungheria, Impero Tedesco, Impero Russo, Regno Unito e Francia), ciascuna convinta di poter battere gli avversari in pochi mesi: era opinione diffusa che la guerra sarebbe finita a Natale, o tuttalpiù a Pasqua del 1915.

## La guerra

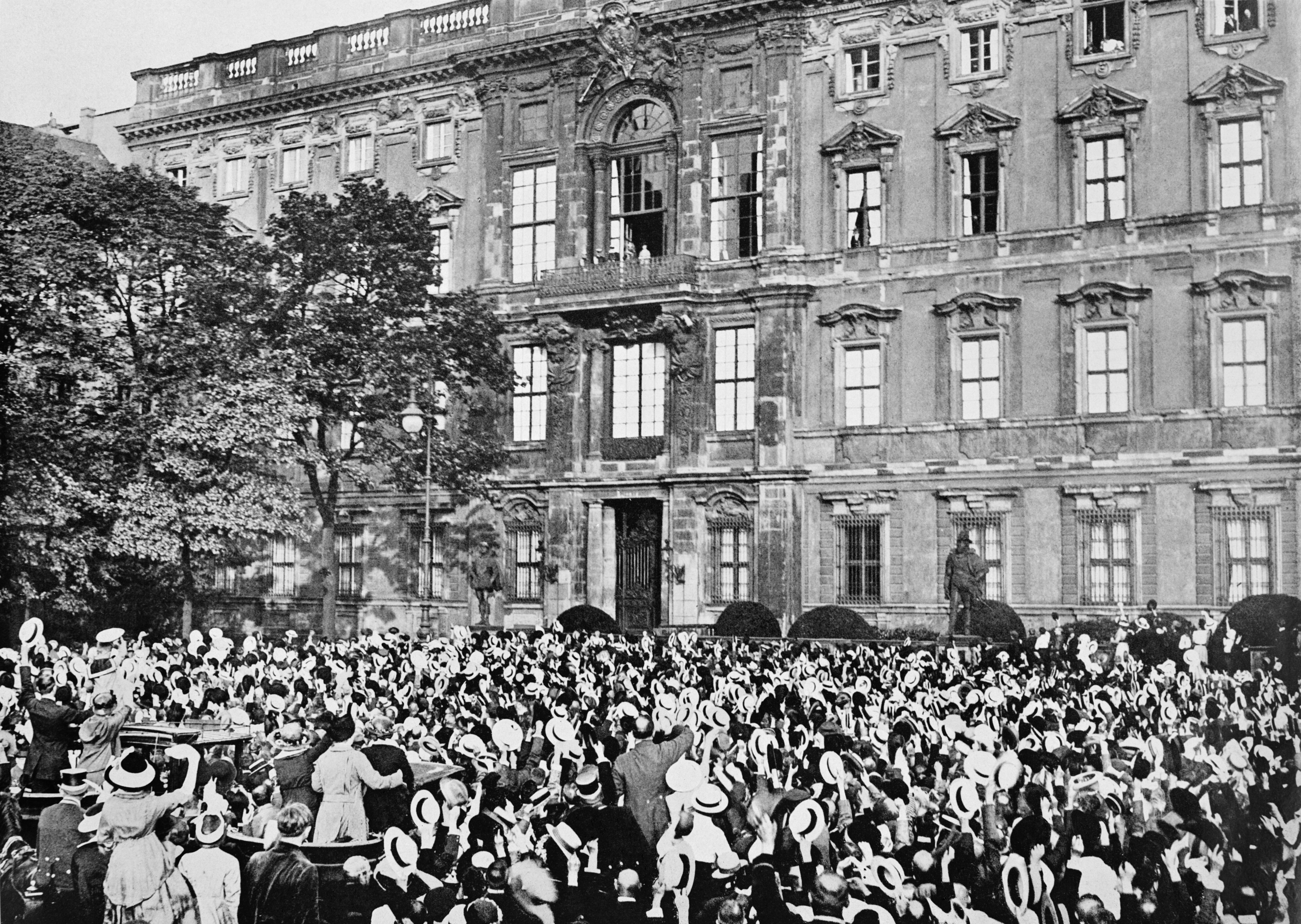
La folla applaude la dichiarazione di guerra alla Russia annunciata dal Kaiser, Berlino, 1º agosto 1914

(Guglielmo II alle truppe tedesche in partenza per il fronte nella prima settimana di agosto del 1914)

### Le prime fasi della guerra (1914)

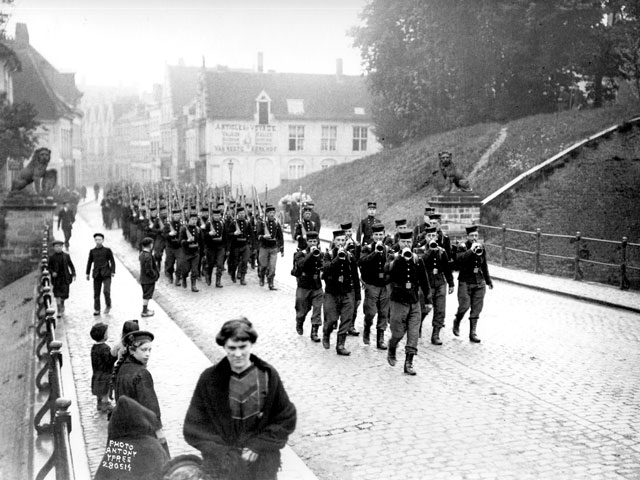
Soldati belgi marciano attraverso la porta di Menen diretti al fronte per contrastare l'avanzata tedesca durante le prime fasi della guerra, agosto 1914.

Il 1º agosto 1914, dopo l'inizio delle ostilità fra Austria-Ungheria e Serbia, il governo tedesco dichiarò guerra alla Russia, che aveva mobilitato l'esercito e, due giorni dopo, anche alla Francia. La strategia tedesca era condizionata dal dover sostenere una guerra su due fronti, ulteriormente aggravata dalle concezioni belliche prettamente aggressive dei francesi che, entro pochi giorni dalla mobilitazione, prevedevano un attacco lungo il comune confine usando tutto il potenziale bellico a disposizione. La duplice dichiarazione di guerra era quindi il necessario primo passo in vista dell'attuazione del piano Schlieffen, che prevedeva la sconfitta della Francia con una "guerra lampo" di sole sei settimane prima di rivolgere l'attenzione a est contro i russi.
Il piano, ideato dal generale Alfred von Schlieffen e completato nel 1905, prevedeva di attaccare la Francia da nord attraverso Belgio e Paesi Bassi, così da evitare la lunga linea fortificata alla frontiera e consentire all'esercito tedesco di calare su Parigi con un'unica grande offensiva. Von Schlieffen continuò a lavorare al piano anche dopo essersi ritirato dall'esercito e lo sottopose a un'ultima revisione nel dicembre 1912, poco prima di morire. Il generale Helmuth Johann Ludwig von Moltke, suo successore come capo di stato maggiore dell'esercito, decise di accorciare il fronte ed escluse i Paesi Bassi dalla manovra; confidando nella lenta mobilitazione della Russia, Moltke previde di lasciare sul fronte est una forza di dieci divisioni, considerata più che sufficiente a trattenerla fino alla neutralizzazione della Francia, dopo la quale l'esercito tedesco avrebbe potuto rivolgere tutte le forze contro la Russia.

#### L'invasione di Belgio e Francia

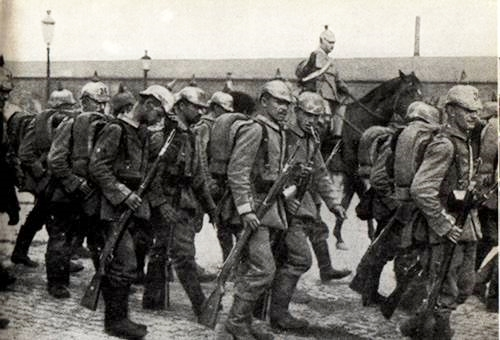
Truppe tedesche in marcia all'ovest nell'agosto 1914

Il 2 agosto la Germania invase il neutrale Lussemburgo, e il 4 agosto, dopo che un formale ultimatum era stato respinto, i tedeschi invasero il Belgio, avanzando a gran velocità; l'azione fu il motivo della dichiarazione di guerra britannica alla Germania, anche se il Regno Unito non aveva truppe sul continente europeo e il suo corpo di spedizione (British Expeditionary Force o BEF), al comando di Sir John French, doveva ancora essere radunato, armato e inviato oltre la Manica.
Il 5 agosto le forze tedesche andarono all'assalto del primo vero ostacolo sul loro cammino: il campo fortificato di Liegi con la sua guarnigione di 35 000 soldati. L'attacco durò più del previsto e solo il 7 agosto la fortezza centrale capitolò. Dopo la caduta di Liegi la maggioranza dell'esercito belga si ritirò verso ovest mentre il 25, più a nord, i tedeschi bombardarono Anversa con uno Zeppelin, durante le fasi preliminari dell'assedio della città che durò fino al 28 settembre e comportò enormi devastazioni. Sempre il 12 le avanguardie del corpo di spedizione britannico attraversarono la Manica scortate da navi da guerra: in dieci giorni furono sbarcati senza perdite 120 000 uomini, non avendo la Kaiserliche Marine mai ostacolato le operazioni.

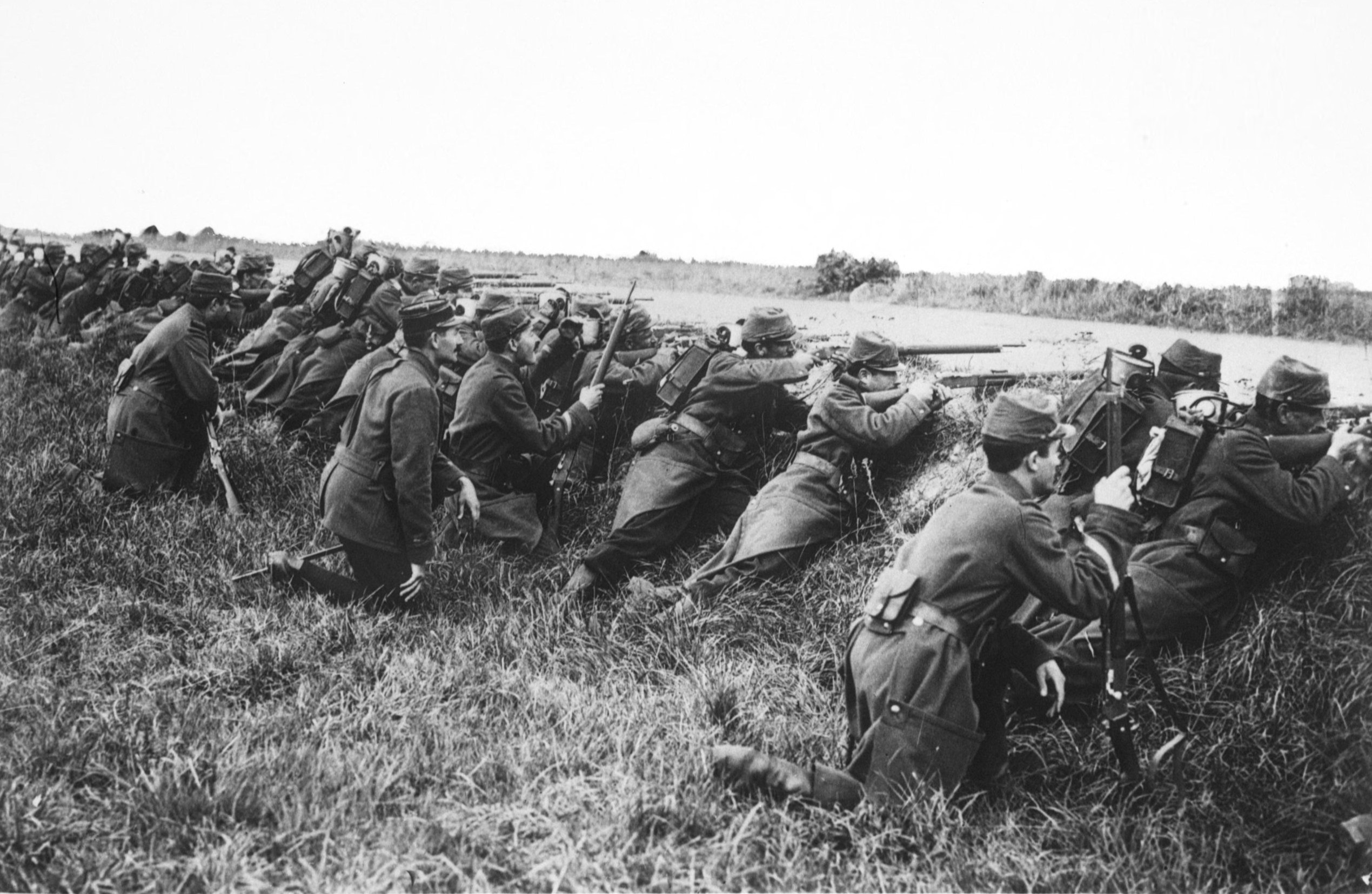
Fanteria francese si appresta a combattere i tedeschi in avanzata sulla Marna

Il 20 agosto le truppe tedesche entrarono a Bruxelles. All'estremità meridionale del fronte i francesi, penetrati in Alsazia il 14 agosto e vicini alla città di Mulhouse, giunsero a sedici chilometri dal Reno, ma furono bloccati dai tedeschi e non riuscirono ad andare oltre. Più a nord le truppe francesi, penetrate in Lorena, furono sconfitte a Morhange e iniziarono a ritirarsi verso Nancy; le truppe tedesche le inseguirono, ma furono poi sanguinosamente arrestate dalle fortificazioni francesi nel corso della battaglia del Gran Couronné.

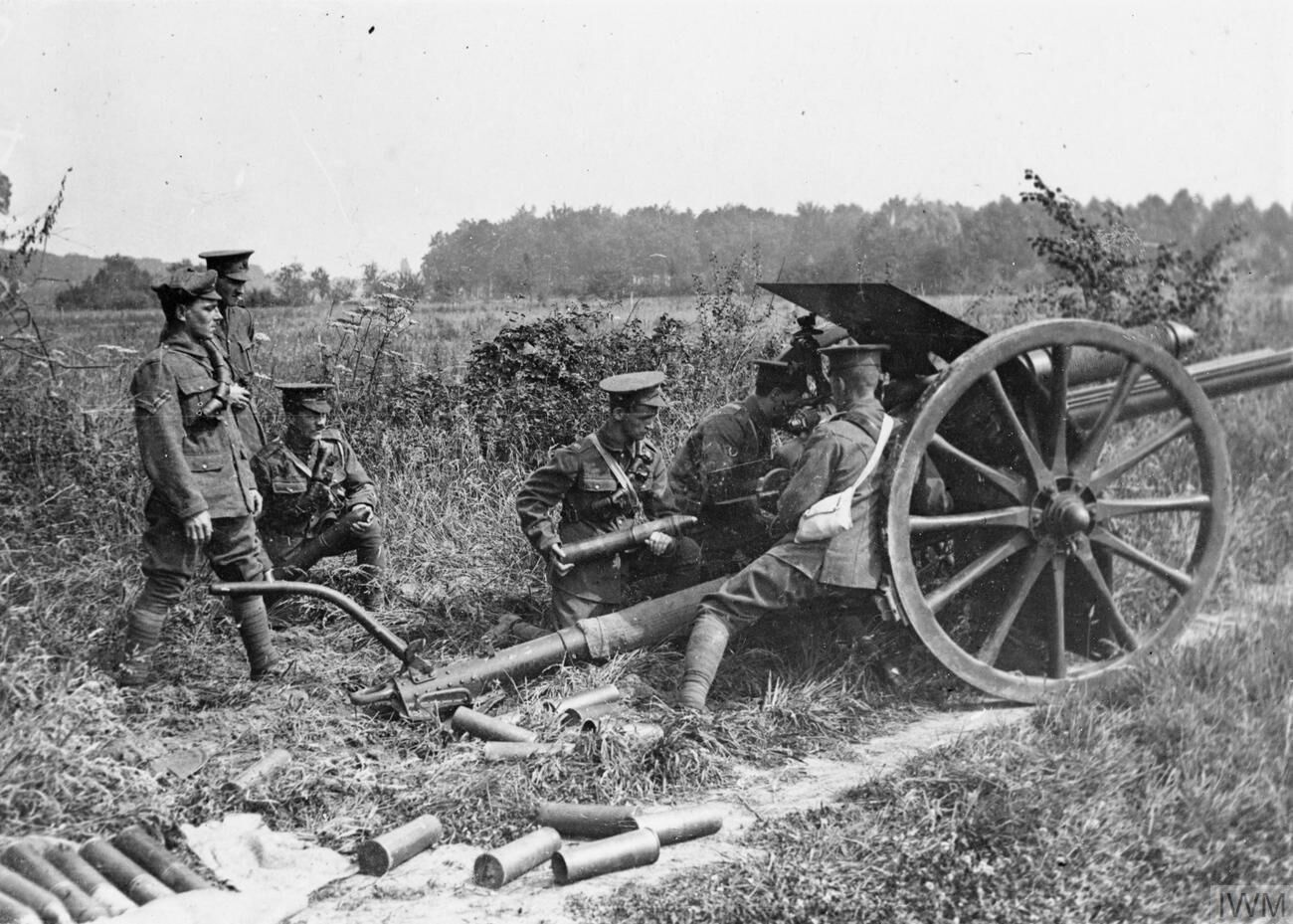
Cannone campale britannico da 84 mm Ordnance QF 18 lb in azione in Francia

Il 22 agosto l'esercito tedesco attaccò lungo tutto il fronte ed ebbe inizio la gigantesca battaglia delle Frontiere: la 5ª Armata francese fu sconfitta a Charleroi e cominciò l'aspra battaglia di Mons, battesimo del fuoco per il corpo di spedizione britannico, che resistette con inaspettata tenacia. I tedeschi riuscirono comunque a superare la resistenza di French e il 23 iniziarono ad avanzare; quello stesso giorno sia i francesi da Charleroi sia i belgi da Namur cedettero alla pressione tedesca e iniziarono a ripiegare. Il 2 settembre il governo francese abbandonò Parigi e si rifugiò a Bordeaux, ma gli anglo-francesi appresero da ricognizioni aeree che i tedeschi non stavano più puntando sulla capitale, avendo piegato più a sud-est verso la linea del fiume Marna dietro cui si erano attestati gli Alleati. Il giorno dopo, con i tedeschi a soli 40 chilometri da Parigi e una situazione di grande panico nelle retrovie francesi - un milione di parigini aveva abbandonato la città - il generale Joseph Simon Gallieni, governatore militare della capitale, organizzò, nel sistema di trincee e fortificazioni che l'attorniavano, una nuova armata appena costituita, mentre il comandante in capo, generale Joseph Joffre, preparava la controffensiva.
Il 5 settembre i francesi, con l'aiuto del BEF, passarono al contrattacco e bloccarono l'avanzata tedesca a est di Parigi durante la prima battaglia della Marna, passata alla storia nell'immaginario collettivo francese col nome di "miracolo della Marna"; i tedeschi dovettero abbandonare il piano Schlieffen, ma riuscirono ad arrestare la spinta controffensiva degli anglo-francesi nel corso della successiva prima battaglia dell'Aisne (13-28 settembre). Nei giorni successivi entrambi i contendenti diedero inizio a una serie di manovre nel tentativo di aggirarsi reciprocamente sul fianco settentrionale, rimasto scoperto, dando luogo alla cosiddetta "corsa al mare": ogni tentativo fallito finiva con l'allungare sempre di più la linea del fronte, finché, per la fine di ottobre, entrambi i contendenti raggiunsero le rive del mare nella regione delle Fiandre; in novembre un ultimo tentativo tedesco di rompere il fronte alleato portò alla sanguinosa prima battaglia di Ypres, al termine della quale i due contendenti si attestarono sulle posizioni raggiunte. La battaglia segnò la fine della guerra di movimento a occidente, in favore di una logorante guerra di trincea lungo un fronte continuo di solide postazioni fortificate.

#### Il fronte orientale

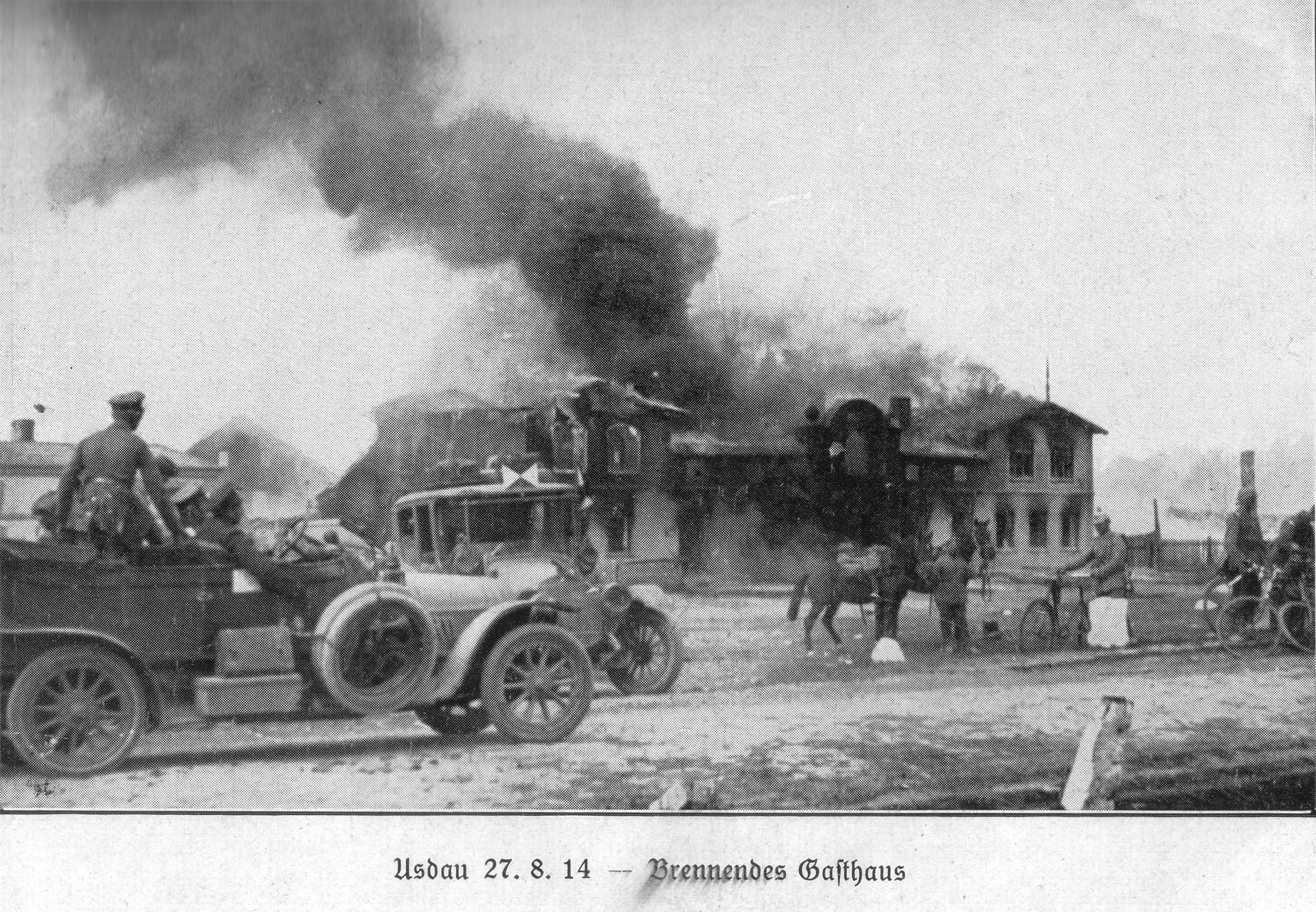
Fanteria tedesca a Tannenberg

Gli scontri iniziali a oriente erano stati contrassegnati più da rapidi mutamenti di fortuna che da vantaggi decisivi per una delle due parti. Il comando austro-ungarico aveva impiegato parte delle sue forze nel vano tentativo di metter fuori combattimento la Serbia, e inoltre il suo piano per un'offensiva iniziale diretta a tagliare il saliente rappresentato dalla Polonia era stato paralizzato dal cattivo funzionamento della parte tedesca della tenaglia. Anzi era la Germania, che schierava la sola 8ª Armata con il compito di difendere la Prussia Orientale, a rischiare di essere sopraffatta dalle truppe di Nicola II, che mobilitò anzitempo la 1ª e la 2ª Armata contro la Prussia, nel tentativo di allentare la pressione sulla Francia già ad agosto.
Dopo una prima serie di sconfitte, il comandante tedesco Maximilian von Prittwitz venne sostituito dal generale in pensione Paul von Hindenburg, che nominò suo capo di stato maggiore Erich Ludendorff; i due annientarono a Tannenberg la 2ª Armata russa del generale Aleksandr Vasil'evič Samsonov (26-30 agosto) e respinsero la 1ª Armata del generale Paul von Rennenkampf nella battaglia dei laghi Masuri (9-14 settembre). I russi non si fecero però sorprendere dalle armate austro-ungariche sul fronte sud-occidentale; il granduca Nicola, comandante in capo dell'esercito russo, passò all'offensiva; gli austro-ungarici subirono una pesante sconfitta nel corso della battaglia di Galizia e dovettero essere soccorse dai tedeschi.
Nuove forze provenienti da occidente permisero a Ludendorff, il 15 dicembre 1914, di respingere i russi fino alla linea dei fiumi Bzura e Ravka davanti a Varsavia, ma la diminuzione delle provviste e delle munizioni indusse lo zar a ritirare ulteriormente le truppe sulle linee trincerate lungo i fiumi Nida e Dunajec, lasciando ai tedeschi l'estremità della striscia polacca. Anche a est le ostilità si arenarono su lunghi e saldi sistemi trincerati; tuttavia l'inadeguatezza delle sue industrie non permetteva alla Russia di sostenere lo sforzo bellico allo stesso modo degli anglo-francesi.

#### Le invasioni della Serbia

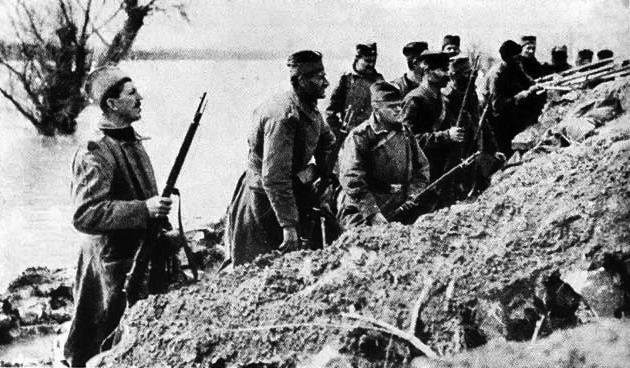
Un gruppo di soldati serbi sulla linea del fronte

Benché fosse tecnicamente il luogo dove la guerra aveva preso avvio, il fronte serbo fu relegato ben presto a teatro secondario di un conflitto divenuto ormai mondiale. Con il grosso delle sue forze concentrato in Galizia contro i russi, l'Austria-Ungheria diede avvio all'invasione del territorio serbo il 12 agosto 1914: guidate dal generale Radomir Putnik e supportate anche dalle forze del Regno del Montenegro, le truppe serbe opposero un'ostinata resistenza, infliggendo agli austro-ungarici una sconfitta nella battaglia del Cer (16-19 agosto) e obbligandoli a ritirarsi oltre frontiera. Dopo una controffensiva serba al confine con la Bosnia, sfociata nell'inconcludente battaglia della Drina (6 settembre-4 ottobre), gli austro-ungarici del generale Oskar Potiorek lanciarono una nuova invasione il 5 novembre, riuscendo a occupare la capitale Belgrado: Putnik fece arretrare lentamente le sue forze fino al fiume Kolubara, dove inflisse una disastrosa sconfitta alle truppe di Potiorek, obbligandole ancora una volta alla ritirata; il 15 dicembre 1914 i serbi ripresero Belgrado, riportando la linea del fronte ai confini prebellici.
Le offensive austro-ungariche erano costate all'Impero la perdita di 227 000 uomini tra morti, feriti e dispersi, oltre a un ampio bottino di armi e munizioni di vitale importanza per il mal equipaggiato esercito serbo; nonostante la vittoria la Serbia registrò 170 000 caduti durante la campagna, perdite enormi per il suo piccolo esercito, ulteriormente aggravate dallo scoppio di una violenta epidemia di febbre tifoide (che fece 150 000 vittime tra i civili) e dalla grave carenza di generi alimentari.

#### Le colonie tedesche

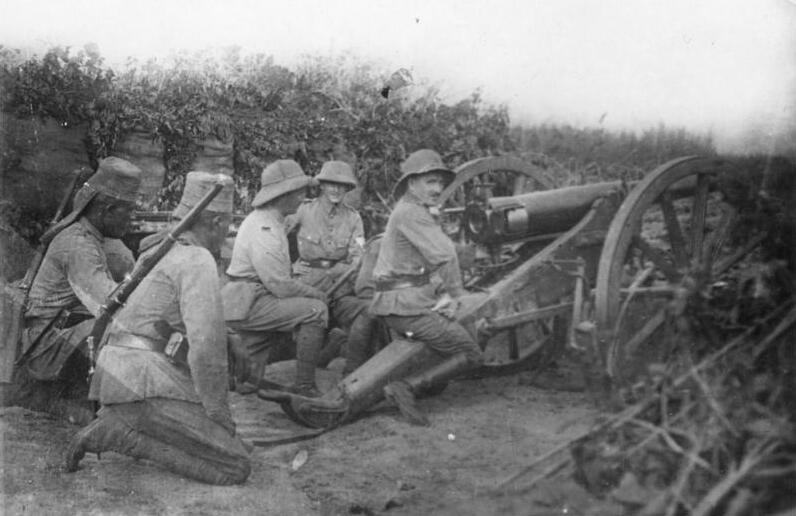
Ascari indigeni e artiglieri tedeschi delle Schutztruppe in Africa orientale

Giunta piuttosto in ritardo alla corsa per la spartizione dell'Africa, nel 1914 la Germania deteneva limitati possedimenti nel continente: isolati dalla madrepatria dal blocco navale alleato e circondati dai territori dei più ampi imperi coloniali britannico e francese, il loro destino era praticamente segnato fin dall'inizio delle ostilità. La piccola colonia del Togoland (odierno Togo) fu rapidamente occupata dalle forze anglo-francesi già verso la fine dell'agosto 1914, mentre più impegnativa fu la lotta nel Camerun tedesco: la capitale Buéa fu occupata da truppe coloniali francesi e belghe il 27 settembre 1914, ma, favorite dal terreno impervio e dalle piogge tropicali, le ultime guarnigioni tedesche furono costrette a capitolare non prima del febbraio 1916. La guarnigione dell'Africa Tedesca del Sud-Ovest (odierna Namibia) sostenne un'invasione da parte delle truppe sudafricane e, benché appoggiata dall'insurrezione di alcuni ribelli boeri contro le autorità britanniche, fu infine costretta alla resa nel luglio 1915.
Molto più lunga fu la lotta nell'Africa Orientale tedesca (odierna Tanzania): al comando di un miscuglio di coloni tedeschi e truppe arruolate tra gli indigeni locali (Schutztruppe), il colonnello Paul Emil von Lettow-Vorbeck intraprese una serie di azioni di guerriglia e attacchi mordi e fuggi ai danni delle colonie confinanti (il Kenya britannico, il Congo belga e il Mozambico portoghese), infliggendo agli Alleati diverse sconfitte. Fu necessario mettere in campo una vasta forza (arrivata a contare, tra soldati e personale ausiliario, quasi 400 000 uomini) per avere ragione delle elusive truppe di Vorbeck e occupare la colonia: gli ultimi guerriglieri tedeschi, ancora capitanati dal loro comandante, si arresero solo il 26 novembre 1918, dopo essere stati informati dell'avvenuta capitolazione della Germania.

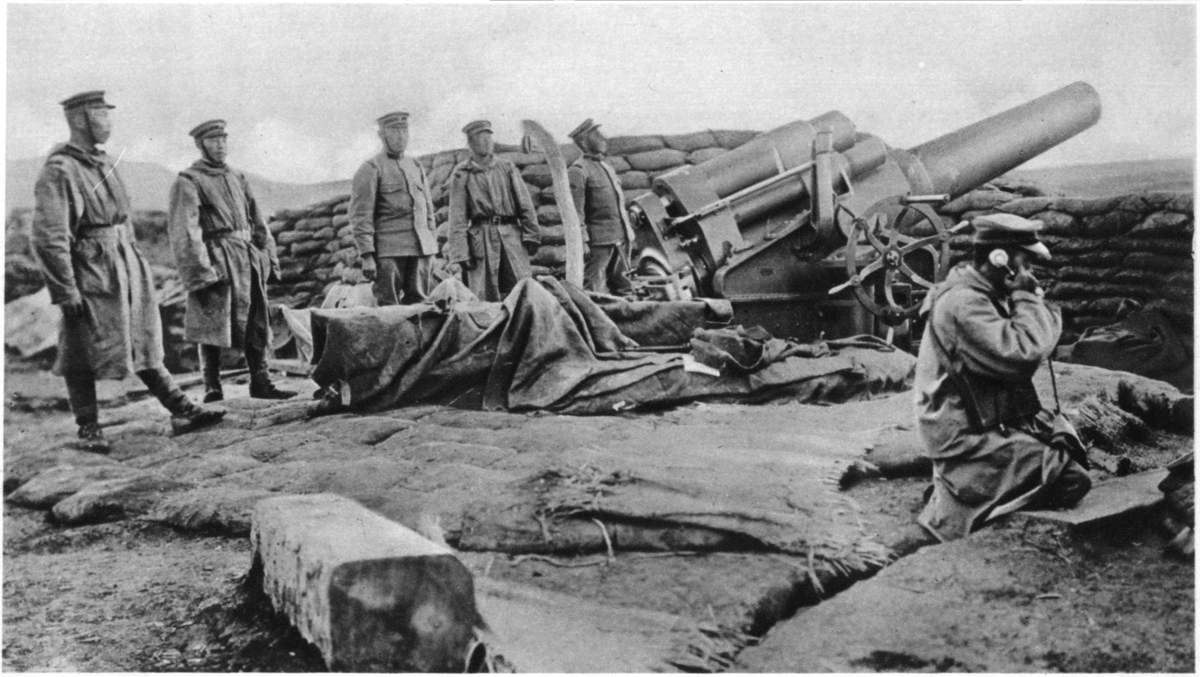
Obice da 240 mm Type 45 giapponese durante l'assedio di Tsingtao

Da tempo alleato del Regno Unito, il 23 agosto 1914 il Giappone dichiarò guerra alla Germania, segnando il destino degli sparpagliati possedimenti tedeschi situati nel Pacifico: ai primi di ottobre una squadra navale giapponese salpò alla volta della Micronesia, dove i tedeschi disponevano di una serie di piccole basi, occupando prima della fine del mese le isole Caroline, le isole Marshall e le isole Marianne praticamente senza combattere; il 31 ottobre una forza di spedizione nipponica, rinforzata poi anche da un contingente britannico proveniente da Tientsin, pose l'assedio al porto fortificato di Tsingtao, possedimento tedesco in Cina dal 1898, obbligando la guarnigione a capitolare il 7 novembre 1914. Il resto delle colonie tedesche fu occupato dai dominion australi del Regno Unito: il 30 agosto 1914 una forza neozelandese conquistò senza spargimenti di sangue le Samoa, mentre la Nuova Guinea tedesca fu occupata dagli australiani in settembre dopo una breve campagna contro la piccola guarnigione del possedimento; l'ultimo avamposto tedesco, Nauru, cadde in mano australiana il 14 novembre 1914.

#### Il dominio dei mari

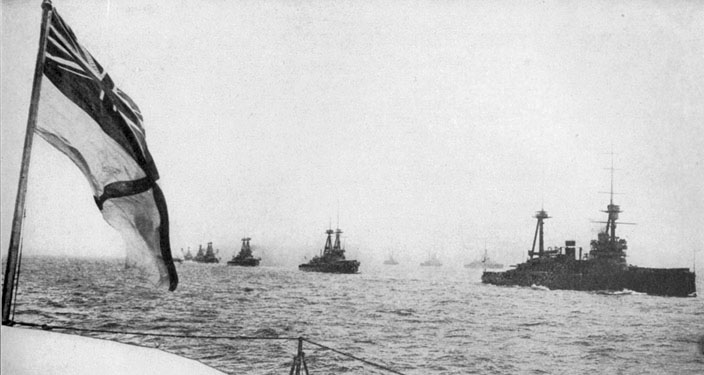
Una squadra navale della Grand Fleet britannica

All'inizio delle ostilità le due principali flotte da guerra, quella britannica e quella tedesca, si fronteggiarono nelle ristrette acque del mare del Nord; la Germania, consapevole dell'inferiorità numerica nei confronti della Grand Fleet britannica, mantenne un atteggiamento prudente, decidendo di evitare uno scontro diretto finché posamine e sommergibili non l'avessero indebolita e non avessero diminuito i commerci con le colonie. La geografia della costa nord della Germania favoriva questo tipo di strategia: le rive frastagliate, gli estuari e la protezione assicurata dalle isole come Helgoland costituivano un formidabile scudo per i porti di Wilhelmshaven, Bremerhaven e Cuxhaven e allo stesso tempo offriva un'eccellente base per rapide incursioni nel mare del Nord. Durante il primo anno di guerra il Regno Unito si preoccupò quindi di pattugliare il mare del Nord e permettere il trasferimento della forza di spedizione attraverso La Manica; l'unica azione di rilievo fu un'incursione nella baia di Helgoland, ove la squadra dell'ammiraglio David Beatty affondò parecchi incrociatori leggeri tedeschi confermando alla Kaiserliche Marine la necessità di continuare una tattica difensiva e di accelerare l'attività di sommergibili e posamine.

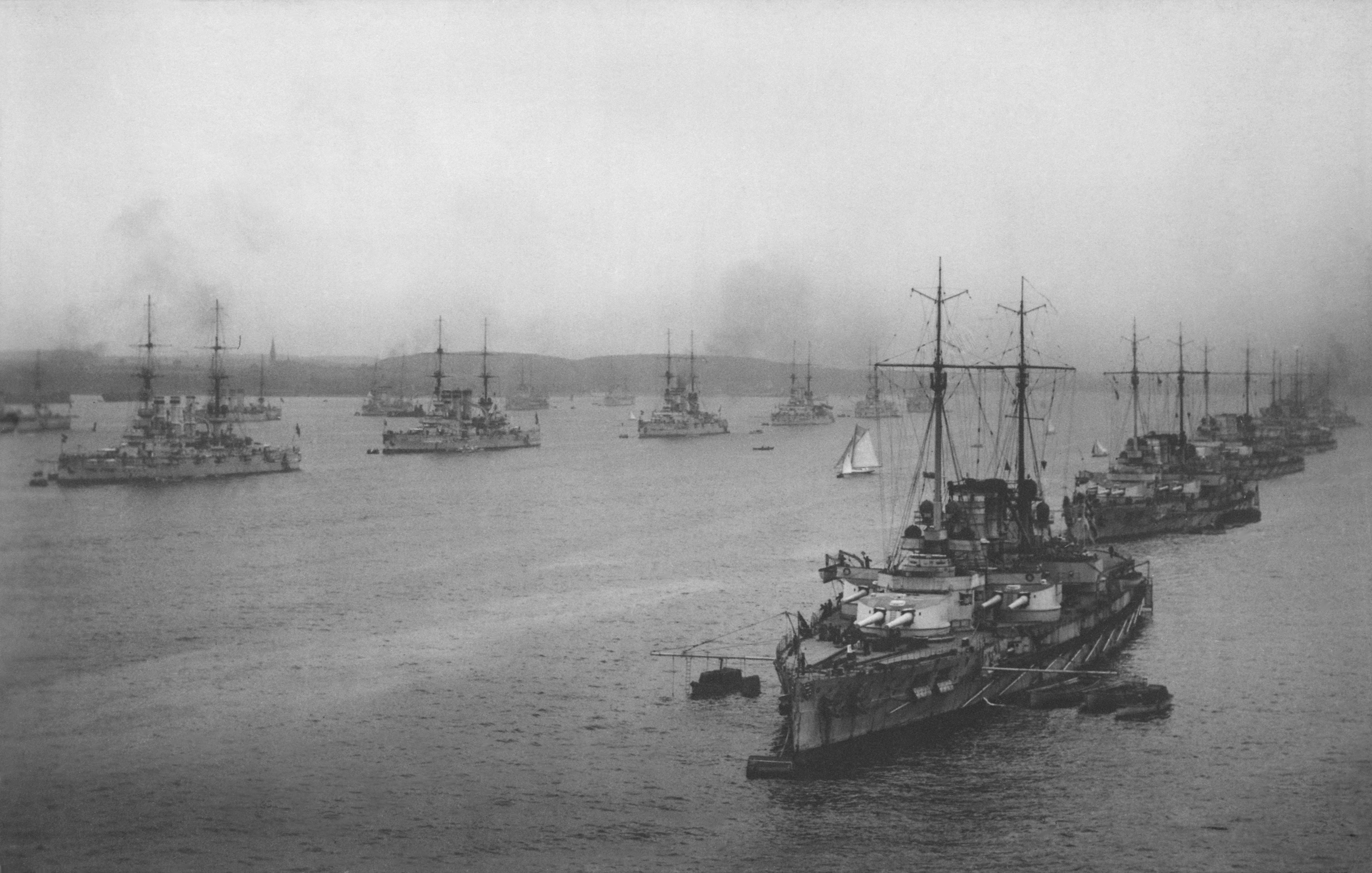
Il I. e il II. Geschwader (squadra da battaglia) della Hochseeflotte a Kiel, in primo piano la SMS Nassau

La guerra nel mar Mediterraneo si aprì con un errore destinato ad avere forti conseguenze politiche per gli Alleati: nel bacino si trovavano due delle più veloci navi da guerra tedesche, l'incrociatore da battaglia Goeben e l'incrociatore leggero Breslau; ricevuto l'ordine da Berlino di puntare verso Costantinopoli, furono inseguite dalla Royal Navy, che però non riuscì a intercettarle. Il ministro della guerra turco Ismail Enver diede il suo assenso all'entrata nei Dardanelli alle due navi, ben sapendo che tale decisione rappresentava un atto ostile nei confronti del Regno Unito e che avrebbe sospinto la Turchia nell'orbita tedesca; per non pregiudicare la neutralità della Turchia, esse vennero comunque cedute con un finto atto di vendita. Non seguirono atti ostili e le unità furono ancorate al porto di Costantinopoli.
Negli oceani invece la caccia alle unità tedesche fu l'obiettivo principale per le flotte alleate. La Germania non ebbe il tempo per far uscire le proprie unità dalle basi del mare del Nord, così allo scoppio della guerra furono solo i pochi incrociatori dislocati all'estero a costituire una minaccia per i commerci degli Alleati; non era facile conciliare l'esigenza di concentrare le forze nel mare del Nord in vista di un attacco a sorpresa della Germania con la necessità di pattugliare e difendere le rotte marittime dell'India e dei Dominions. Con la distruzione dell'Emden avvenuta il 9 novembre 1914, i britannici resero sicuro l'oceano Indiano, ma questo successo fu neutralizzato dalla grave sconfitta subita nella battaglia di Coronel nell'oceano Pacifico, dove la divisione dell'ammiraglio Cradock fu battuta dagli incrociatori corazzati dell'ammiraglio Maximilian von Spee. Questo scacco fu prontamente riscattato dall'ammiraglio Doveton Sturdee, che alla guida degli incrociatori da battaglia Inflexible e Invincible appositamente distaccati dalla Grand Fleet, l'8 dicembre 1914 inseguì la squadra di von Spee nei pressi delle Isole Falkland e ne affondò l'intera divisione (tranne l'incrociatore leggero Dresden che si autoaffonderà tre mesi dopo), distruggendo l'ultimo strumento della potenza navale tedesca negli oceani.
Da quel momento in poi gli Alleati poterono contare su sicure vie di comunicazione oceaniche per i loro traffici di rifornimenti e truppe; poiché le rotte oceaniche devono per forza avere un capolinea sulla terraferma, la logica risposta tedesca fu quella di incrementare lo sviluppo dell'arma sottomarina, che rese gradualmente più pericolose le traversate.

La sala macchine di un U-Boot tedesco

### Il conflitto si allarga (1915)
I fronti dove si combatteva e quelli dove ci si aspettava di farlo erano ormai numerosi. Tutti i belligeranti iniziarono a impiegare ogni risorsa a disposizione e allo stesso tempo affiorarono le prime voci di opposizione alla guerra nel Regno Unito, in Germania (dove il 1º aprile ebbe luogo una manifestazione organizzata da Rosa Luxemburg), in Francia e in Russia. L'Italia, pur restando neutrale, era in cerca dei migliori vantaggi territoriali in cambio di un proprio intervento: l'8 aprile 1915 offrì di affiancare in guerra le potenze centrali se le fossero stati ceduti Trentino, isole della Dalmazia, Gorizia, Gradisca e riconosciuto il "primato" sull'Albania. Una settimana dopo l'Austria-Ungheria rifiutò le condizioni e l'Italia fece richieste ancora più gravose alle potenze dell'Intesa, che si dissero disposte a intavolare delle trattative.
Intanto sul fronte del Caucaso l'avanzata russa provocò il risentimento dei turchi contro la popolazione armena, sospettata di aver favorito le truppe dello zar. L'8 aprile iniziarono i rastrellamenti e le fucilazioni, dando avvio a una vera e propria pulizia etnica. Massacri e deportazioni divennero sistematici e gli appelli rivolti agli Alleati e a Berlino perché intervenissero in qualche modo rimasero inascoltati.

#### L'impero ottomano

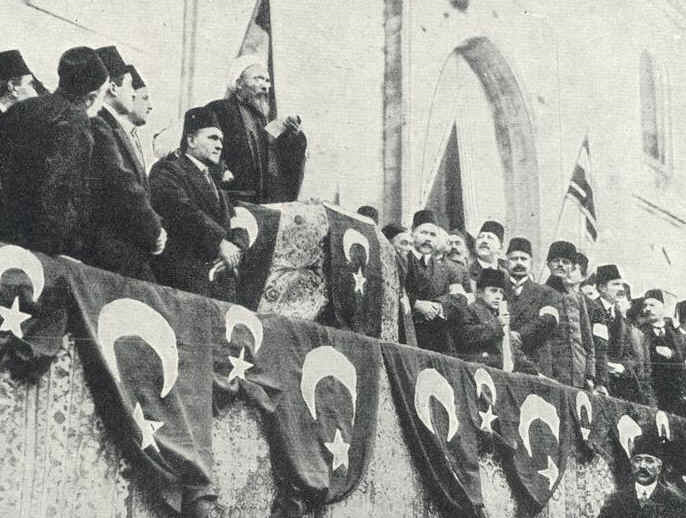
Dichiarazione di guerra degli ottomani

Nel 1914 l'Impero ottomano era in solidi rapporti con la Germania, che da tempo investiva capitali nello sviluppo economico dell'Impero e curava l'addestramento delle sue forze armate. L'influente ministro della guerra Ismail Enver era un filo-tedesco ma il governo ottomano era ancora diviso sulla scelta di unirsi agli Imperi centrali, nonostante la firma di un trattato segreto di natura militare ed economica con la Germania, avvenuta il 1º agosto 1914; il sequestro, all'inizio della guerra, da parte dei britannici di due navi da battaglia ottomane in costruzione nei cantieri inglesi provocò forte indignazione a Istanbul e i tedeschi ne approfittarono cedendo agli ottomani i due incrociatori Goeben e Breslau, sfuggiti alla caccia nel Mediterraneo. Il 29 ottobre 1914 le due navi, ora battenti bandiera turca, bombardarono i porti russi sul Mar Nero e posarono mine; gli Alleati replicarono con una dichiarazione di guerra: il 1º novembre navi britanniche attaccarono un posamine turco nel porto di Smirne, il giorno seguente un incrociatore leggero bombardò il porto di Aqaba sul Mar Rosso e il 3 novembre vennero presi di mira i forti sui Dardanelli.
L'entrata in guerra dell'Impero ottomano aprì nuovi scenari di conflitto in teatri molto distanti l'uno dall'altro: nel Caucaso la Russia si ritrovò a sostenere un difficile secondo fronte in un territorio impervio, mentre la presenza ottomana in Mesopotamia e Palestina minacciava due cardini dell'impero coloniale britannico, la raffineria petrolifera persiana di Abadan (vitale per i rifornimenti di carburante della Royal Navy) e il canale di Suez. Fin dall'inizio però le attenzioni britanniche si rivolsero al forzamento dello stretto dei Dardanelli, al fine di portare la guerra direttamente nella capitale ottomana.

#### Il fronte del Caucaso

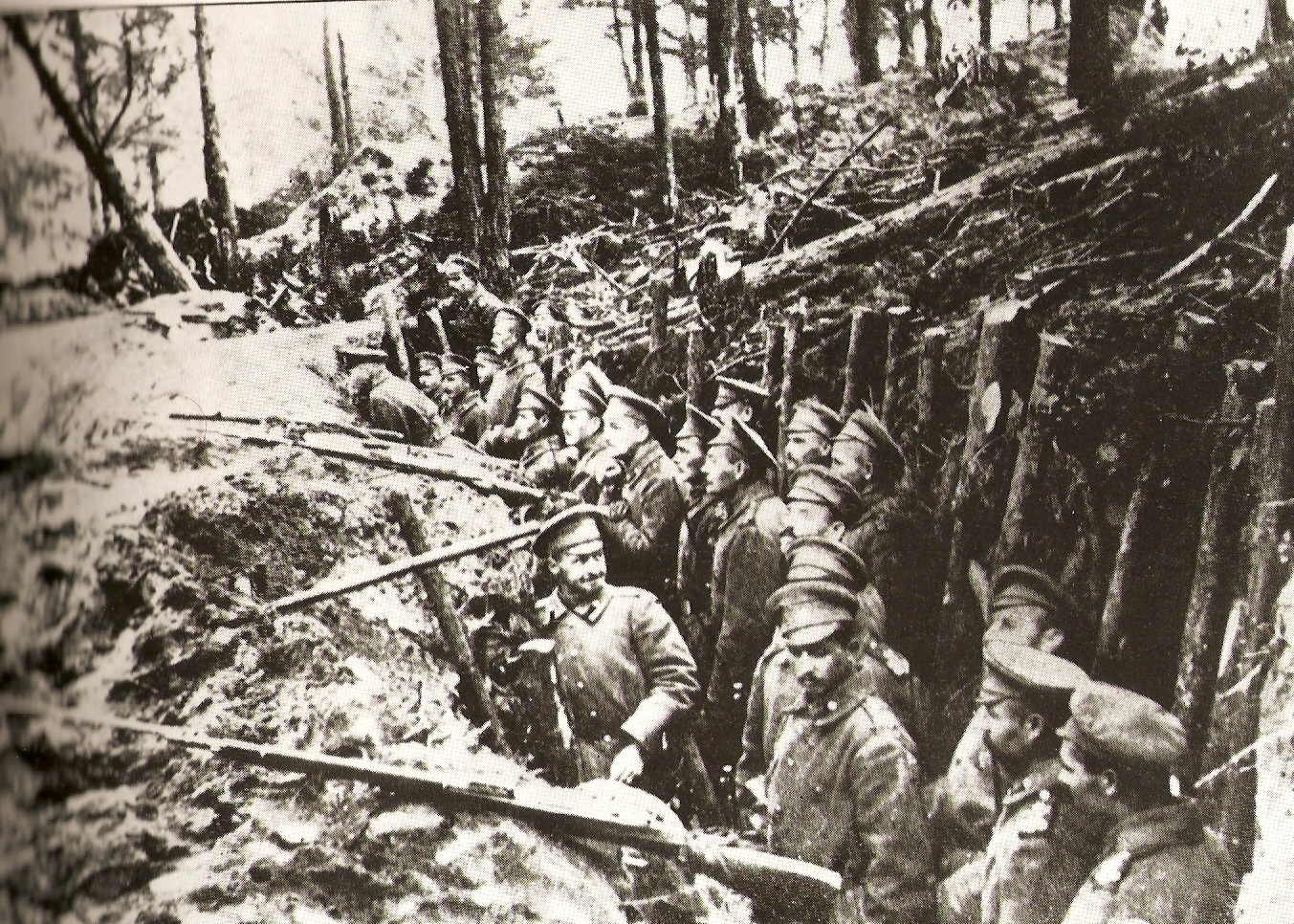
Truppe russe in trincea durante la battaglia di Sarıkamış

Le operazioni sul fronte del Caucaso iniziarono fin dai primi giorni di guerra, a dispetto del terreno impervio e del rigido clima invernale: dopo aver facilmente respinto un'offensiva russa in direzione di Köprüköy tra il 2 e il 16 novembre 1914, le forze della 3ª Armata ottomana, guidate dal ministro della guerra Enver, lanciarono un massiccio attacco oltre il confine russo in direzione di Kars; la sconfitta patita nella seguente battaglia di Sarıkamış (22 dicembre 1914-17 gennaio 1915) si trasformò in una disfatta per gli ottomani, quando la 3ª Armata cercò di ritirarsi attraverso le montagne innevate, perdendo 90 000 uomini su un totale di 130 000.
Alle prese con l'impegnativa situazione del fronte orientale, i russi non furono immediatamente in grado di sfruttare la vittoria e fino a marzo il fronte caucasico rimase stazionario, con solo poche schermaglie tra le due parti; alla ricerca di un capro espiatorio per la disfatta, gli ottomani accusarono la minoranza armena, che viveva nelle regioni di confine, di connivenza con i russi, sottoponendola a partire dal febbraio 1915 a deportazioni e massacri. Gli attacchi ottomani provocarono ben presto un'aperta rivolta e il 19 aprile 1915 i fedayyin armeni s'impossessarono dell'importante città di Van, resistendo poi all'assedio posto dagli ottomani; approfittando dell'occasione i russi lanciarono una massiccia offensiva nel settore orientale del fronte, liberando Van dall'assedio il 17 maggio, ma venendo infine bloccati dagli ottomani nel corso della battaglia di Malazgirt (10-26 luglio 1915). La controffensiva ottomana portò alla rioccupazione di Van (evacuata dal grosso della popolazione armena) e degli altri territori perduti entro agosto; la linea del fronte tornò alla situazione di partenza per la fine dell'anno, con entrambe le forze impegnate a riorganizzarsi.

#### Il forzamento dei Dardanelli

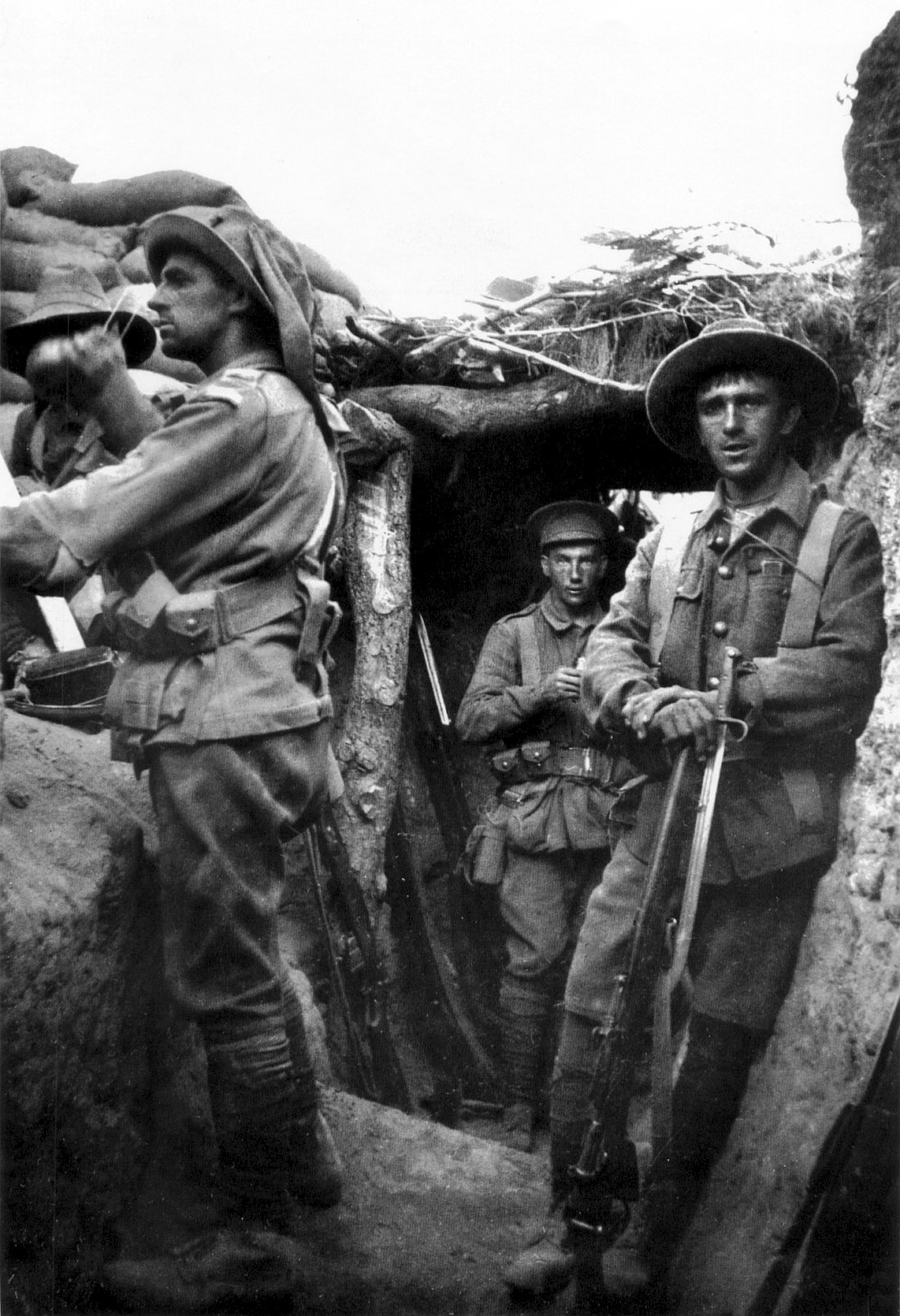
Soldati del 7th Battalion australiano in trincea a Gallipoli.

A causa delle difficoltà sul fronte caucasico, la Russia si appellò al Regno Unito perché impegnasse a sua volta la Turchia, costringendola a richiamare a ovest parte delle sue truppe: i britannici, su suggerimento del generale Horatio Kitchener e con il vigoroso appoggio del primo lord dell'Ammiragliato Winston Churchill, proposero di attaccare dal mare i forti turchi nei Dardanelli. L'attacco iniziò nel febbraio 1915 e doveva dare il colpo di grazia all'Impero ottomano, la cui marina non poteva contrastare in alcun modo quella anglo-francese; l'opinione dominante era quella di una campagna breve e violenta che avrebbe portato all'occupazione di Costantinopoli: forzare lo stretto avrebbe riaperto i canali d'esportazione di grano per la Russia e forse avrebbe anche portato alla resa turca.
L'attacco navale fu invece un fallimento: i forti furono travolti dal volume di fuoco delle corazzate anglo-francesi, ma con l'assistenza tedesca gli ottomani avevano provveduto a sbarrare lo stretto con ampi campi di mine, che provocarono forti perdite agli attaccanti, obbligandoli a desistere. Gli Alleati decisero quindi di ricorrere a uno sbarco per conquistare la penisola di Gallipoli e aprire la strada ai dragamine, che avrebbero potuto così eliminare gli sbarramenti: il 25 aprile 1915, in quello che fu il maggiore assalto anfibio della guerra, truppe britanniche, francesi, australiane e neozelandesi presero terra sulla punta di Gallipoli, ma le forze ottomane del generale tedesco Otto Liman von Sanders furono rapide nell'assicurarsi le alture dominanti e bloccare così l'attacco. La prevista rapida campagna si trasformò in una guerra di posizione con elevatissime perdite umane, che fece emergere il generale dell'esercito ottomano Mustafà Kemal come importante leader. Consci del fallimento, gli Alleati si ritirarono poi da Gallipoli ai primi del gennaio 1916.

#### La guerra in Medio Oriente

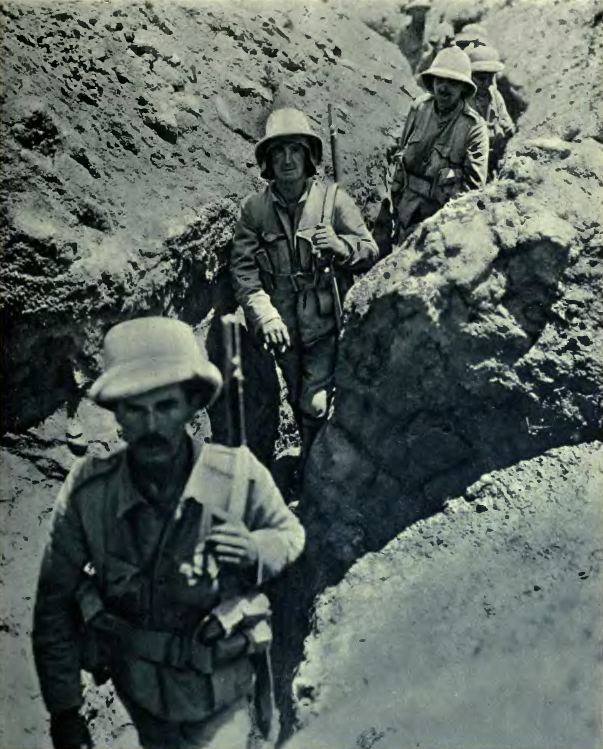
Truppe britanniche in Mesopotamia nel 1916.

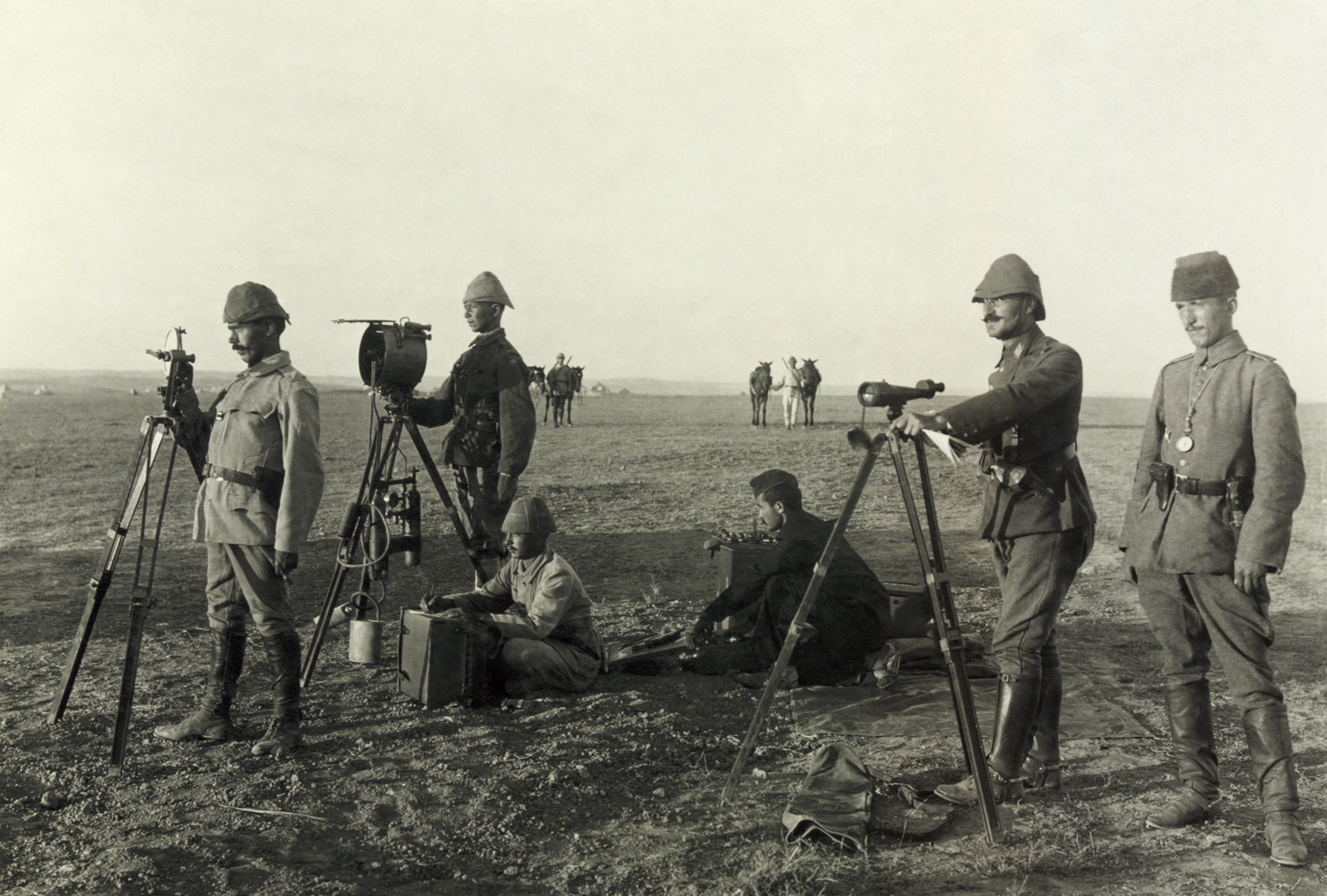
Truppe ottomane nei pressi di un villaggio in Palestina (1917).

Il 6 novembre 1914 truppe anglo-indiane sbarcarono nella penisola di al-Faw, dando avvio alla campagna della Mesopotamia; la spedizione era stata voluta per allontanare qualsiasi minaccia ottomana ai possedimenti britannici nella regione del Golfo Persico e ben presto ottenne diversi risultati: il 21 novembre le forze britanniche presero l'importante porto di Bassora, spingendosi ai primi di dicembre fino ad al-Qurna, dove sconfissero nuovamente una forza ottomana. La costituzione di una solida testa di ponte a Bassora rendeva praticamente inutile continuare la campagna: la minaccia turca al Golfo Persico era sventata e la Mesopotamia era troppo lontana dalle regioni chiave dell'impero perché fosse vantaggiosa una sua completa occupazione; tuttavia la debole resistenza offerta dagli ottomani, ulteriormente confermata dal completo fallimento di una loro controffensiva in direzione di Bassora a metà aprile 1915, spinse l'alto comando britannico a continuare l'azione, convinto di poter ottenere altri facili successi.

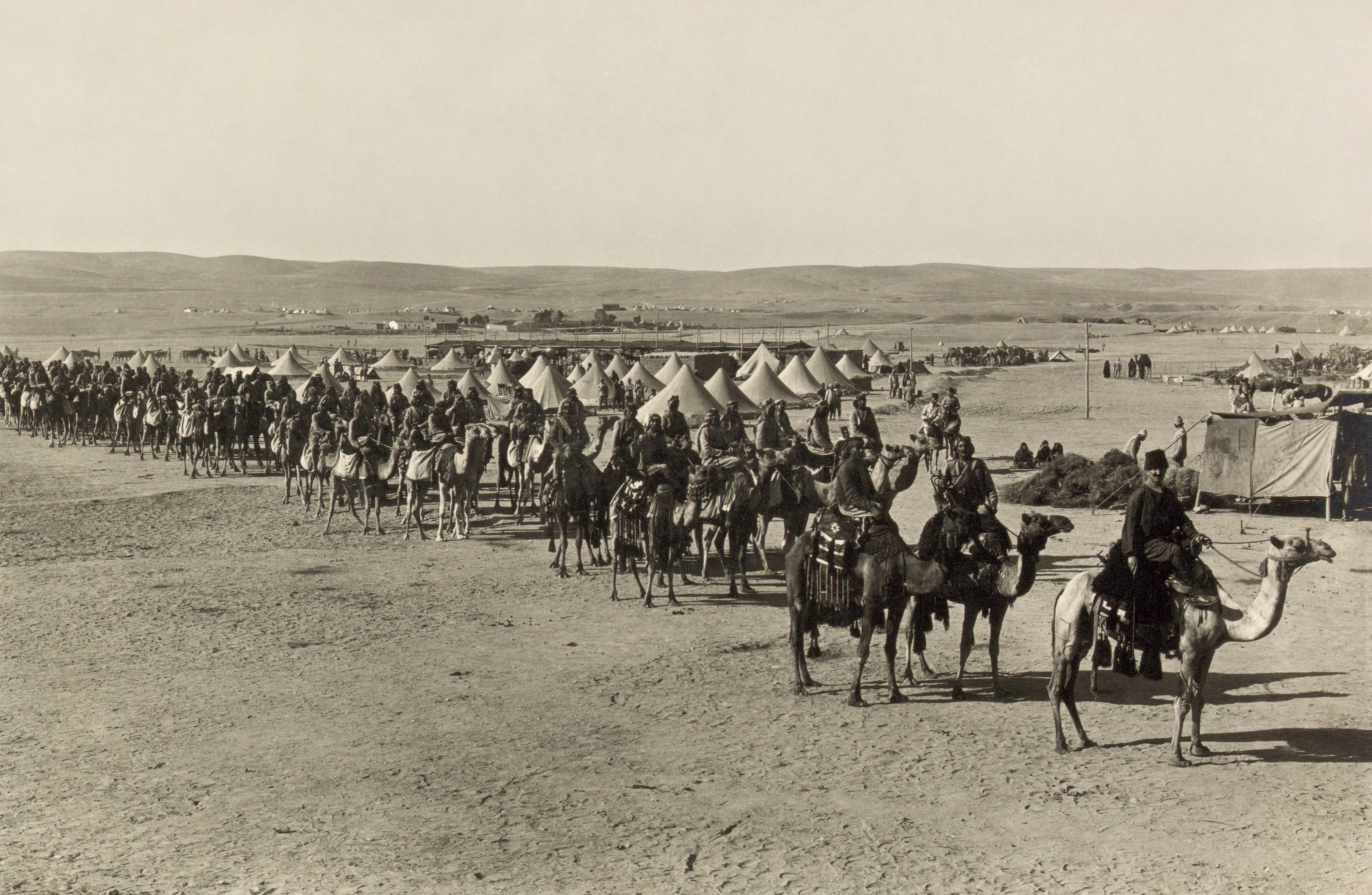
Truppe cammellate ottomane a Be'er Sheva, nel sud della Palestina, nel 1915

Nel settembre 1915 un contingente anglo-indiano al comando del generale Charles Vere Ferrers Townshend risalì il Tigri fino a prendere l'importante città di al-Kut; benché le linee di rifornimento fossero molto estese, l'alto comando spinse Townshend a proseguire l'avanzata verso la vicina Baghdad, un obiettivo molto più ambito, ma tra il 22 e il 25 novembre le unità britanniche subirono un arresto nella battaglia di Ctesifonte per opera delle rafforzate truppe ottomane. Townshend si ritirò dentro Kut, dove ben presto rimase tagliato fuori e assediato; quattro distinti tentativi di soccorrere la guarnigione fallirono miseramente e dopo cinque mesi di assedio le forze anglo-indiane, ormai alla fame, capitolarono il 29 aprile 1916, lasciando 12 000 prigionieri in mano ai turchi.
Un nuovo fronte fu aperto nel sud della Palestina: l'Egitto era ufficialmente un vassallo ottomano, sebbene fosse politicamente controllato dal Regno Unito fin dal 1880, e allo scoppio delle ostilità era stato rapidamente occupato da una forza di spedizione britannica, australiana e neozelandese; il canale di Suez rappresentava un punto vitale per gli Alleati e i tedeschi fecero pressione sugli ottomani perché ne progettassero l'occupazione. L'offensiva di Suez iniziò il 28 gennaio 1915 ma dopo una settimana di scontri le forze ottomane furono respinte, anche per via della difficoltà nel mantenere i collegamenti logistici attraverso l'inospitale penisola del Sinai; le forze alleate si mantennero rigorosamente sulla difensiva fin verso la metà del 1916, quando le continue incursioni ottomane su piccola scala contro il canale convinsero il comandante britannico Archibald Murray a passare all'offensiva: avanzando metodicamente e costruendo, strada facendo, una ferrovia e un acquedotto, le forze britanniche si spinsero attraverso la costa settentrionale del Sinai e sconfissero gli ottomani nella battaglia di Romani (3-5 agosto 1916), ricacciandoli definitivamente oltre la frontiera con la Palestina.

#### Alla ricerca di una via d'uscita

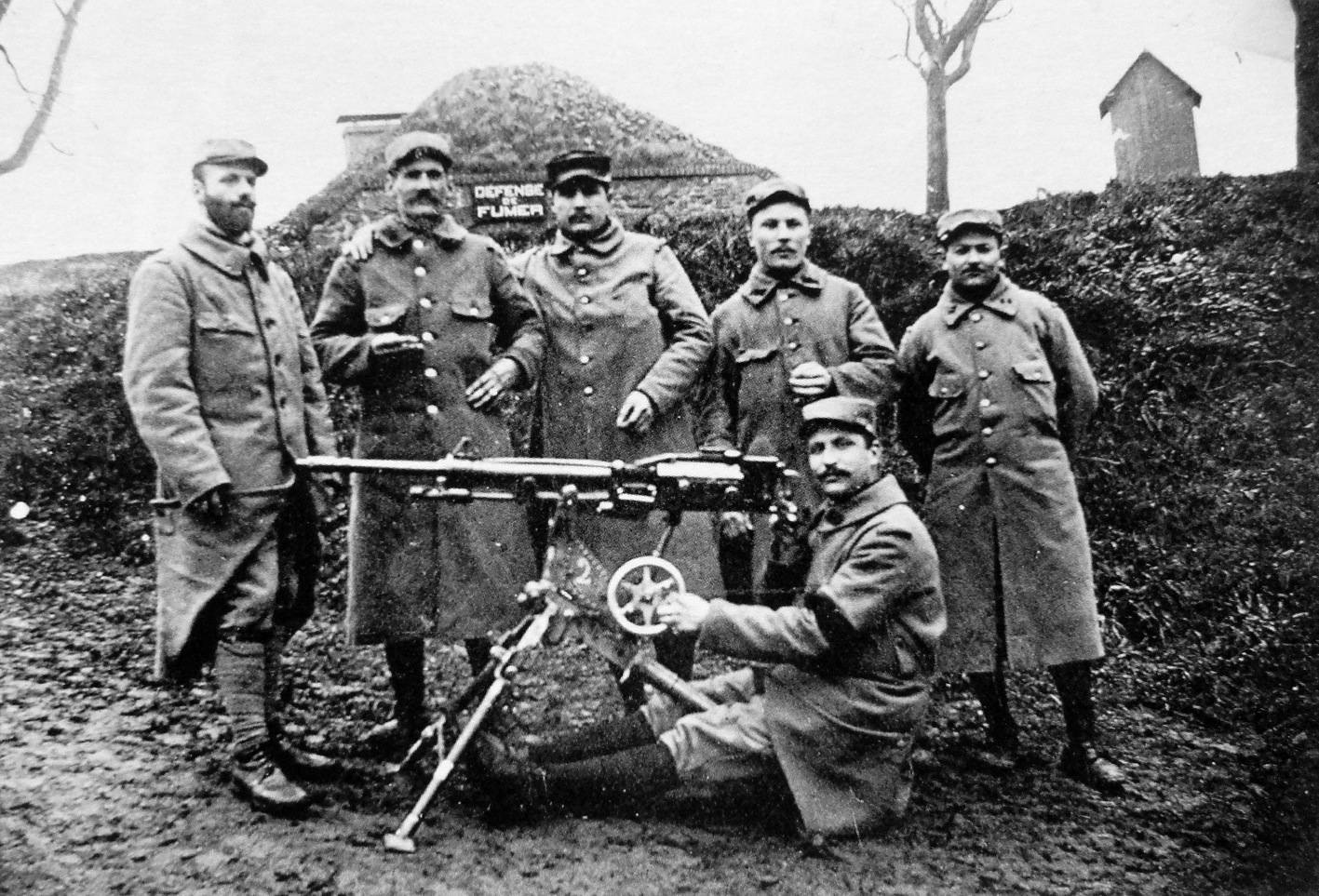
Mitraglieri francesi in posa con una Saint-Étienne mod. 1907

Falliti tutti i tentativi di aggiramento, sul fronte occidentale i due schieramenti iniziarono a fortificare le proprie posizioni scavando trincee, camminamenti, rifugi, erigendo casematte. Dal mare del Nord alle Alpi, fra uno schieramento e l'altro, si estendeva la terra di nessuno, una fascia di terreno martoriata dalle granate e continuamente contesa da entrambi gli schieramenti, che rappresenterà fino agli ultimi attacchi alleati del 1918 la prerogativa del conflitto.
Nel corso del 1915, mentre i tedeschi conducevano una quasi esclusiva strategia difensiva, gli anglo-francesi progettarono una serie di offensive per tentare di rompere il fronte e tornare alla guerra di movimento. Già il 20 dicembre 1914 i francesi lanciarono una grande offensiva nella regione della Champagne-Ardenne, proseguita fino al 20 marzo 1915 con scarsissimi guadagni territoriali. Fu poi la volta dei britannici che in marzo attaccarono a Neuve-Chapelle, nell'Artois: fu aperta una piccola breccia nel fronte ma gli attaccanti furono lenti ad approfittarne e i tedeschi la chiusero rapidamente. Tra maggio e giugno gli anglo-francesi lanciarono un nuovo attacco nell'Artois, seguito da una terza offensiva tra settembre e novembre mentre contemporaneamente i francesi attaccavano nella Champagne, prima che l'inverno rallentasse i combattimenti: ancora una volta fu guadagnato poco terreno al prezzo di pesanti perdite.

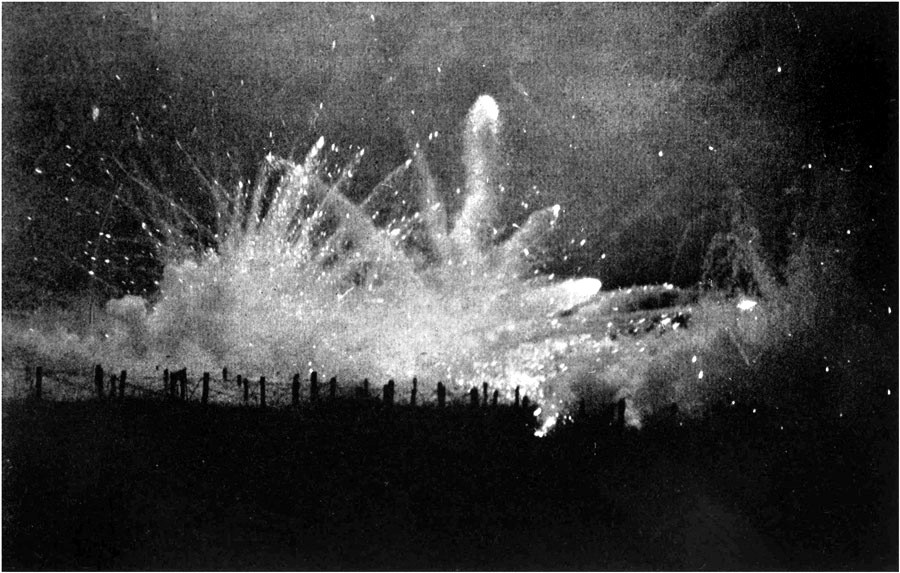
Fuoco di sbarramento notturno tedesco durante la seconda battaglia di Ypres.

L'unica azione offensiva tedesca su vasta scala a occidente nel 1915 si ebbe il 22 aprile, quando prese avvio la seconda battaglia di Ypres: impiegando per la prima volta e su vasta scala gas venefici (cloro), i tedeschi tentarono di rompere il fronte alleato nelle Fiandre, ma schierarono troppe poche truppe per sfruttare lo sfondamento iniziale e l'attacco fu poi fermato. Iniziò così la "guerra dei gas", che nel corso del conflitto costò 78 198 uomini fra gli Alleati mettendone fuori combattimento per un periodo più o meno lungo almeno altri 908 645; le stesse forze alleate, nonostante avessero impiegato nel corso della guerra la stessa quantità di gas dei tedeschi, inflissero alla Germania circa 12 000 morti e 288 000 intossicati, a dimostrazione della maggiore efficacia delle tattiche d'impiego tedesche.
Lo stallo sul fronte terrestre spinse entrambi i contendenti a cercare strategie innovative per uscire dall'impasse. Tra gennaio e febbraio la Germania intensificò la guerra sottomarina dichiarando legittimo attaccare tutte le navi, incluse quelle neutrali, adibite al trasporto di viveri o rifornimenti alle potenze dell'Intesa, sostenendo che si trattava di una "rappresaglia" contro il blocco esercitato dalla Royal Navy. Nel frattempo tutti gli eserciti si adoperavano per aumentare le proprie capacità aeronautiche e il 12 febbraio il Kaiser ordinò di condurre una guerra aerea contro il Regno Unito con l'uso dei dirigibili Zeppelin; nello stesso periodo iniziò una pratica che caratterizzò la guerra di trincea per tutto il conflitto, sia sul fronte occidentale sia, in seguito, su quello italiano: la guerra di mine. Il 17 febbraio i britannici arruolarono alcuni minatori che iniziarono a studiare le modalità per eliminare da sottoterra le postazioni tedesche.

#### L'Italia entra in guerra

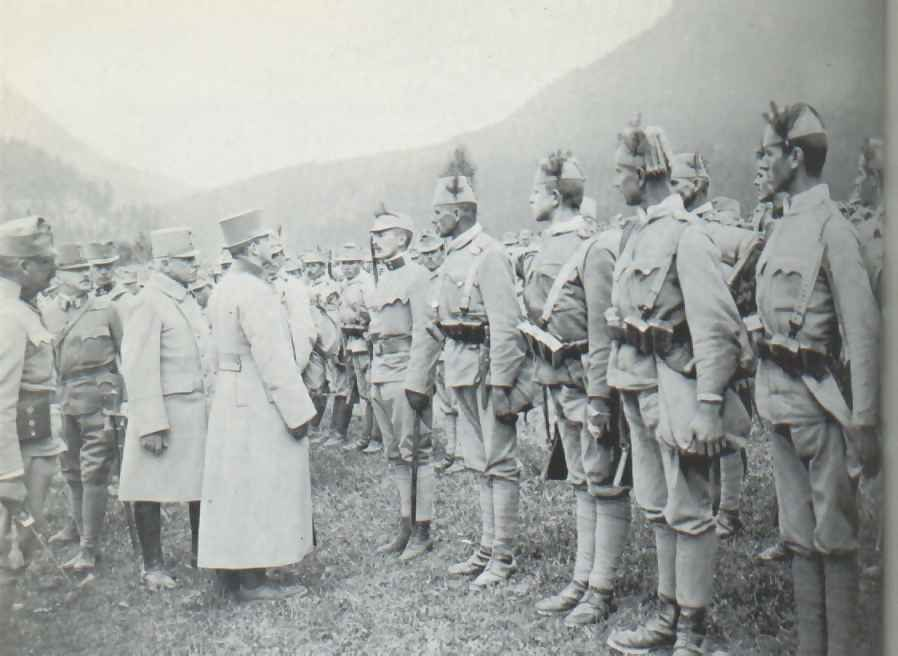
Carlo I d'Austria visita i soldati bosniaci dell'Infanterie-Regiment Nr. 2 inviati sul fronte italiano

Dopo l'attentato di Sarajevo Austria-Ungheria e Germania avevano deciso di tenere all'oscuro delle loro decisioni l'Italia, in considerazione del fatto che il trattato di alleanza avrebbe previsto, in caso di attacco dell'Austria-Ungheria alla Serbia, compensi territoriali per l'Italia. Il 24 luglio Antonino di San Giuliano, ministro degli esteri italiano, aveva preso visione dei particolari dell'ultimatum e aveva protestato con l'ambasciatore tedesco a Roma, dichiarando che se fosse scoppiata la guerra austro-serba sarebbe derivata da un premeditato atto aggressivo di Vienna; la decisione ufficiale e definitiva della neutralità fu infine presa nel Consiglio dei ministri del 2 agosto 1914 e diramata la mattina del 3.

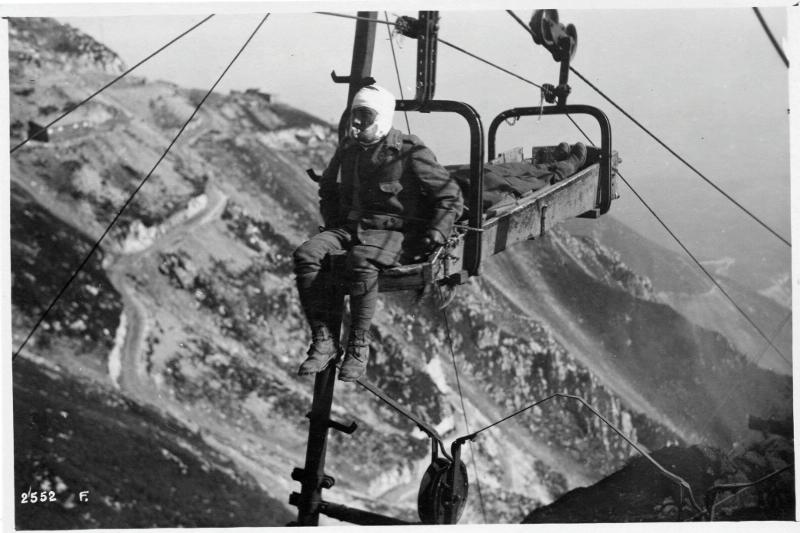
Trasporto di un ferito sul fronte alpino italiano con la teleferica

La neutralità ottenne inizialmente consenso unanime, sebbene il brusco arresto dell'offensiva tedesca sulla Marna facesse nascere i primi dubbi sulla invincibilità tedesca. Gruppi interventisti minoritari andarono formandosi nell'autunno 1914 fino a raggiungere una consistenza non trascurabile dopo appena pochi mesi; gli interventisti paventavano la sminuita statura politica, incombente sull'Italia, se fosse rimasta spettatrice passiva: i vincitori non avrebbero dimenticato né perdonato, e se a prevalere fossero stati gli Imperi centrali si sarebbero vendicati della nazione vista come traditrice di un'alleanza trentennale. Alla fine del 1914 il ministro degli esteri Sidney Sonnino avviò contatti con entrambe le parti per ottenere i maggiori compensi possibili e il 26 aprile 1915 concluse le trattative segrete con l'Intesa mediante la firma del patto di Londra, con il quale l'Italia si impegnava a entrare in guerra entro un mese, in cambio di concessioni territoriali. Il 3 maggio successivo fu rotta la Triplice alleanza, fu avviata la mobilitazione e il 24 maggio fu dichiarata guerra all'Austria-Ungheria, ma non alla Germania, con cui Antonio Salandra sperava, futilmente, di non guastare del tutto i rapporti.
Il piano strategico dell'esercito italiano, sotto il comando del generale e capo di stato maggiore Luigi Cadorna, prevedeva un atteggiamento difensivo nel settore occidentale, dove l'impervio Trentino costituiva un saliente incuneato nell'Italia settentrionale, e un'offensiva a est, dove gli italiani potevano contare a loro volta su un saliente che si proiettava verso il cuore dell'Austria-Ungheria. Dopo aver occupato il territorio di frontiera, il 23 giugno gli italiani lanciarono il loro primo assalto alle postazioni fortificate austro-ungariche, attestate lungo il corso del fiume Isonzo: l'azione andò avanti fino al 7 luglio, ma a dispetto della superiorità numerica gli italiani non conquistarono che poco terreno al prezzo di molti caduti. Lo schema si ripeté identico a metà luglio, e poi ancora in ottobre e novembre: ogni volta gli assalti frontali degli italiani cozzarono sanguinosamente contro le trincee austro-ungariche attestate sul bordo dell'altopiano del Carso, che sbarrava agli attaccanti la via per Gorizia e Trieste.

#### L'invasione di Polonia e Serbia

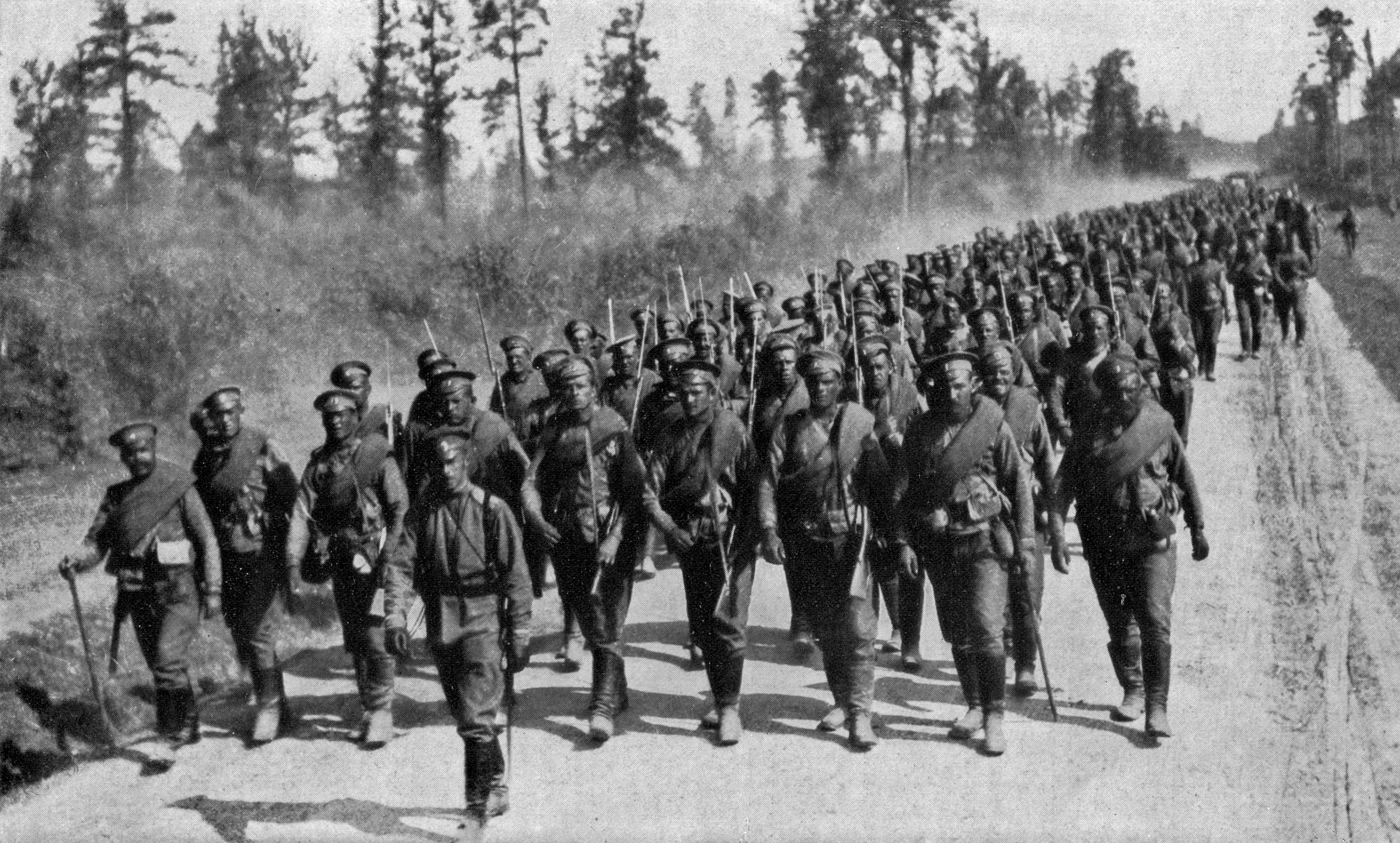
Truppe russe in marcia sul fronte orientale

Se a ovest si attenne quasi esclusivamente alla difensiva, a est la Germania passò decisamente all'attacco. Dopo aver bloccato una nuova offensiva russa diretta in Slesia nella battaglia di Łódź (11 novembre-6 dicembre 1914), i tedeschi contrattaccarono i russi in Prussia orientale e inflissero loro una dura sconfitta nella seconda battaglia dei laghi Masuri (7-22 febbraio 1915); il fallimento dei paralleli contrattacchi austro-ungarici sul fronte della Galizia obbligò però i tedeschi a correre in aiuto degli alleati. Il 2 maggio gli austro-tedeschi attaccarono il fronte russo nella zona compresa tra le cittadine di Gorlice e Tarnów, provocandone il crollo: la ritirata russa si trasformò in rotta e gli attaccanti penetrarono a fondo in Polonia, prendendo Varsavia il 5 agosto. Il granduca Nicola, che pure era riuscito a evitare una disfatta completa, venne sostituito come comandante in capo direttamente dallo zar Nicola II. Solo a metà settembre i russi riuscirono a ricostruire un fronte stabile cedendo l'intera Polonia e ampie zone dell'attuale Lituania: a parte le pesanti perdite umane e di materiale, i russi dovettero abbandonare alcune delle loro più importanti zone industriali, mettendo in crisi la produzione bellica.

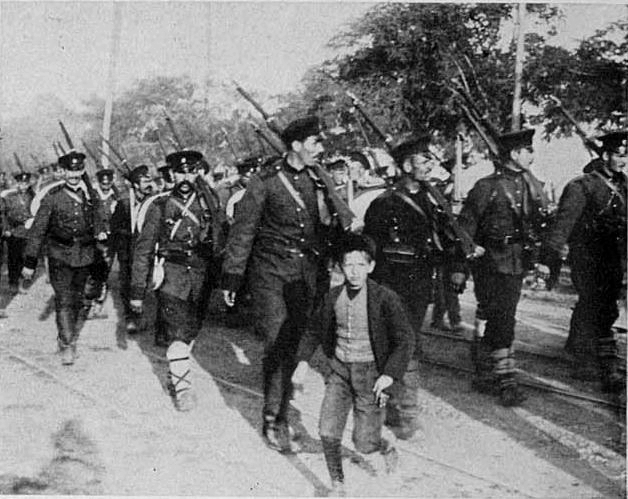
Soldati bulgari in fase di mobilitazione

Il fronte serbo rimase pressoché immobile per gran parte del 1915, finché gli eventi non si svilupparono improvvisamente a favore degli Imperi centrali. Il 6 settembre 1915 lo zar Ferdinando I di Bulgaria portò il suo paese nel campo degli Imperi centrali sottoscrivendo un trattato di alleanza con la Germania: i bulgari avevano da tempo mire espansionistiche sui territori della Macedonia occupati da serbi e greci ed erano desiderosi di vendicare le sconfitte subite durante la seconda guerra balcanica. Dopo gli insuccessi del 1914 le forze austro-ungariche sul fronte serbo erano passate sotto il comando del generale tedesco August von Mackensen e l'11ª Armata tedesca fu ritirata dal fronte orientale per appoggiare il nuovo tentativo di invasione; la situazione della Serbia era aggravata anche dal fatto che gli Alleati non riuscivano a fornirle adeguati aiuti: nel tentativo di stabilire un collegamento diretto, il 5 ottobre 1915 truppe anglo-francesi sbarcarono a Salonicco in Grecia, paese formalmente neutrale ma lacerato dai dissidi tra la fazione pro-Germania del re Costantino I e quella pro-Alleati del primo ministro Eleutherios Venizelos.
Il 6 ottobre 1915 von Mackensen diede avvio all'invasione e le forze austro-tedesche attraversarono la Sava penetrando nel nord della Serbia, mentre l'11 ottobre le truppe bulgare attaccarono da est: i serbi opposero una dura resistenza nelle regioni montuose dell'interno ma si ritrovarono in forte inferiorità numerica e vennero progressivamente respinti verso sud-ovest; il 22 ottobre i bulgari presero il nodo ferroviario di Kumanovo, tagliando la via di ritirata serba verso sud e bloccando le truppe francesi che risalivano da Salonicco verso nord, poi sconfitte e obbligate alla ritirata nella successiva battaglia di Krivolak (17 ottobre-21 novembre). Le truppe serbe cercarono di arrestare l'avanzata degli Imperi centrali nella regione del Kosovo ma furono nuovamente battute e il 25 novembre il generale Putnik diede ordine alle sue truppe di ripiegare oltre il confine con l'Albania, nella speranza di evacuare ciò che rimaneva dell'esercito serbo dai porti sul mare Adriatico: dopo aver perso migliaia di uomini a causa degli stenti e degli attacchi degli irregolari albanesi, i 150 000 superstiti dell'esercito serbo raggiunsero il mare e furono evacuati da navi alleate (con il contributo determinante della Regia Marina) a Corfù da dove, dopo essere stati riorganizzati e riequipaggiati, furono poi destinati al nuovo fronte davanti Salonicco.

### Si combatte su tutti i fronti (1916)

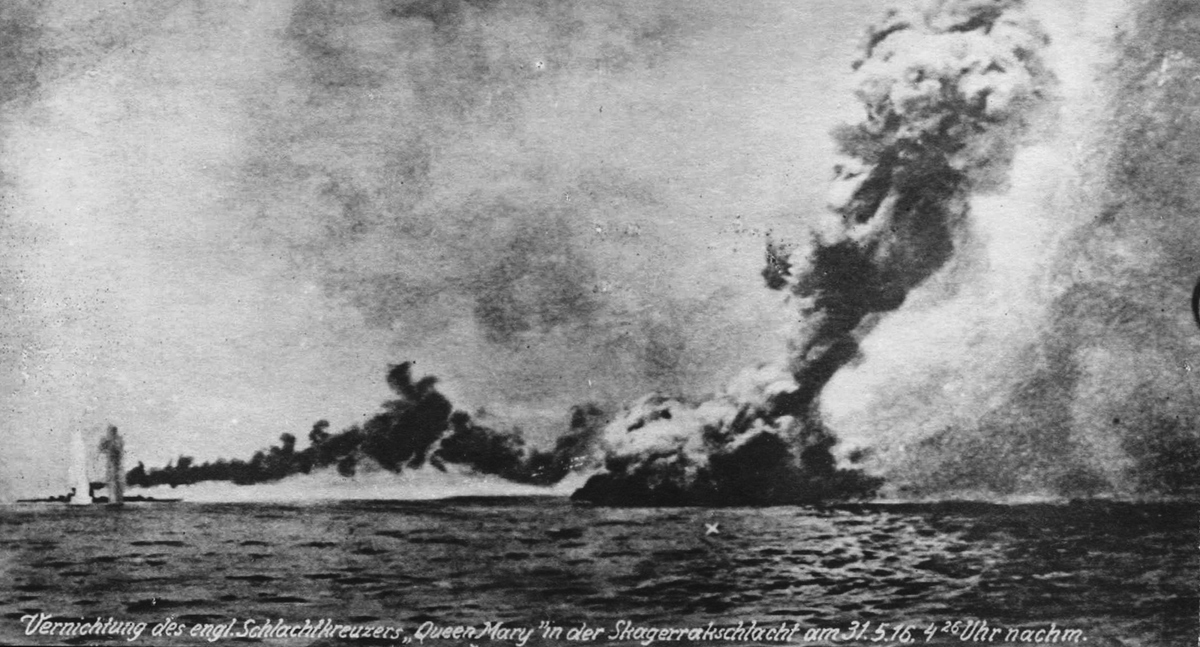
La, colpita dagli incrociatori da battaglia tedeschi, esplode durante la battaglia dello Jutland

Da un punto di vista strategico, durante il 1915 le armate tedesche erano rimaste sulla difensiva in occidente: nonostante muovesse le proprie divisioni in attacchi con obiettivi limitati, in una più vasta concezione delle cose la Germania si accontentava di tenere il terreno conquistato in Francia e Belgio mentre concentrava le proprie attenzioni a oriente, dove inviò il grosso delle truppe. Questa strategia si sarebbe capovolta nel 1916 quando le potenze centrali avrebbero mantenuto la difensiva a est e cercato di far uscire la Francia dalla guerra.
Nel febbraio 1916 sia la Germania, sia la Francia avevano stilato ciascuna un piano per trionfare sul fronte occidentale. Il capo di stato maggiore tedesco Erich von Falkenhayn aveva previsto di attirare l'esercito francese in una grande battaglia di logoramento attorno alla piazzaforte di Verdun; i piani anglo-francesi miravano a disarticolare con un'offensiva estiva le linee tedesche sulla Somme, distruggendone le difese con una "guerra d'attrito". I britannici decisero che l'attacco sarebbe stato preceduto da un incessante tiro di artiglieria, quindi le fanterie sarebbero avanzate compatte e avrebbero aperto ampi varchi che la cavalleria avrebbe sfruttato per avanzare in profondità.

#### Da Verdun alla Somme

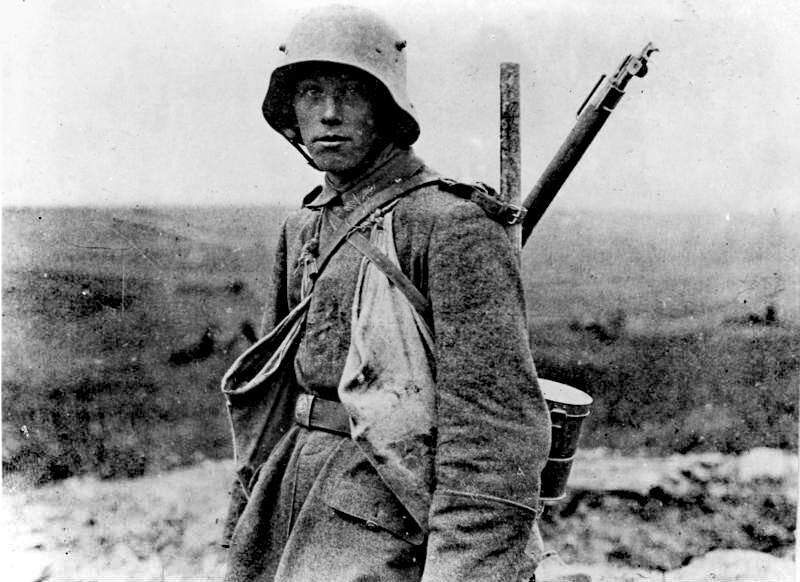
Un soldato tedesco sul fronte occidentale con indosso lo Stahlhelm

L'esercito tedesco fu pronto per primo e scatenò l'assalto a Verdun il 21 febbraio 1916 con un bombardamento violento e preciso che martellò per nove ore le linee francesi, distruggendo trinceramenti e linee telefoniche, impedendo l'arrivo di qualsiasi rinforzo. Cessato l'intenso fuoco d'artiglieria, 140 000 soldati attaccarono le difese francesi, occupando il numero più alto possibile di posizioni in vista del massiccio attacco del giorno successivo. In alcuni casi le pattuglie riuscirono perfino a fare prigionieri mentre i ricognitori aerei riferirono di vaste distruzioni nelle linee francesi. L'attacco tedesco non sortì gli effetti sperati; tuttavia il 25 febbraio cadde uno dei simboli di Verdun, Fort Douaumont, e il comandante supremo Joseph Joffre avallò l'immediato invio a Verdun della 2ª Armata del generale Philippe Pétain, con il compito di difendere a oltranza le due rive della Mosa. Il generale von Falkenhayn, soddisfatto, poté seguire il suo piano di "dissanguamento graduale" dell'esercito francese.
Malgrado l'iniziale impeto, l'attacco tedesco tra la fine di febbraio e l'inizio di marzo fu smorzato dal riassetto del fronte francese operato da Pétain. Venne deciso di condurre una vasta azione anche sulla riva sinistra della Mosa per alleggerire la riva destra, ma nei successivi tre mesi le avanzate da entrambe le parti furono minime al costo di perdite gravissime. In maggio i tedeschi si prepararono a un nuovo balzo in avanti per occupare le future basi di partenza per l'assalto finale a Verdun, ossia la piazzaforte di Thiaumont, l'altura di Fleury-devant-Douaumont, il Forte di Souville e Fort de Vaux, ossia l'estremità nord-est della linea francese. Il 7 giugno cadde Fort Vaux, ma quest'ultimo tentativo tedesco di conquistare Verdun fallì con perdite elevate; di lì a pochi giorni von Falkenhayn dovette inoltre fronteggiare l'imponente offensiva anglo-francese sulla Somme.

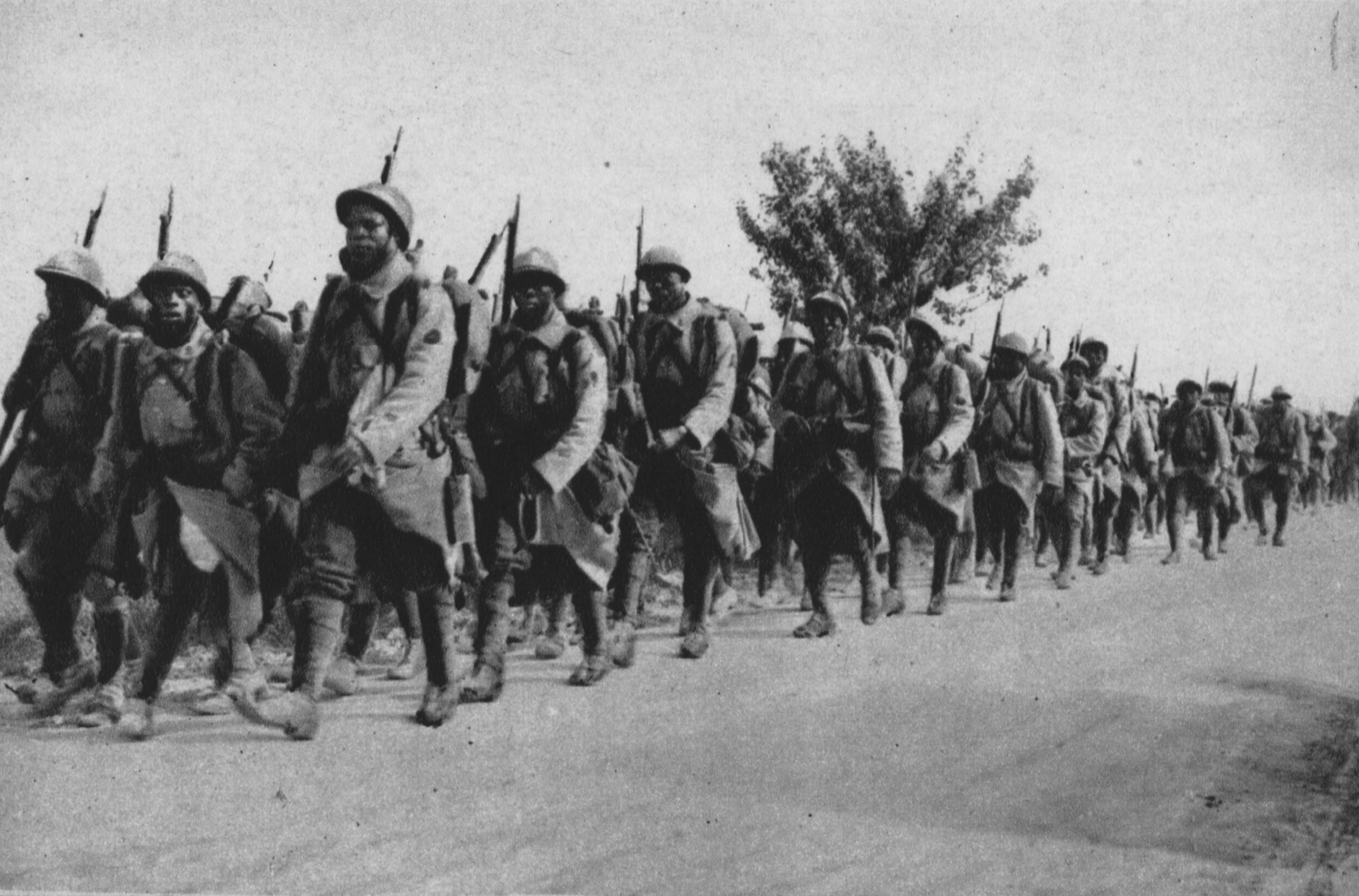
Soldati senegalesi dell'esercito francese sul fronte di Verdun

Alle 07:30 del 1º luglio, dopo una settimana di bombardamento preliminare, le truppe anglo-francesi uscirono dalle trincee sulla Somme attaccando su un fronte di 40 chilometri. Il 12 luglio, per conseguenza dei combattimenti in Francia e dell'offensiva Brusilov a oriente, von Falkenhayn interruppe le operazioni offensive a Verdun e trasferì da quel settore alla Somme due divisioni e sessanta pezzi d'artiglieria pesante. I combattimenti attorno a Verdun sarebbero continuati sino a dicembre sotto l'incalzare delle divisioni francesi, nel crescente disinteresse dello stato maggiore tedesco.
Nelle prime due settimane di luglio la battaglia della Somme fu condotta con una serie di azioni su scala ridotta, preparatorie per un'offensiva di maggiore rilievo, ma per l'inizio di agosto il comandante generale Douglas Haig accettò l'idea che la possibilità di uno sfondamento era del tutto tramontata: i tedeschi "avevano posto rimedio in grande misura alla disorganizzazione" di luglio. Il 29 agosto von Falkenhayn fu sostituito da Hindenburg e Ludendorff, che immediatamente introdussero una nuova dottrina difensiva: il 23 settembre iniziò la costruzione della linea Hindenburg. Impegnati in due teatri, i tedeschi oramai risentivano pesantemente della logorante caparbietà dei britannici sulla Somme e dei contrattacchi del generale Robert Georges Nivelle a Verdun.

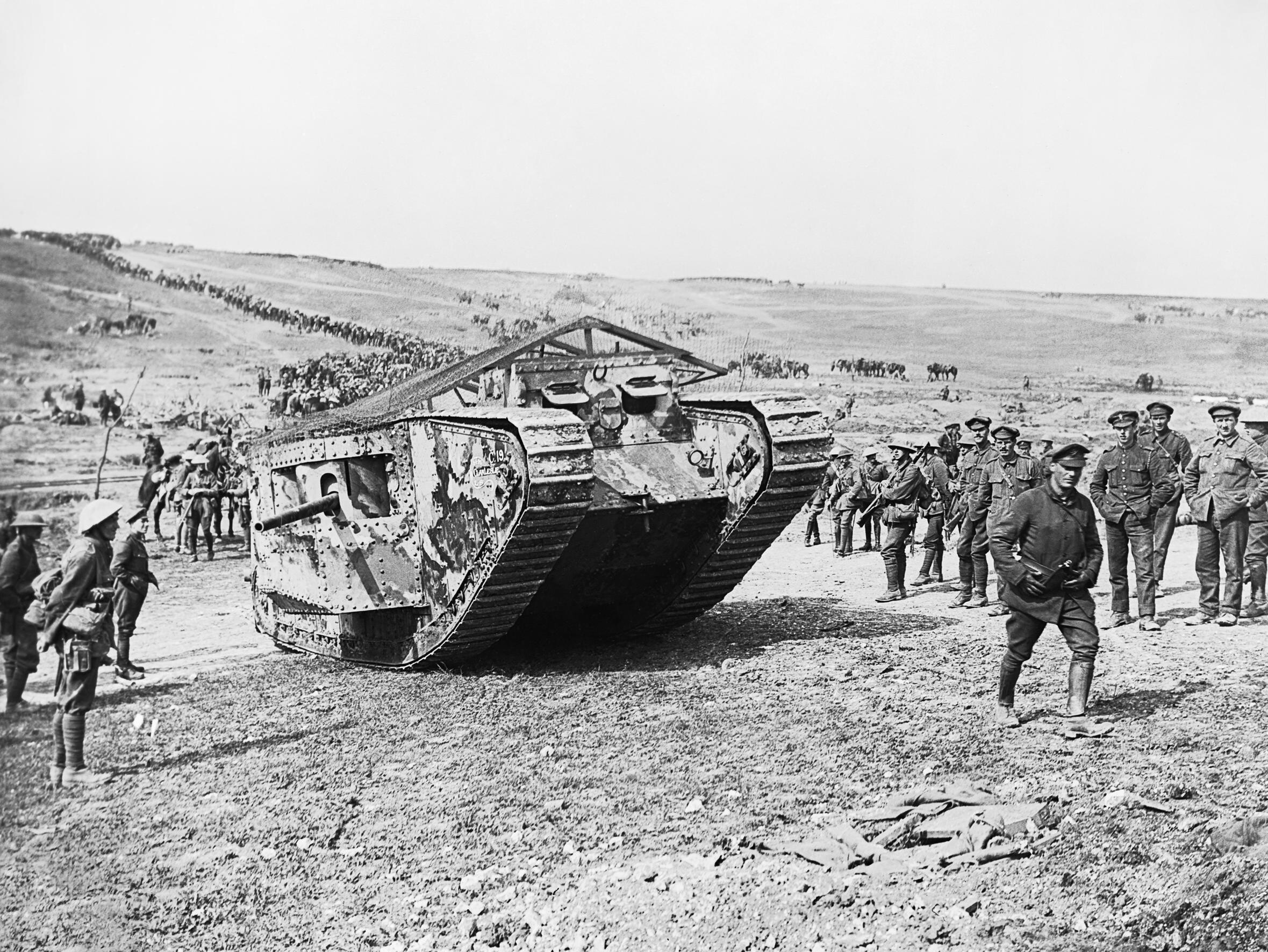
Un carro armato britannico Mark I avanza verso Flers, 15 settembre 1916

Fra il 15 luglio e il 14 settembre la 4ª Armata britannica sulla Somme condusse circa novanta attacchi della forza da un battaglione in su, di cui solo quattro per tutti i nove chilometri del proprio fronte: perse 82 000 uomini per un'avanzata di meno di un chilometro. Il 15 settembre, nel corso della battaglia di Flers-Courcelette, l'esercito britannico impiegò per la prima volta il carro armato, ma la nuova arma, concepita per risolvere lo stallo delle trincee, non raccolse grandi risultati poiché la sua dottrina d'impiego era ancora molto incerta. Haig continuava intanto a sollecitare una pressione "senza soste" e grazie a una serie di altri piccoli successi, nella prima settimana di ottobre i tedeschi ripiegarono su linee difensive più arretrate, non senza aver opposto forte resistenza; questi limitati successi non furono però tali da alimentare speranze di uno sfondamento. Il 18 novembre, con un ultimo attacco alle trincee verso Grandcourt, che si risolse con un modesto successo, l'offensiva della Somme poteva considerarsi definitivamente sospesa.
Le due battaglie avevano permesso agli anglo-francesi di riconquistare circa 110 chilometri quadrati e cinquantuno villaggi; i tedeschi erano arretrati di circa 7/8 chilometri e avevano sofferto oltre 800 000 vittime. Da un punto di vista puramente tattico si trattò quindi di una sconfitta tedesca, ma il guadagno alleato fu molto esiguo a fronte di oltre 1 200 000 perdite e all'enorme dispendio di risorse. Il mediocre risultato tattico e strategico causò la destituzione del generale Joffre, sostituito dal generale Robert Nivelle. Le stragi di Verdun e della Somme comunque non cambiarono le strategie inconcludenti dello stato maggiore francese, che avrebbe ripetuto i medesimi errori nel 1917 provocando ammutinamenti e ribellioni in parte dell'esercito.
Anche sul mare la contesa tra britannici e tedeschi era giunta a un punto di stallo. Il nuovo comandante della flotta tedesca ammiraglio Reinhard Scheer aveva deciso di adottare una tattica più offensiva, conducendo frequenti bombardamenti navali sulle coste orientali dell'Inghilterra nel tentativo di attirare in battaglia la Grand Fleet. Tra il 31 maggio e il 1º giugno 1916 le due flotte si affrontarono nella battaglia dello Jutland, il maggior scontro navale del conflitto: i tedeschi inflissero più perdite di quante ne subirono, ma in definitiva il blocco navale britannico della Germania non fu spezzato. Dopo lo scontro la flotta di superficie tedesca ritornò a un atteggiamento difensivo, spostando tutta l'attenzione sulla guerra sottomarina.

#### Combattimenti sull'Isonzo

Asiago distrutta dopo i combattimenti della Strafexpedition

Sul fronte carsico, dopo che in marzo un altro assalto italiano sull'Isonzo si era concluso con perdite elevate e scarse conquiste, furono gli austro-ungarici a passare all'offensiva nel Trentino: il 15 maggio 1916 ebbe inizio la Frühjahrsoffensive (in Italia conosciuta come Strafexpedition, "spedizione punitiva"), durante la quale l'esercito italiano venne attaccato tra la valle dell'Adige e la Valsugana. Nei venti giorni successivi gli austro-ungarici conquistarono una posizione dopo l'altra, minacciando di tagliare fuori le truppe italiane sull'Isonzo; tuttavia, utilizzando le divisioni di riserva, l'esercito italiano riuscì a fermare gli austro-ungarici e riprendere alcune posizioni, rischiando però che un'ulteriore offensiva sull'Isonzo potesse far perdere ai suoi uomini le poche conquiste fino allora ottenute.

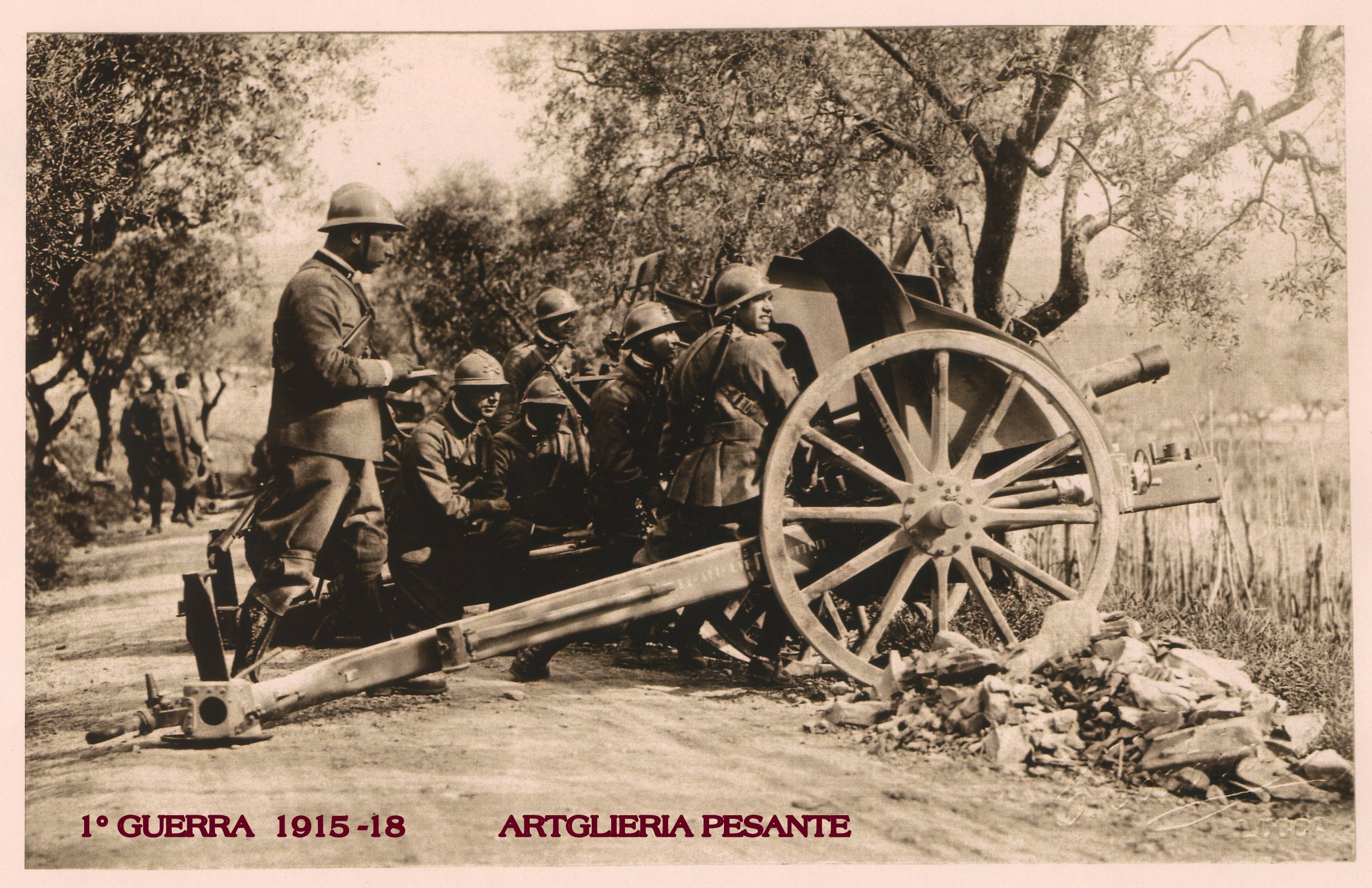
Artiglieri italiani in azione con il 75/27 Mod. 1911

Non riuscendo a smuovere gli austro-ungarici dal Trentino, Cadorna decise di concentrarsi nuovamente sull'Isonzo: il 4 agosto le truppe italiane mossero all'attacco dal Monte Sabotino al mare, raggiungendo e superando l'Isonzo, conquistando Gorizia e costringendo parte della 5ª Armata austro-ungarica a ripiegare di alcuni chilometri sul Carso; gli austro-ungarici, però, avevano ceduto terreno solo per posizionarsi su una nuova linea difensiva già pronta, contro la quale si infransero i nuovi assalti italiani.
A settembre e ottobre ebbero inizio altre due battaglie, la settima (14-16 settembre) e l'ottava (10-12 ottobre) dell'Isonzo, che causarono un ingente numero di vittime e portarono a grame conquiste territoriali: errori, condizioni meteorologiche avverse e scarsità di materiali impedirono agli italiani di sfondare le linee e raggiungere Trieste.
Il comando italiano, già dopo l'ottava offensiva, voleva dare il via a un ennesimo assalto prima che tutto il fronte fosse bloccato dalla cattiva stagione in arrivo: l'azione ebbe inizio solo il 31 ottobre contro la linea passante per Colle Grande-Pecinca-bosco Malo, ma il 2 novembre Cadorna decise di sospendere l'attacco per mancanza di rifornimenti, anche se gli scontri ripresero comunque il 3: nel complesso si avanzò solo di qualche chilometro e le perdite sofferte ammontarono a 39 000 soldati per gli italiani e a 33 000 per gli austro-ungarici.

#### L'offensiva Brusilov

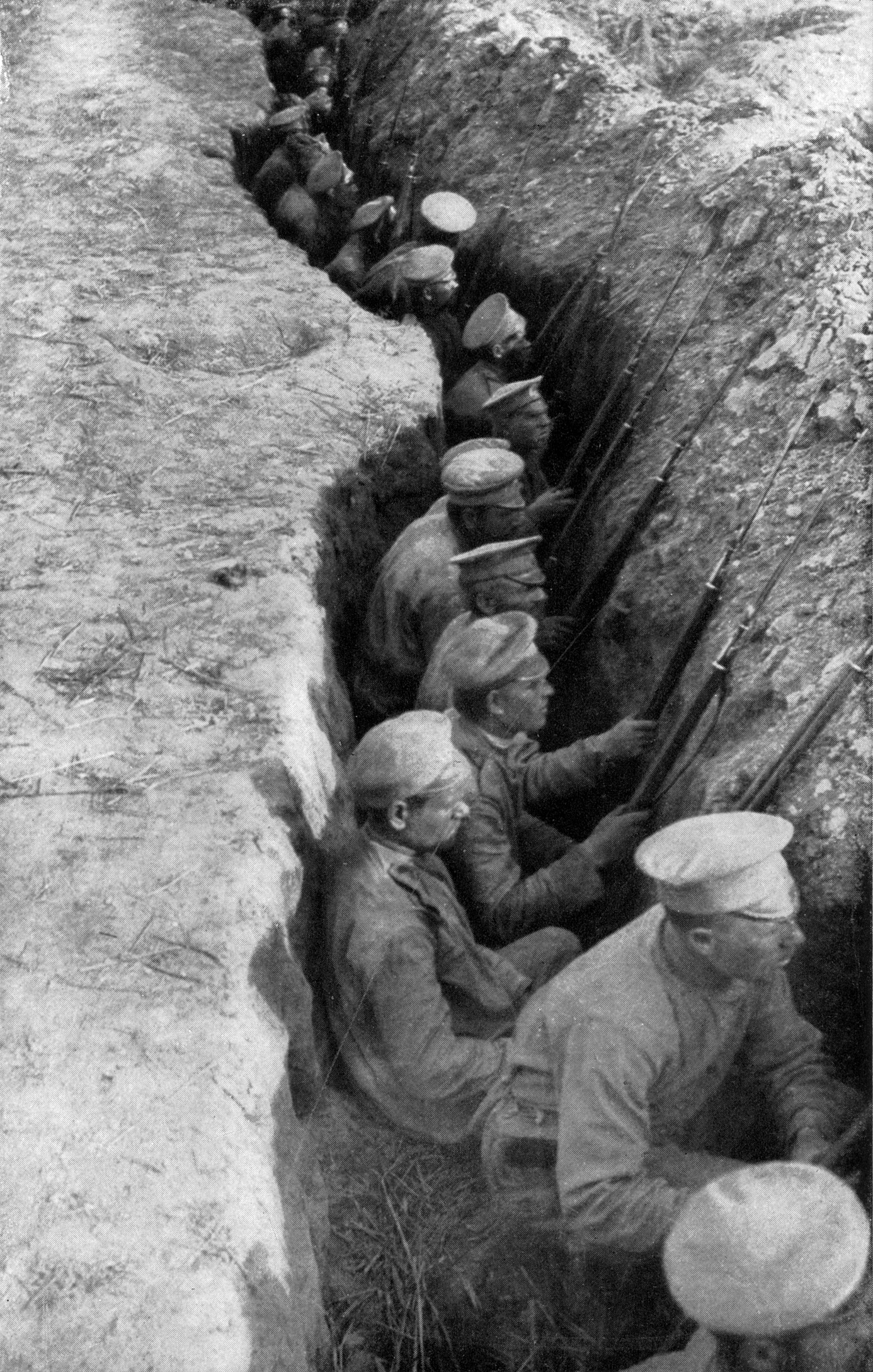
Soldati russi in trincea sul fronte est

L'Italia impegnata in Trentino si appellò allo zar per diminuire la pressione sul proprio fronte. I comandi russi sapevano che non era possibile sferrare nuovi attacchi per assistere gli alleati, data la precaria situazione di truppe e materiali, che andavano radunati e preparati per una prossima decisiva offensiva da compiersi durante la stagione estiva; solamente il generale Aleksej Alekseevič Brusilov reagì positivamente alla richiesta e poiché stava organizzando un attacco in luglio, anticipò l'azione a giugno per cercare di costringere gli austro-ungarici a trasferire truppe a est. Il 4 giugno 1916 l'offensiva iniziò con un potente tiro d'artiglieria, condotto da 1 938 pezzi su un fronte di circa 350 chilometri, dalle Paludi del Pryp"jat' fino alla Bucovina. Dopo aver sfondato in vari punti le linee austro-ungariche, in otto giorni i russi catturarono un terzo delle truppe che si opponevano loro (2 992 ufficiali e 190 000 soldati), 216 cannoni pesanti, 645 mitragliatrici e 196 obici. Il 17 giugno i russi presero Czernowitz, la città più orientale dell'Austria-Ungheria.
Alla fine di luglio la città di Brody, alla frontiera galiziana, cadde in mano ai russi, che nelle due settimane precedenti avevano catturato altri 40 000 austro-ungarici; ma anche le perdite russe erano state pesanti e nell'ultima settimana di luglio von Hindenburg e Ludendorff assunsero la difesa dell'ampio settore austro-ungarico. Ai primi di settembre Brusilov raggiunse le pendici dei Carpazi, ma lì si arrestò per le evidenti difficoltà geografiche e soprattutto perché l'arrivo di truppe tedesche da Verdun arrestò la ritirata austro-ungarica e inflisse gravi perdite ai russi. L'offensiva volse al termine e anche se non assestò un colpo mortale agli austro-ungarici, raggiunse l'obiettivo principale di distogliere importanti forze tedesche da Verdun e di costringere l'Austria a sguarnire il fronte italiano; per converso il potenziale bellico russo calò vistosamente per problemi interni e carenze di materiali.

#### La campagna di Romania

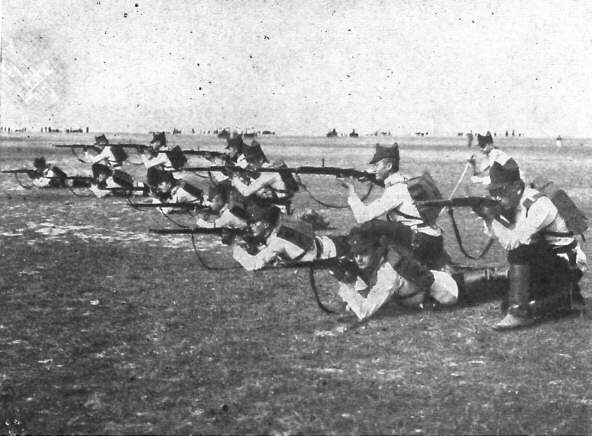
Soldati rumeni in addestramento

L'opportunità di scendere in campo con gli Alleati, l'amicizia che legava Nicolae Filipescu e Take Ionescu alle potenze occidentali e il desiderio di liberare i connazionali della Transilvania dal controllo austro-ungarico, convinsero l'opinione pubblica rumena che l'entrata in guerra avrebbe portato notevoli vantaggi; l'avanzata di Brusilov incoraggiò la Romania il 27 agosto 1916 a compiere il passo decisivo. Il paese avrebbe avuto qualche probabilità di successo se fosse sceso in campo prima, quando la Serbia era ancora una forza attiva e la Russia non aveva ancora intaccato il proprio potenziale; i due anni in più di preparazione avevano raddoppiato il numero di soldati a scapito dell'addestramento, quando invece gli austro-tedeschi avevano ormai sviluppato tattiche e armi adatte alla guerra in corso. L'isolamento della Romania e l'incapacità dei suoi vertici militari avevano impedito la trasformazione di un esercito composto da fanteria in una forza moderna.
L'avventata iniziativa romena si risolse in un'enorme sconfitta: la lentezza delle divisioni che attraversarono i Carpazi consentì a von Falkenhayn (da poco sostituito al comando supremo da Hindenburg e Ludendorff e ora comandante della 9ª Armata sul fronte rumeno) di ingrossare le file austro-ungariche con l'invio di divisioni tedesche e bulgare. Mentre Ludendorff arginava i romeni sui Carpazi, il generale August von Mackensen li attaccò da sud-ovest e il 23 novembre li aggirò superando il Danubio; nonostante la reazione romena, la forza congiunta di von Falkenhayn e von Mackensen si dimostrò insostenibile per un esercito antiquato e mal comandato: il 6 dicembre gli austro-tedeschi entrarono a Bucarest continuando l'inseguimento dei romeni ormai in rotta. La maggior parte della Romania, con i suoi fertili campi di grano e i giacimenti petroliferi, fu conquistata dagli Imperi centrali, che ridussero l'esercito romeno all'impotenza e inflissero una seria sconfitta politico-strategica agli Alleati.

#### I Balcani e il Caucaso

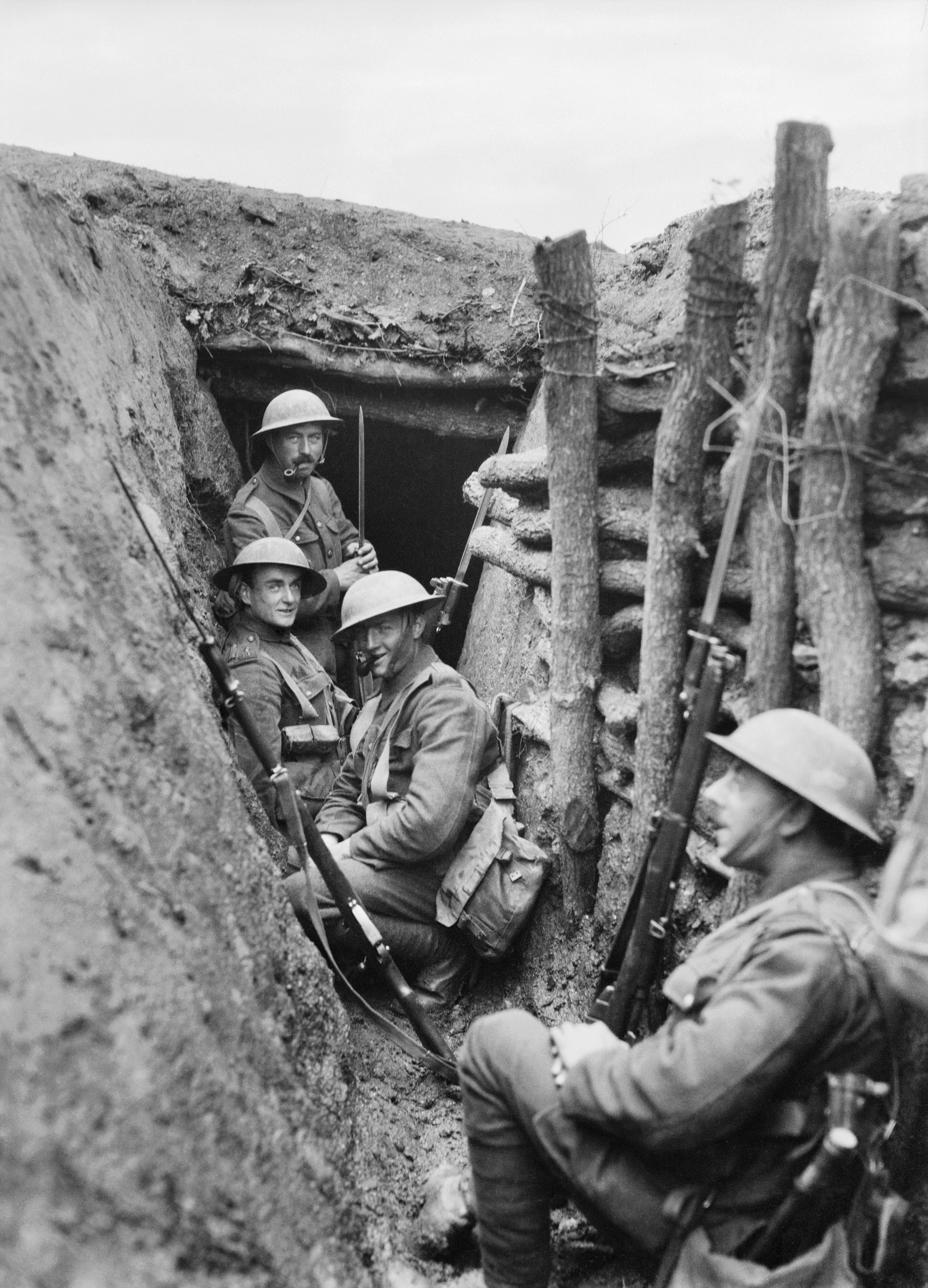
Una trincea britannica sul fronte macedone

Eliminata la Serbia, le forze austro-ungariche invasero il Montenegro ai primi di gennaio 1916 e nonostante la sconfitta patita nella battaglia di Mojkovac (6-7 gennaio) l'obbligarono a capitolare prima della fine del mese. Lanciate all'inseguimento dell'armata serba in ritirata, le forze degli Imperi centrali penetrarono anche in Albania, in preda all'anarchia dopo che una rivolta popolare nel settembre 1914 aveva portato alla dissoluzione del governo centrale: le truppe austro-bulgare avevano occupato il nord e il centro del paese già prima della fine di aprile 1916, ma un corpo di spedizione italiano fu in grado di prendere il controllo delle regioni meridionali, nel tentativo di mantenere il possesso dello strategico porto di Valona. Davanti a Salonicco la situazione si era ormai stabilizzata in una lunga guerra di posizione: dopo il fallimento della prima battaglia di Doiran (9-18 agosto 1916), l'armata alleata (comprendente truppe francesi, britanniche, serbe, italiane e russe) subì un'offensiva bulgaro-tedesca lungo il fiume Strimone tra il 17 e il 27 agosto, riuscendo a contenerla; passate al contrattacco a metà settembre, le forze alleate presero Monastir nel sud della Serbia il 19 novembre seguente, senza però riuscire a spezzare il fronte bulgaro.

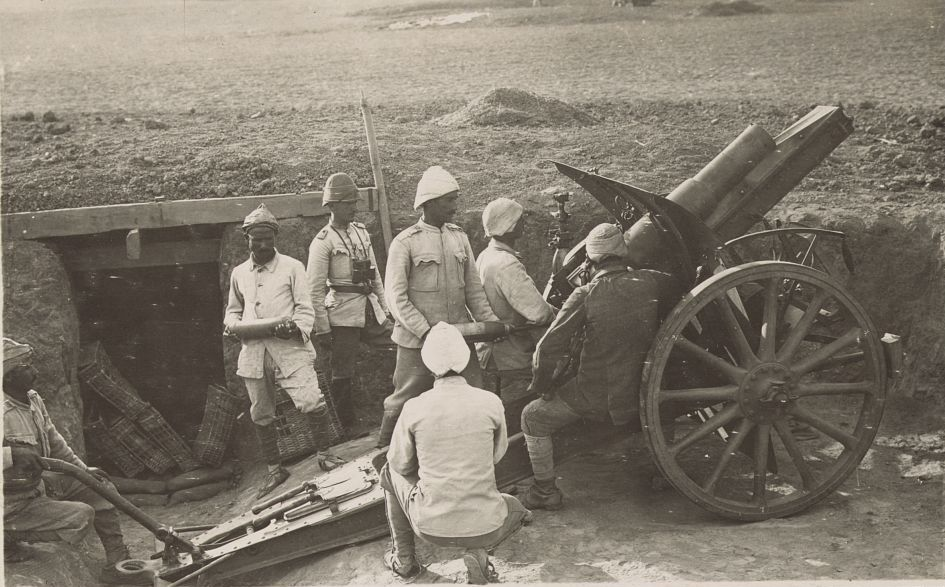
Artiglieri dell'esercito ottomano caricano un obice 10,5 cm FH 98/09 di produzione Krupp

All'inizio del gennaio 1916 i russi lanciarono nel Caucaso occidentale l'offensiva di Erzurum, cogliendo completamente di sorpresa la 3ª Armata ottomana che non si aspettava un attacco in pieno inverno: la vittoria russa nella battaglia di Köprüköy (10-19 gennaio 1916) obbligò gli ottomani ad abbandonare la strategica fortezza di Erzurum e a ritirarsi verso ovest dopo aver subito pesanti perdite. Appoggiate anche da sbarchi lungo la costa del Mar Nero, le truppe russe dilagarono nell'Anatolia orientale, prendendo l'importante porto di Trebisonda il 15 aprile e spingendosi nell'interno fino alle città di Muş ed Erzincan, dove ottennero una nuova vittoria sugli ottomani tra il 2 e il 25 luglio 1916; lo sfondamento fu contenuto solo con l'arrivo al fronte della 2ª Armata ottomana del generale Mustafa Kemal, composta da truppe richiamate dal settore di Gallipoli, che il 25 agosto riuscì a infliggere ai russi una sconfitta nella battaglia di Bitlis.
Il grosso dei combattimenti cessò alla fine di settembre 1916, con entrambe le parti bloccate da un inverno particolarmente duro; la situazione non subì grandi mutamenti nel corso del 1917, essendo i russi immobilizzati dai disordini in corso in patria e gli ottomani concentrati sul fronte del Medio Oriente contro i britannici. L'armistizio di Erzincan del 5 dicembre 1917 e il ritiro della Russia dal conflitto posero infine termine alle operazioni nel Caucaso.

### Venti di cambiamento (1917)

#### La Russia esce dal conflitto

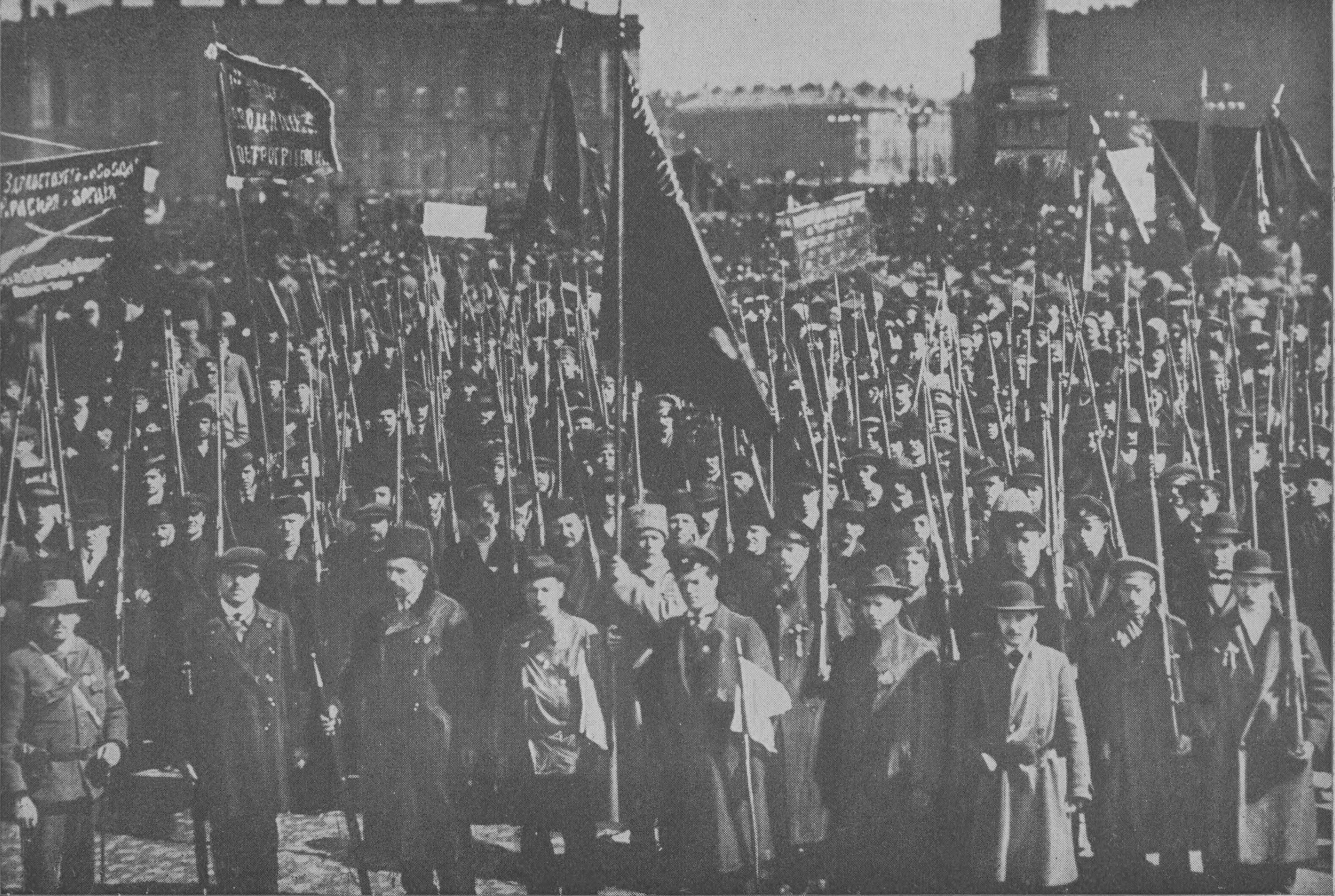
Guardie Rosse bolsceviche a Pietrogrado nel 1917

Le enormi perdite subite dalla Russia avevano minato alle fondamenta la resistenza morale e fisica del suo esercito, tanto che al fronte molti ufficiali non riuscivano più a mantenere la disciplina. Su tutto il fronte i bolscevichi incitavano gli uomini a rifiutarsi di combattere e a partecipare ai comitati dei soldati per sostenere e diffondere le idee rivoluzionarie; dal fronte le agitazioni si trasmisero alle città e alla capitale. Il 3 marzo 1917 a Pietrogrado scoppiò un violento sciopero nelle officine Kirov, la principale fabbrica di armamenti e munizioni: l'8 marzo gli operai in sciopero erano circa 90 000, il 10 marzo fu proclamata la legge marziale e il potere della Duma fu messo in discussione dal Soviet cittadino guidato dal menscevico Chkheidze. I soldati inviati in città si unirono alla folla che protestava contro lo zar, al quale non restò altro che abdicare il 15 marzo 1917.
Fu proclamata una "Repubblica russa" retta dal Governo provvisorio russo dominato dal socialista Aleksandr Fëdorovič Kerenskij, il quale si affrettò a confermare la sua alleanza con gli anglo-francesi; in luglio, tuttavia, la nuova offensiva decisa dal governo repubblicano (offensiva Kerenskij) si risolse in una decisa sconfitta per lo stremato esercito russo. Sfruttando il malcontento popolare e delle truppe verso la guerra, tra il 7 e l'8 novembre 1917 le forze bolsceviche s'impossessarono dei centri di potere russi a Pietrogrado e Mosca: la repubblica fu abbattuta e al suo posto nacque una Repubblica Socialista Federativa Sovietica Russa retta da Lenin, rientrato in Russia dalla Svizzera con il permesso dei tedeschi, che ne avevano esattamente stimato l'impatto politico sull'avversario.
La prima mossa del nuovo governo bolscevico fu quella di intavolare trattative per far uscire la Russia dal conflitto. Il 1º dicembre una commissione bolscevica attraversò le linee tedesche a Dvinsk e giunse alla fortezza di Brest-Litovsk, dove una delegazione degli Imperi centrali li attendeva per intavolare trattative di pace: Lenin intendeva chiudere il fronte per rivolgersi ai movimenti controrivoluzionari, che già attaccavano i bolscevichi e gli Imperi centrali colsero l'occasione reclamando condizioni di resa durissime; dopo lunghi e complessi negoziati, il trattato di Brest-Litovsk, firmato il 3 marzo 1918, sancì la fine della partecipazione russa al conflitto e dei combattimenti sul fronte orientale.

#### Lo stallo in occidente

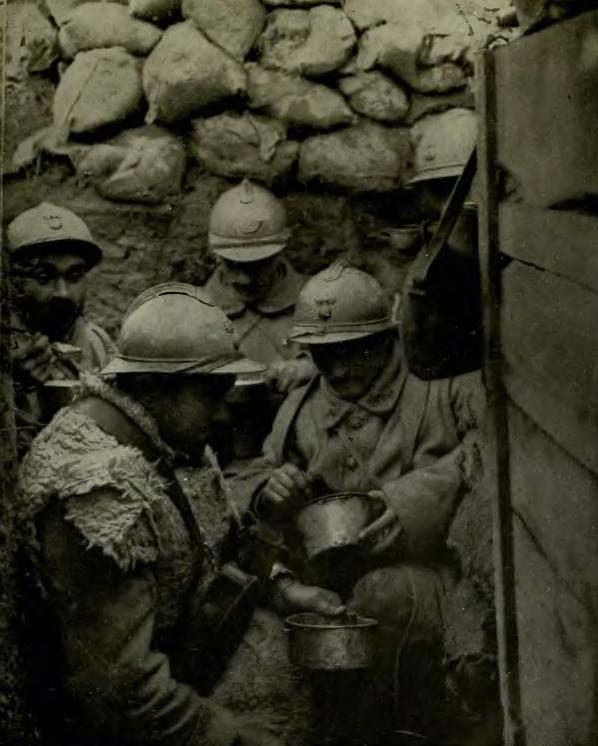
Soldati francesi in trincea

A dispetto delle pesanti perdite patite a Verdun e sulla Somme, alla fine del 1916 i comandi anglo-francesi erano convinti di aver acquisito una posizione di vantaggio sui tedeschi e di essere vicini alla vittoria. Il nuovo comandante in capo francese, il generale Robert Nivelle, propose una serie di nuove offensive congiunte da condursi in primavera: mettendo a frutto la sua esperienza a Verdun, Nivelle propose di lanciare in successione una serie di brevi ma intensi assalti preceduti da un pesante fuoco di sbarramento dell'artiglieria, arrivando a promettere uno sfondamento decisivo del fronte nemico entro 24 ore. Nel corso dei primi mesi dell'anno, tuttavia, sfruttando la pausa invernale, i tedeschi avevano iniziato un ripiegamento sulle nuove e più salde posizioni della linea Hindenburg, accorciando il fronte da difendere ed estendendo in profondità i loro sistemi di trincee.
Il 9 aprile i britannici, sostenuti da ampi contingenti provenienti dai dominion (canadesi, australiani, neozelandesi, sudafricani), diedero avvio all'"offensiva Nivelle" attaccando ad Arras: furono conquistate diverse importanti posizioni, come l'altura di Vimy, ma il fronte tedesco non fu spezzato e l'azione si arenò per il 16 maggio seguente. Rallentati dal tempo pessimo, i francesi diedero inizio alla loro parallela offensiva il 16 aprile, attaccando sullo Chemin des Dames: l'azione fu un disastro, con poco terreno guadagnato a fronte di perdite pesantissime, e dovette infine essere interrotta il 9 maggio. La sconfitta, giunta solo a pochi mesi dalla terribile prova di Verdun, distrusse il morale dell'esercito francese: in vari reparti si verificarono casi di insubordinazione e proteste contro la guerra, sfociate anche in alcuni episodi di ammutinamento e diserzione; Nivelle fu destituito e rimpiazzato dal generale Pétain, che s'impegnò a fondo per ristabilire l'ordine nei reparti francesi.

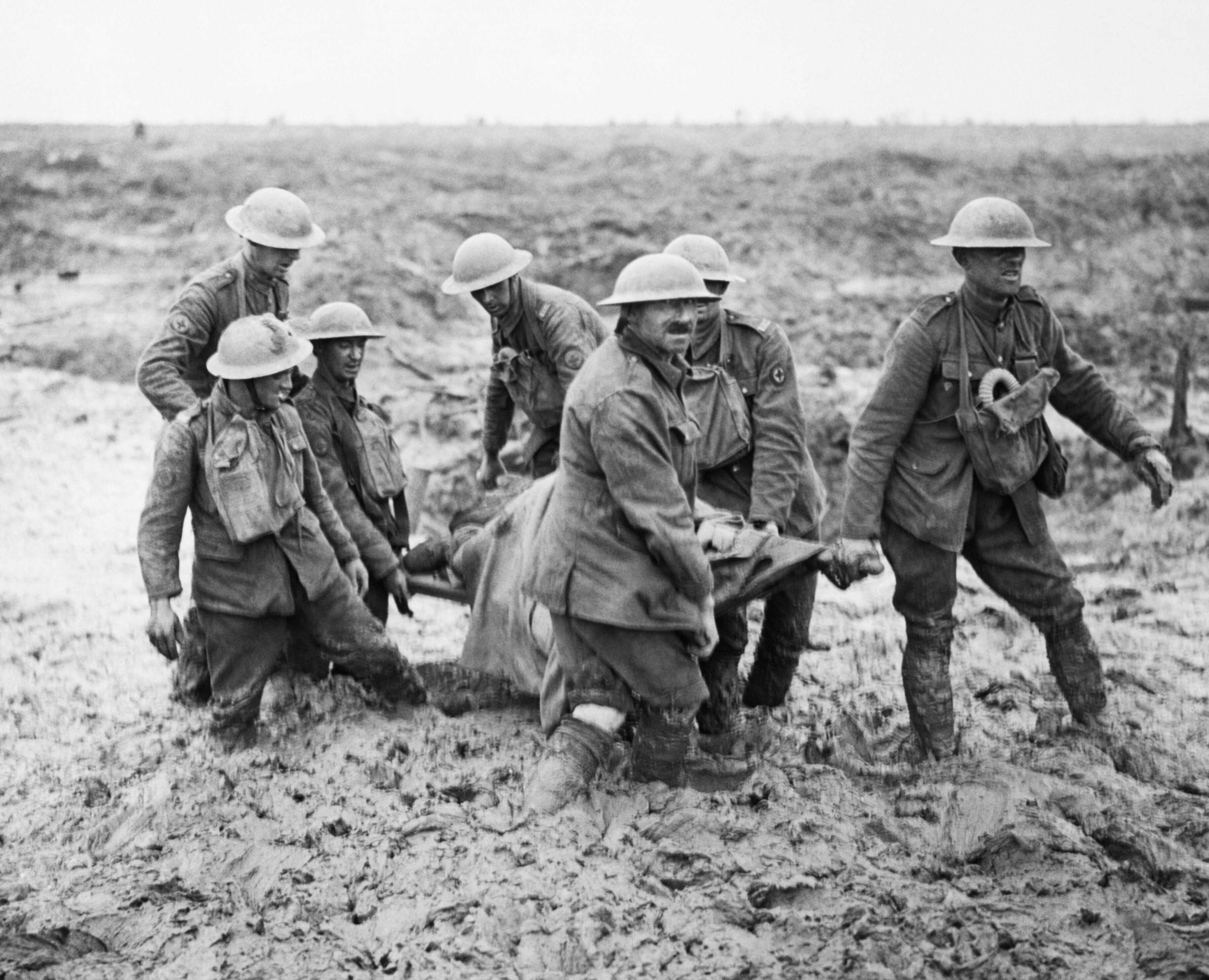
Portaferiti britannici alle prese con il fango di Passchendaele

Con l'esercito francese paralizzato dagli ammutinamenti, tutto il peso dell'offensiva ricadde quindi sulle spalle delle forze britanniche, cui toccò l'onere di sostenere il grosso dei combattimenti in Francia e nelle Fiandre. Le truppe britanniche vennero rinforzate dal corpo di spedizione portoghese (Corpo Expedicionário Português), che venne inviato nelle Fiandre e integrato nella 1ª Armata britannica. Il 21 maggio i britannici diedero inizio alla battaglia di Messines: dopo aver fatto brillare una ventina di gallerie di mina, scavate sotto alle trincee tedesche nei mesi precedenti, le forze britanniche e dei dominion presero l'importante crinale di Messines, sul margine sud del saliente di Ypres. Il 31 luglio seguente Haig diede il via alla sua offensiva principale, attaccando da Ypres verso le posizioni tedesche nelle Fiandre: l'obiettivo strategico era quello d'impossessarsi delle basi dei sommergibili tedeschi installate lungo la costa belga, ma l'attacco naufragò per la forte resistenza e le forti piogge che trasformarono il campo di battaglia in un mare di fango; l'azione si concluse il 6 novembre con solo modesti guadagni territoriali.
Non pago di questo insuccesso, il 25 novembre Haig attaccò il fronte tedesco davanti a Cambrai: appoggiati da quasi 500 carri armati, i britannici penetrarono nelle trincee tedesche ma la carenza di riserve impedì di sfruttare il successo; pochi giorni dopo i tedeschi contrattaccarono sfruttando le nuove tattiche di infiltrazione, già sperimentate sul fronte orientale e italiano, e riconquistarono gran parte del terreno perduto. La battaglia si concluse il 6 dicembre, quando l'inverno impose nuovamente un arresto alle operazioni su vasta scala.

#### Da Baghdad a Gerusalemme

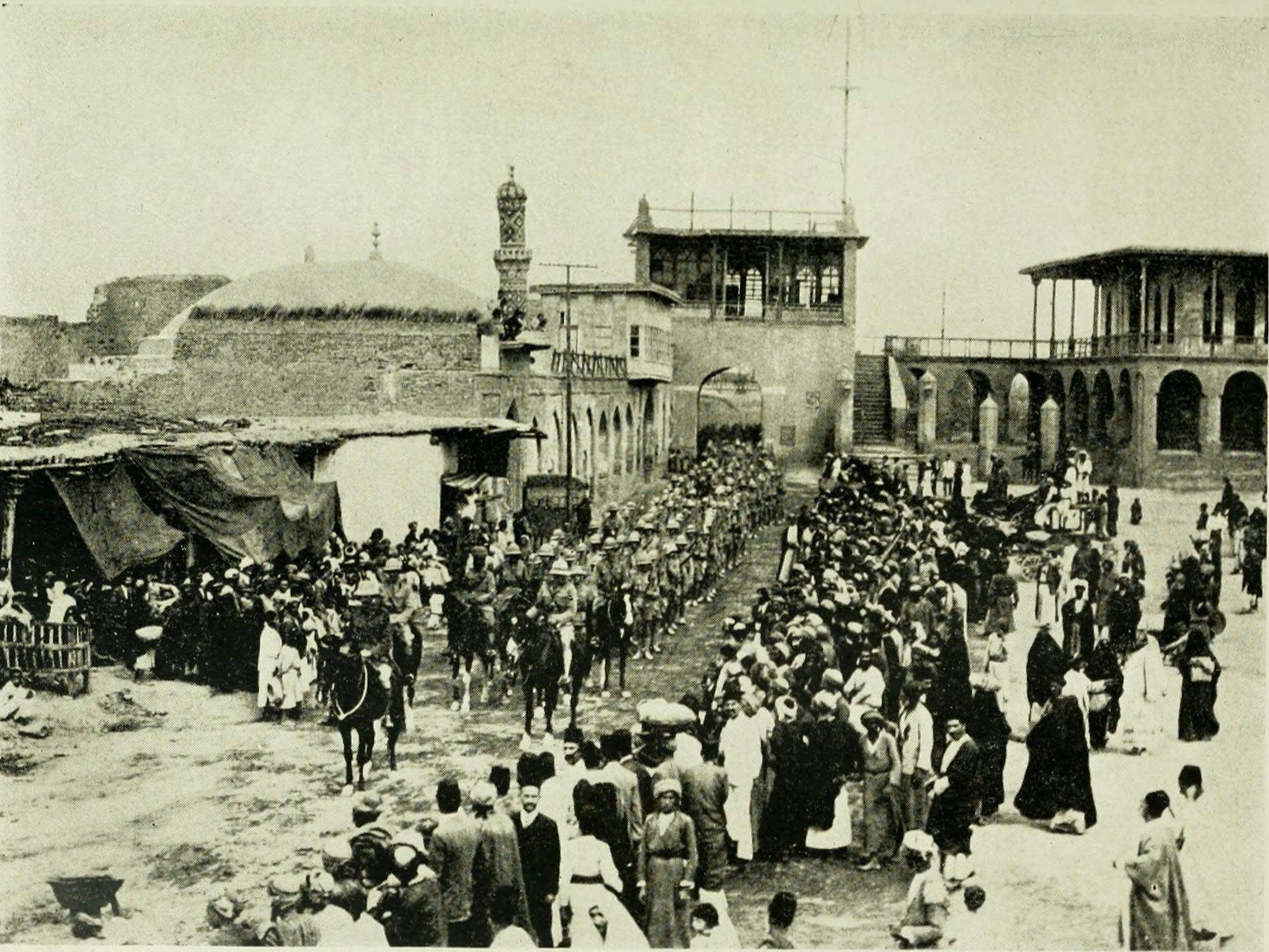
Le forze britanniche entrano a Baghdad l'11 marzo 1917

Il governo britannico desiderava un successo spettacolare per risollevare il morale alleato dopo la disastrosa "offensiva Nivelle" e il caos rivoluzionario in Russia. In Mesopotamia le operazioni si erano praticamente fermate dopo la resa di Kut: i britannici erano intenti a migliorare la propria situazione logistica e gli ottomani erano troppo deboli per scacciarli dalla regione. Il nuovo comandante britannico, generale Frederick Stanley Maude, iniziò un'offensiva il 13 dicembre 1916, risalendo il corso del Tigri con il supporto di una flottiglia di cannoniere fluviali; il 23 febbraio 1917 i britannici sconfissero gli ottomani nella seconda battaglia di Kut, obbligandoli alla ritirata: incoraggiato dal successo l'alto comando britannico autorizzò Maude a continuare l'avanzata e l'11 marzo fu presa Baghdad, sgombrata dagli ottomani. L'azione britannica proseguì verso nord in direzione di Samarra (caduta il 23 aprile), concludendosi alla fine di settembre nei pressi di Ramadi, dove gli ottomani subirono una nuova sconfitta; il fronte entrò quindi in un lungo periodo di stasi, con entrambi i contendenti concentrati sulla campagna di Palestina.

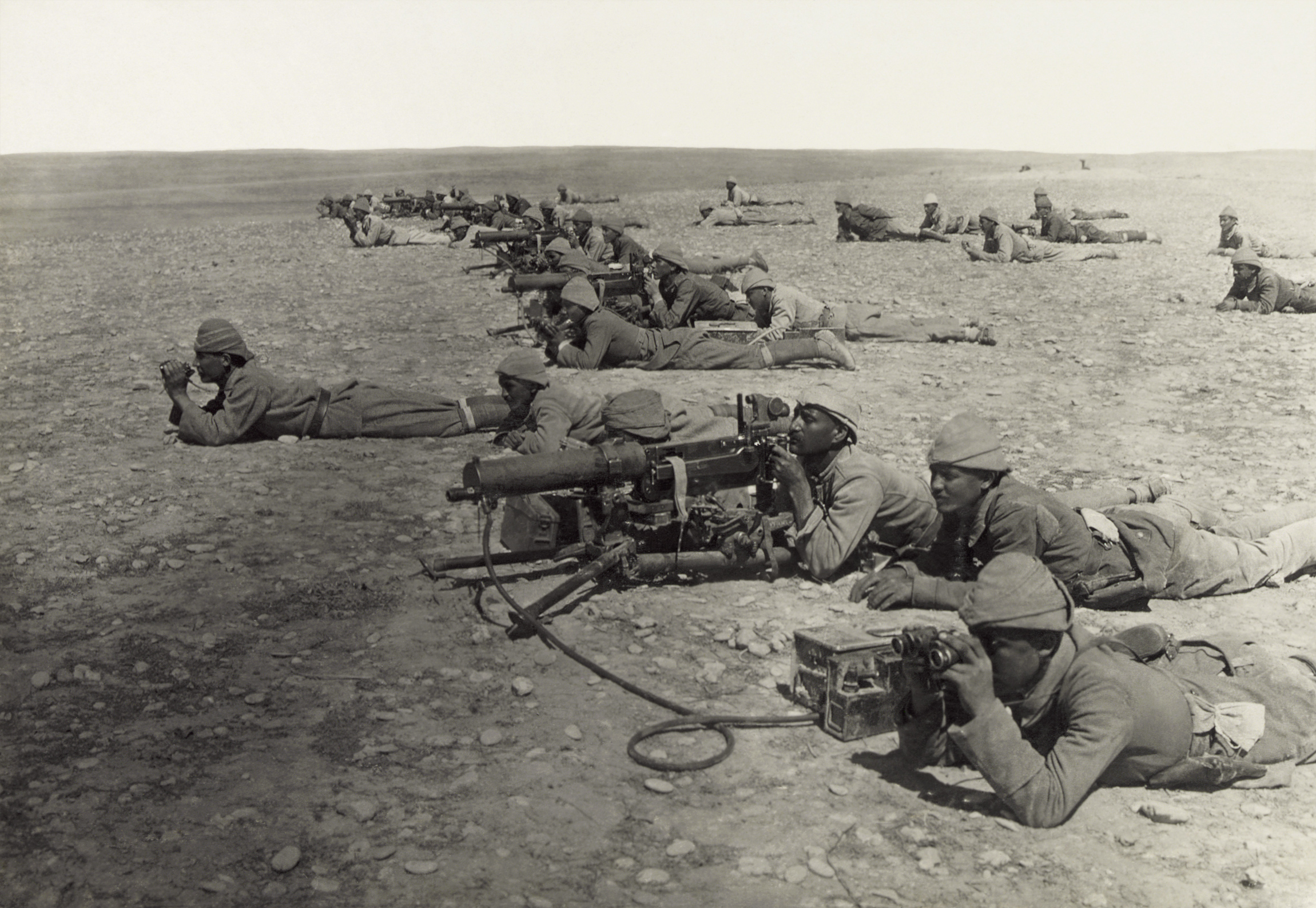
Mitraglieri ottomani schierati nella zona di Gaza, impiegano delle MG 08 fornite dalla Germania

La vittoria britannica nella battaglia di Rafa il 9 gennaio 1917 aveva definitivamente allontanato la minaccia ottomana dalla penisola del Sinai e i comandanti alleati iniziarono a progettare l'invasione della Palestina. Dopo una lunga preparazione logistica le forze del generale Archibald Murray iniziarono l'offensiva ai primi di marzo, subendo però una sconfitta nella prima battaglia di Gaza (26 marzo); un secondo tentativo di sfondare la linea difensiva ottomana davanti alla città, anche con il contributo di gas tossici e qualche carro armato, fallì nuovamente il 19 aprile seguente con gravi perdite per i britannici. Nel giugno 1917 Murray fu rimpiazzato dal generale Edmund Allenby, mentre sul fronte opposto Erich von Falkenhayn giunse nel teatro con un piccolo contingente di specialisti tedeschi per rinforzare lo schieramento ottomano. Dopo lunghi preparativi, l'offensiva britannica iniziò alla fine dell'ottobre 1917: la vittoria nella battaglia di Beersheba (31 ottobre) consentì ai britannici di aggirare la linea difensiva ottomana, poi crollata dopo la sconfitta nella terza battaglia di Gaza (31 ottobre-7 novembre). Nonostante il clima invernale e i contrattacchi ottomani, Allenby proseguì l'avanzata e il 9 dicembre i reparti britannici occuparono Gerusalemme, importante obiettivo simbolico, prima di arrestarsi per il peggiorare delle condizioni meteorologiche.

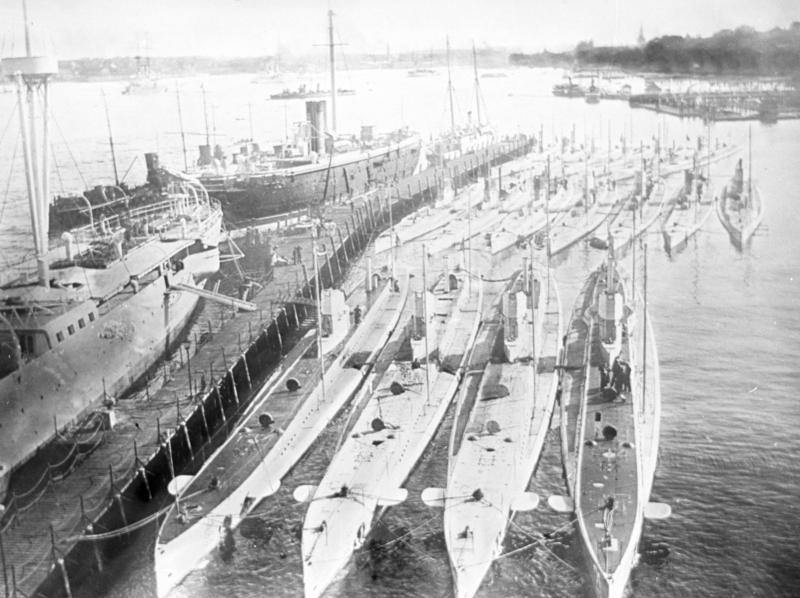
Un gruppo di U-Boot tedeschi

#### L'intervento degli Stati Uniti d'America
Sebbene nel dicembre 1916 gli Imperi centrali fossero riusciti a impadronirsi di un importante canale di approvvigionamento con l'occupazione della Romania e l'acquisizione del controllo della regione danubiana, il nulla di fatto con cui si era conclusa la battaglia dello Jutland aveva lasciato ai britannici il dominio dei mari, permettendo loro di mantenere il blocco navale: esso era ormai diventato un problema ineludibile, ma d'altro canto i vertici militari nutrivano la speranza che, una volta annientato il blocco, avrebbero potuto risolvere la partita sul fronte occidentale nel giro di pochi mesi; i vertici tedeschi si risolsero quindi a estendere la guerra sottomarina, sebbene ciò aumentasse inevitabilmente il rischio di coinvolgere gli Stati Uniti d'America, già vicini politicamente all'Intesa. Il 1º febbraio 1917 la Germania formalizzò la cosiddetta guerra sottomarina indiscriminata: da quel momento in avanti ogni nave diretta ai porti dell'Intesa sarebbe stata considerata un bersaglio legittimo; pochi giorni dopo gli Stati Uniti ruppero le relazioni diplomatiche con la Germania.
Nonostante gli incidenti susseguitisi incessantemente per due anni, a partire dall'affondamento del RMS Lusitania, il presidente Thomas Woodrow Wilson si era attenuto alla sua politica di neutralità. L'annuncio della campagna sottomarina indiscriminata mostrò che le speranze di pace di Wilson erano utopistiche e, quando a ciò seguì il deliberato affondamento di navi statunitensi e il tentativo tedesco di istigare il Messico ad attaccare gli Stati Uniti (il caso del "telegramma Zimmermann"), il presidente Wilson ruppe gli indugi. Il 4 aprile 1917 presentò al Congresso la proposta di entrare in guerra: il 6 aprile gli Stati Uniti dichiararono guerra alla Germania. Nessuno dubitava che l'impatto delle truppe statunitensi in Europa sarebbe stato potenzialmente enorme; gli Stati Uniti avrebbero addestrato circa un milione di soldati, che a poco a poco sarebbero saliti a tre milioni. Ma ci sarebbe voluto almeno un anno, o forse più, prima che le truppe fossero addestrate, trasportate via nave in Francia e rifornite adeguatamente.

#### Caporetto

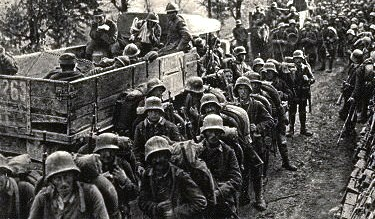
Truppe tedesche in marcia nella valle dell'Isonzo durante la battaglia di Caporetto

Sul fronte dell'Isonzo gli italiani sferrarono due nuove offensive a metà maggio e poi ancora ad agosto, guadagnando qualche posizione sul bordo dell'Altopiano della Bainsizza seppur al prezzo di molti caduti; il fronte austro-ungarico fu però talmente logorato che la Germania intervenne ancora una volta. Hindenburg e Ludendorff si accordarono con il comandante in capo austro-ungarico Arthur Arz von Straussenburg per organizzare un'offensiva combinata. Alle 02:00 in punto del 24 ottobre 1917 le artiglierie austro-tedesche iniziarono a colpire le posizioni italiane dal monte Rombon all'alta Bainsizza, alternando lanci di gas a granate convenzionali, colpendo in particolare tra Plezzo e l'Isonzo.
Subito dopo la fanteria sfondò le linee italiane sia sulle montagne sia nella valle dell'Isonzo, dove una divisione tedesca raggiunse il pomeriggio del 24 ottobre la città di Caporetto; quindi gli austro-tedeschi avanzarono per 150 chilometri in direzione sud-ovest raggiungendo Udine in soli quattro giorni, mentre l'esercito italiano ripiegava disordinatamente con numerosi casi di disgregazione e collasso di reparti. Cadorna, venuto a sapere della caduta di Cornino il 2 novembre e di Codroipo il 4, ordinò all'intero esercito di ripiegare sul fiume Piave, ove nel frattempo era stata rafforzata una linea difensiva grazie agli episodi di resistenza sul fiume Tagliamento. La disfatta di Caporetto, oltre al crollo del fronte italiano e alla caotica ritirata delle armate schierate dall'Adriatico fino alla Valsugana, comportò la perdita in due settimane di 350 000 uomini fra morti, feriti, dispersi e prigionieri; altri 400 000 si sbandarono verso l'interno del paese. L'avanzata degli austro-tedeschi fu infine bloccata sulle rive del Piave a metà novembre, dopo una dura battaglia difensiva.

### La fine della guerra (1918)

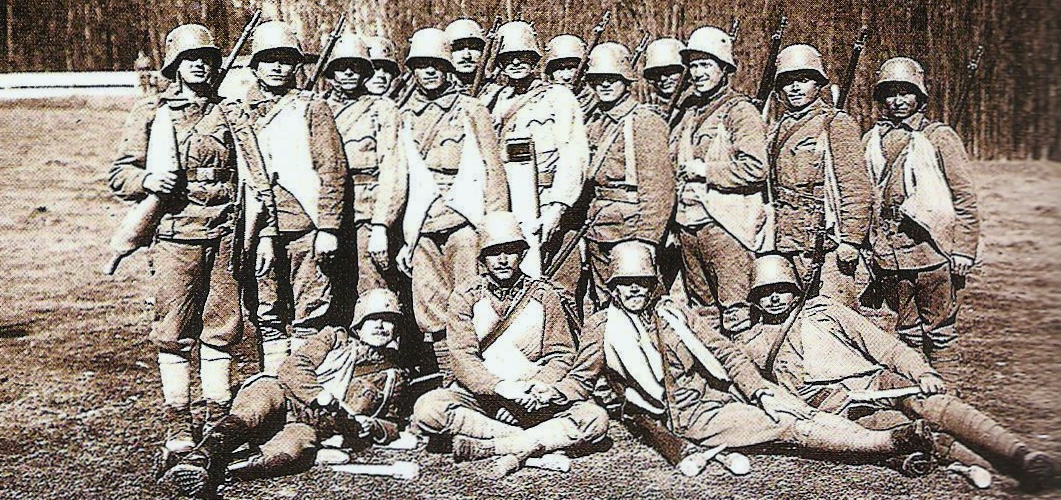
Un reparto di truppe d'assalto tedesche (Stoßtrupp); le rapide infiltrazioni effettuate da queste formazioni ebbero un ruolo importante nelle ultime offensive tedesche

Nonostante fosse sempre stata superiore in termini numerici alle potenze centrali, all'inizio del 1918 l'Intesa vide ribaltarsi la situazione, a causa delle perdite subite e del collasso della Russia: sarebbero dovuti passare parecchi mesi prima che le forze statunitensi facessero pendere nuovamente l'ago della bilancia in suo favore. Alla conferenza di Rapallo del novembre 1917 fu decisa la costituzione di un consiglio supremo di guerra dove i maggiori esponenti dei governi alleati sarebbero stati affiancati da rappresentanti militari; di fatto questi ultimi non avevano però il potere esecutivo in quanto i capi di stato maggiore erano subordinati ai rispettivi governi, che nella conduzione della guerra anteponevano interessi economici. Nel frattempo la Germania iniziò a trasferire decine di divisioni dal fronte orientale a ovest: per la fine di gennaio 1918 ne aveva a disposizione 177 con altre trenta in arrivo, mentre il potenziale alleato, indebolito dalle enormi perdite nel pantano di Passchendaele, scese a 172 divisioni, formate ognuna da nove battaglioni invece che dai soliti dodici.
Il generale Ludendorff, cogliendo il momento favorevole e cercando di anticipare l'arrivo in forze delle truppe statunitensi, ripose le speranze di vittoria in una nuova, fulminea e imponente offensiva a occidente. Per poter utilizzare tutte le truppe disponibili era riuscito a estorcere una pace definitiva sia al governo bolscevico, sia alla Romania; inoltre per assicurare nel possibile una base economica alla sua offensiva, fece occupare gli immensi campi di grano dell'Ucraina, incontrando solo una misera resistenza da parte di truppe cecoslovacche, costituite dai russi con ex-prigionieri provenienti dall'esercito austro-ungarico.

#### Le offensive finali austro-tedesche

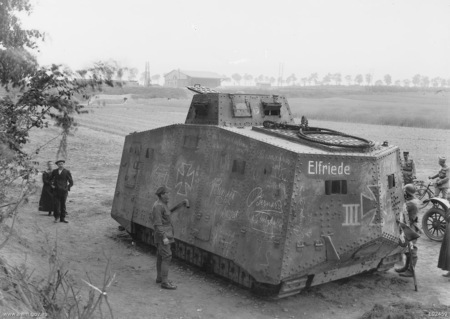
Un carro armato tedesco A7V

Il 21 marzo Ludendorff lanciò la programmata offensiva che, in caso di successo, avrebbe consentito alla Germania di vincere la guerra: i tedeschi assalirono le posizioni britanniche sulla Somme, provocandone il crollo e avanzando rapidamente nelle retrovie. I risultati conseguiti dai tedeschi durante l'offensiva furono impressionanti rispetto all'esito di altre battaglie sul fronte occidentale: catturarono 90 000 prigionieri e 1300 cannoni, inflissero agli anglo-francesi 212 000 tra morti e feriti, annientarono l'intera 5ª Armata britannica; per contro dovettero registrare 239 000 perdite tra ufficiali e soldati, con alcune divisioni ridotte alla metà dei loro effettivi e molte compagnie con appena quaranta o cinquanta uomini.

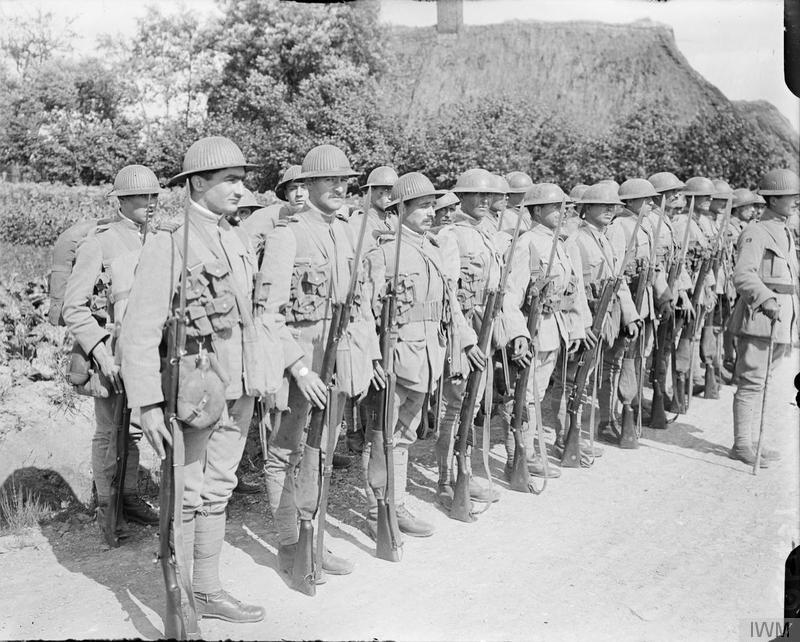
Truppe del Corpo Expedicionário Português

Nel tentativo di replicare il successo iniziale, Ludendorff lanciò una serie di assalti in sequenza in altre zone del fronte: in aprile i tedeschi sfondarono le linee britanniche vicino a Ypres, in maggio guadagnarono altro terreno attaccando i francesi tra Soissons e Reims, in giugno assaltarono le posizioni francesi davanti Compiègne, ma l'azione fallì e fu bloccata nel giro di pochi giorni. Contemporaneamente truppe anglo-statunitensi vennero in soccorso dei francesi contrattaccando sul fronte della Marna. Il 15 luglio Ludendorff lanciò un'ultima disperata offensiva sulla Marna, ma a inizio agosto lo slancio tedesco su tutto il fronte cessò: l'esercito imperiale, benché fosse a un soffio dalla vittoria, era però esausto e dissanguato dalle enormi perdite, perciò cessò di avanzare; nel frattempo quasi un milione di soldati statunitensi erano giunti in Francia a dar manforte agli Alleati.
Anche sul fronte italiano la fine della guerra contro la Russia aveva permesso all'Austria-Ungheria di rischierare le sue truppe e di preparare un'offensiva risolutiva; l'esercito italiano, ora guidato dal capo di stato maggiore Armando Diaz, era tuttavia bene attestato sulle rive del Piave e in fase di rapida riorganizzazione dopo la disfatta di Caporetto. L'offensiva austro-ungarica coinvolse sessantasei divisioni ed ebbe inizio il 15 giugno (battaglia del solstizio): il Piave fu superato in alcuni punti, ma la forte resistenza italiana e la piena del fiume bloccarono infine gli attaccanti, che il 22 giugno sospesero l'azione. Al termine dei combattimenti gli austro-ungarici avevano subito gravi perdite e logorato la loro già provata macchina bellica; fallita l'offensiva, che nei piani doveva annientare l'Italia e dare una svolta al conflitto, l'Austria-Ungheria si avviò a un'irrimediabile crisi militare e politica.

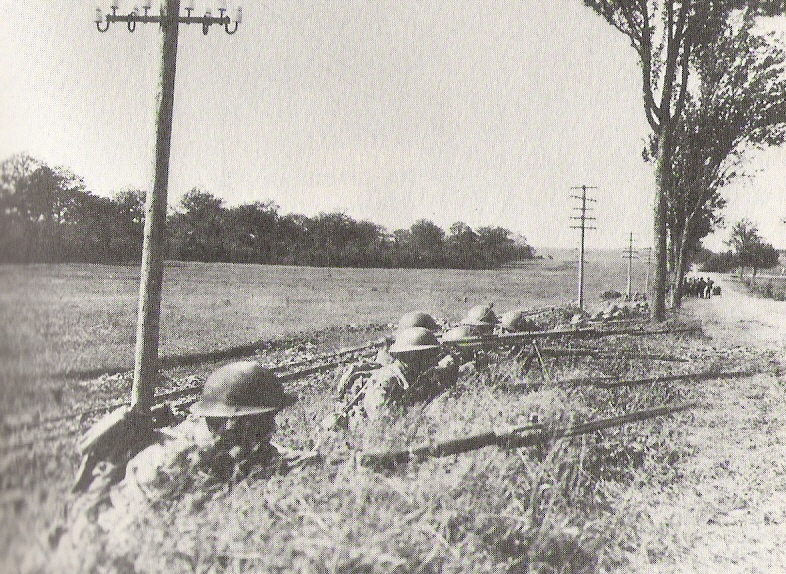
Truppe statunitensi in azione in Francia

#### Le controffensive alleate
Esaurita la spinta offensiva degli austro-tedeschi, gli Alleati presero l'iniziativa. Sul fronte occidentale si erano infine dati un comando unificato nella persona del generale francese Ferdinand Foch: questi predispose i piani per una serie di attacchi con obiettivi limitati ma da attuarsi in rapida successione l'uno dopo l'altro, per sottoporre i tedeschi a una pressione costante, sfruttando la superiorità numerica locale delle truppe anglo-franco-statunitensi oltre che la notevolmente accresciuta disponibilità di carri armati e aerei. Già il 18 luglio truppe francesi e americane attaccarono il vulnerabile saliente tedesco sulle rive della Marna e per il 4 agosto ne avevano ricacciato i difensori indietro per quasi 50 chilometri. L'8 agosto iniziò una seconda offensiva davanti ad Amiens, condotta da truppe franco-britanniche appoggiate da 600 carri armati e 800 aerei: il successo alleato fu tale che Ludendorff definì l'8 agosto "il giorno più nero per l'esercito tedesco"; il 15 agosto l'azione proseguì con un vigoroso contrattacco sulla Somme da parte di britannici e statunitensi.
Mentre a Parigi il neocostituito Consiglio Interalleato progettava piani per la continuazione della guerra almeno fino al 1919, su tutto il fronte occidentale gli Alleati continuavano ad avanzare: tra il 12 e il 19 settembre, nel corso della loro prima offensiva autonoma, le truppe statunitensi del generale John Pershing riconquistarono Saint-Mihiel e circa un mese dopo, il 26 ottobre, truppe franco-statunitensi diedero il via all'offensiva della Mosa-Argonne, proseguita a fasi alterne fino a novembre; le due operazioni insieme valsero la conquista di oltre 500 km² di territorio. Frattanto il 27 settembre gli anglo-francesi avevano intrapreso la battaglia di Cambrai-San Quintino nel settore settentrionale del fronte e il 28 britannici, francesi e belgi attaccarono sul fronte di Ypres: le difese della "linea Hindenburg" furono sfondate, obbligando i tedeschi ad avviare l'evacuazione delle Fiandre e dei territori conquistati quattro mesi prima.

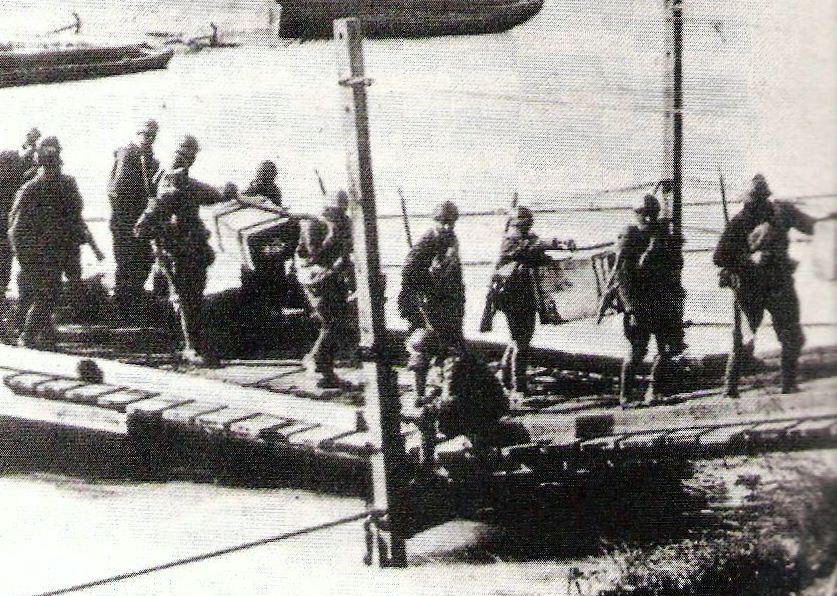
Truppe italiane superano il Piave durante la battaglia di Vittorio Veneto

Sul fronte italiano l'Impero austro-ungarico era ormai a un passo dal baratro: assillato dall'impossibilità di continuare a sostenere lo sforzo bellico sul piano economico, era inoltre sempre meno in grado di tenere unito il vasto mosaico dei popoli su cui governava, non riuscendo a proporre, se non tardivamente, delle valide alternative che ne riconoscessero l'identità; la rivoluzione delle varie etnie stava rapidamente maturando. Mentre l'Austria-Ungheria si dibatteva in simili problemi, l'Italia anticipò l'offensiva prevista per il 1919. Il 23 ottobre cominciarono gli sbarramenti d'artiglieria e la costruzione di ponti di barche sul Piave, in condizioni climatiche pessime; nonostante la dura opposizione, gli italiani sfondarono la linea difensiva austro-ungarica e provocarono il collasso dell'esercito imperial-regio, che si ritirò in disordine verso le Alpi; mentre gli italiani avanzavano rapidamente in Veneto, Friuli e Cadore, Vienna iniziò i preparativi per avanzare una richiesta di armistizio.

#### La Bulgaria fuori dal conflitto
Nei Balcani il 1917 si era chiuso con un'ulteriore situazione di stallo: un'offensiva lanciata tra aprile e maggio dal generale Maurice Paul Emmanuel Sarrail a capo dell'armata alleata di Salonicco si era conclusa con due sconfitte nella seconda battaglia di Doiran e nella battaglia del Crna, obbligandolo a sospendere le operazioni lungo tutto il fronte; gli Alleati ottennero invece un successo sul piano diplomatico quando il 29 giugno 1917 la Grecia dichiarò guerra agli Imperi centrali, dopo che il filo-tedesco re Costantino I era stato costretto a abdicare. Entrambe le parti avevano poco interesse a portare avanti grosse operazioni su questo teatro: l'attenzione degli Alleati era diretta principalmente al fronte occidentale e la Bulgaria era riluttante a continuare la guerra, avendo già occupato tutti i territori cui era interessata e dovendo sopportare una profonda crisi economica che aveva lasciato intere regioni praticamente alla fame.

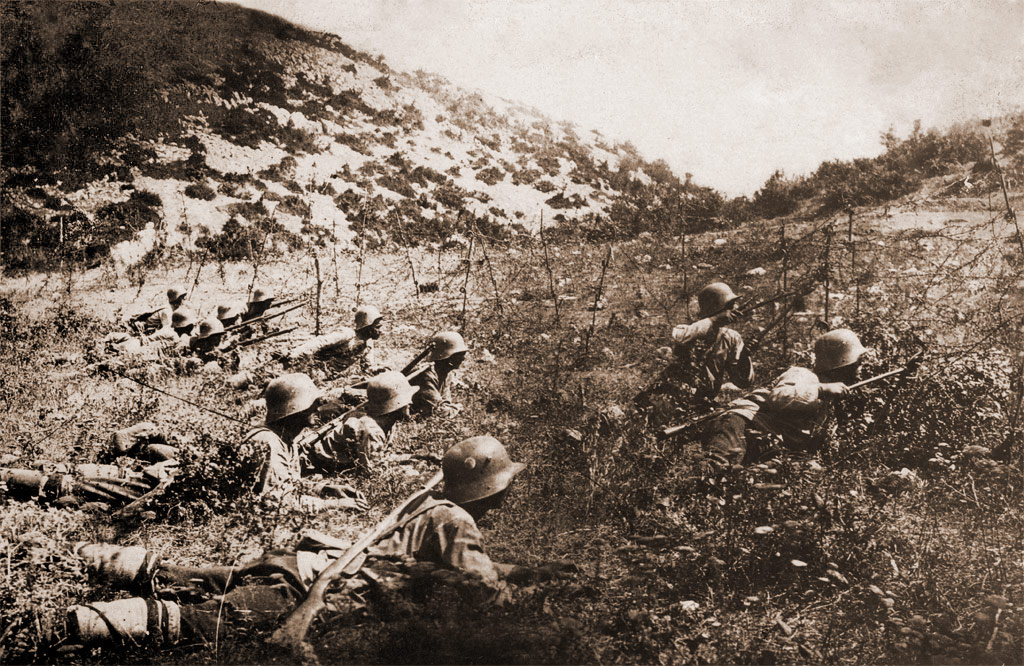
Truppe bulgare in azione sul fronte macedone

A metà del 1918 il nuovo comandante delle forze alleate, generale Louis Franchet d'Espèrey, preparò i piani per una risolutiva offensiva lungo tutto il fronte macedone, convinto che la Bulgaria fosse sul punto di cedere. Dopo lunghi preparativi l'offensiva del Vardar scattò il 14 settembre 1918: i reparti greco-britannici attaccarono verso est ottenendo un successo nella terza battaglia di Doiran (18-19 settembre) e le truppe francesi, serbe e italiane sfondarono il fronte bulgaro da ovest dopo la decisiva vittoria nella battaglia di Dobro Pole (15 settembre). Nella ritirata l'esercito bulgaro si disfece, mentre il paese era scosso da tumulti e manifestazioni contro la guerra: il 29 settembre, occupata dai francesi Skopje, la Bulgaria accettò l'armistizio di Salonicco avanzato dagli Alleati, uscendo ufficialmente dal conflitto il 30 settembre. Mentre le forze britanniche proseguivano la marcia verso est in Tracia alla volta di Istanbul, i franco-serbi mossero verso nord raggiungendo il Danubio il 19 ottobre e liberarono Belgrado dall'occupazione austroungarica il 1º novembre.

#### La resa dell'Impero ottomano

Un'autoblindo britannica durante la battaglia di Megiddo

Nel teatro del Medio Oriente le forze dell'Impero ottomano stavano ormai cedendo su tutti i fronti. Nella penisola araba le litigiose tribù locali avevano infine trovato una certa guida unitaria sotto lo sharīf Al-Husayn ibn Ali, insorgendo contro la dominazione ottomana; rifornite di armi e munizioni dagli Alleati e raggiunte da una missione di addestratori britannici capitanati dal colonnello Thomas Edward Lawrence (poi passato alla storia come "Lawrence d'Arabia"), le forze arabe iniziarono una massiccia campagna di guerriglia contro gli ottomani, prima interrompendo la ferrovia dell'Hegiaz e poi catturando l'importante porto di Aqaba sul Mar Rosso. Gli irregolari arabi di Lawrence si spinsero poi verso nord per appoggiare gli sforzi finali dei britannici in Palestina.
La situazione sul fronte palestinese era rimasta sostanzialmente statica per gran parte del 1918, con l'attenzione degli Alleati concentrata sul fronte occidentale; l'offensiva finale poté iniziare solo il 19 settembre: mentre gli irregolari arabi mettevano in atto azioni diversive a est per attirare l'attenzione ottomana, le forze britanniche del generale Allenby attaccarono da ovest lungo la zona costiera, potendo contare su una netta superiorità numerica, una più efficace logistica e un assoluto dominio del cielo. Le forze alleate ottennero una decisiva vittoria nella battaglia di Megiddo (19 settembre-31 ottobre) con una perfetta azione combinata: la fanteria sfondò il fronte e aprì un varco per la cavalleria che, appoggiata da unità di autoblindo e bombardieri, inseguì con decisione gli ottomani impedendo loro di attestarsi su nuove posizioni; la ritirata si trasformò in rotta e le forze alleate dilagarono verso nord, penetrarono in Siria e occuparono Damasco (2 ottobre) e Aleppo (25 ottobre).
In Mesopotamia, ormai un fronte secondario, le preponderanti forze britanniche iniziarono la loro offensiva sul finire di settembre, dilagando nella zona di Mosul-Kirkuk e ottenendo un'importante vittoria nella battaglia di Sharqat (23-30 ottobre). Ormai in ritirata su tutti i fronti e con l'esercito ridotto a un sesto della forza originaria, all'Impero ottomano non restò altro che trattare la propria resa: il 30 ottobre i rappresentanti ottomani siglarono l'armistizio di Mudros e il 13 novembre una forza d'occupazione alleata si stabilì a Costantinopoli.

#### Il crollo dell'Austria-Ungheria

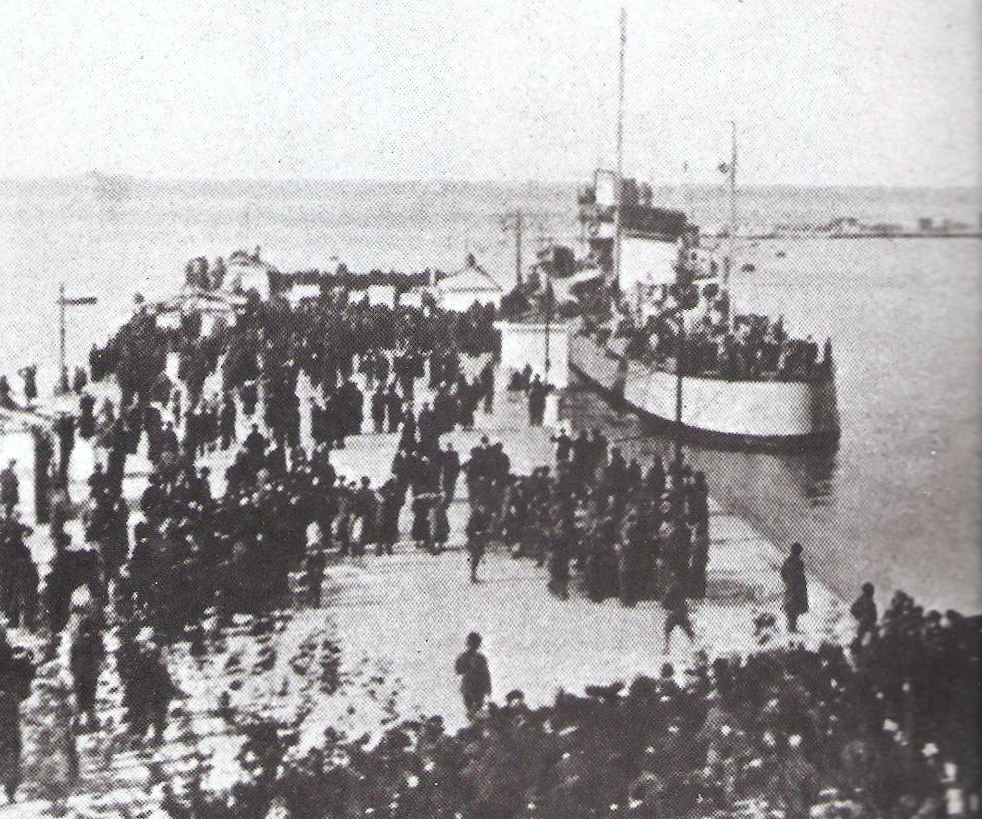
Le truppe italiane sbarcano a Trieste il 3 novembre 1918

Il 28 ottobre, a seguito del successo italiano nella battaglia di Vittorio Veneto, l'Austria-Ungheria chiese agli Alleati di iniziare le trattative per l'armistizio e in serata dette ordine all'esercito di ritirarsi. A Praga la richiesta di armistizio provocò una decisa reazione dei cechi; il Consiglio nazionale cecoslovacco si riunì a palazzo Gregor, dove si era costituito tre mesi prima, e assunse le funzioni di un vero e proprio governo: ordinò agli ufficiali austriaci nel castello di Hradčany di trasferire i poteri, assunse il controllo della città e proclamò l'indipendenza dello stato ceco senza autorizzazione da parte di Vienna. A sera le truppe austriache nel castello deposero le armi. Quello stesso giorno il Parlamento croato dichiarò che da quel momento Croazia e Dalmazia avrebbero fatto parte di uno "Stato nazionale sovrano di sloveni, croati e serbi"; analoghe dichiarazioni pronunciate a Lubiana e Sarajevo legarono le regioni occidentali dei Balcani all'emergente Jugoslavia.
Il 30 ottobre, mentre il governo austro-ungarico continuava a adoperarsi per giungere all'armistizio con gli Alleati, a Vienna e a Budapest maturarono rapidamente delle rivoluzioni di stampo bolscevico che scoppiarono il 1º novembre; lo stesso giorno Sarajevo si dichiarò parte dello "Stato sovrano degli slavi meridionali". Il 3 novembre l'Austria firmò con l'Italia l'armistizio di Villa Giusti che entrò in vigore il 4, giorno in cui gli italiani entrarono a Trento e la Regia Marina sbarcò truppe a Trieste. Il 5 novembre, causa il timore di un protrarsi del conflitto con la Germania, venne decisa l'avanzata del III Corpo d'armata italiano oltre il Brennero occupando Landeck e Innsbruck.

#### Il fronte occidentale
(Affermazione fatta da Guglielmo II al suo seguito negli ultimi giorni della guerra)

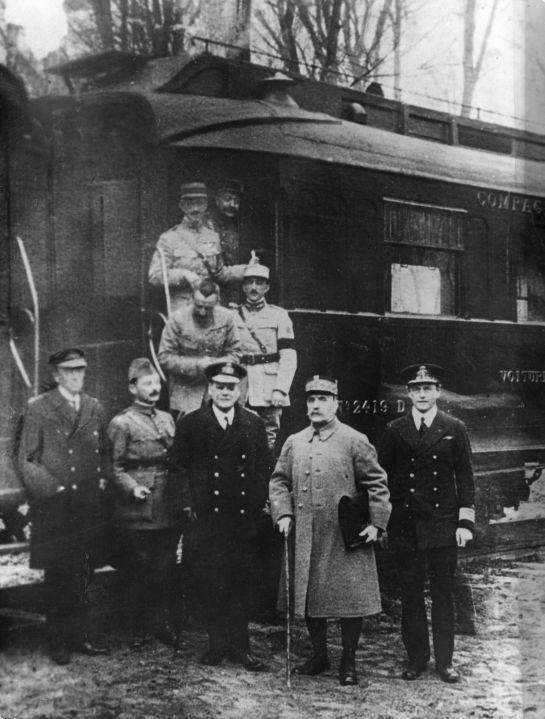
I delegati alleati dopo la firma dell'armistizio di Compiègne

La Germania aveva visto il proprio potenziale umano gravemente compromesso da quattro anni di guerra, trovandosi d'altronde in gravi difficoltà dal punto di vista economico e sociale. Il 1º ottobre i britannici si apprestavano a superare la linea Hindenburg lungo il canale di St. Quentin e gli statunitensi a sfondare nelle Argonne; Ludendorff si recò direttamente dal Kaiser per chiedergli di avanzare subito una proposta di pace, dando la responsabilità della grave situazione a "idee spartachiste e socialiste che avvelenavano l'esercito tedesco". Le battaglie infuriavano ancora quando il 2 ottobre scoppiò la prima rivoluzione tedesca; il 4 ottobre il principe Maximilian di Baden telegrafò a Washington per richiedere l'armistizio. La Germania, pur essendo nello scompiglio, non era precipitata nel disordine né aveva deciso di arrendersi: l'8 ottobre Wilson respinse la proposta e l'11 i tedeschi iniziarono a ritirarsi su tutto il fronte senza però rinunciare a combattere.
Ludendorff confidava di continuare la lotta nella speranza che un'efficace difesa della frontiera tedesca potesse alla lunga smorzare la determinazione degli Alleati. Ma la capitolazione dell'Austria-Ungheria il 3 novembre scoprì il fronte sud-orientale della Germania, dove la rivoluzione dilagava, alimentata anche dalla riluttanza del Kaiser a abdicare. La sola via d'uscita poteva essere raggiunta con un accordo con i rivoluzionari, così il 9 novembre il principe di Baden lasciò il posto a Friedrich Ebert facendo così cadere, come voleva il popolo e aveva specificato Wilson, i capi che avevano portato la Germania alla rovina.
L'offensiva alleata inflisse una serie di sconfitte all'esangue esercito tedesco, le cui truppe iniziarono ad arrendersi in numero sempre crescente; quando gli Alleati ruppero il fronte, la monarchia imperiale si dissolse e i due comandanti supremi Hindenburg e Ludendorff, dopo aver tentato invano di convincere il Kaiser a combattere a oltranza, si fecero da parte. Di fronte alla rivoluzione interna e alla minaccia delle forze alleate ormai in vista del confine nazionale, i delegati tedeschi che si erano recati a Compiègne già il 7 novembre non ebbero altra scelta che quella di accettare le gravose condizioni imposte dagli Alleati. L'armistizio entrò in vigore alle ore 11:00 dell'11 novembre 1918, ponendo fine alla guerra.

## Conseguenze
Lo stato di belligeranza tra le varie nazioni rimase formalmente in vigore per diversi mesi dopo la firma degli armistizi. Il 18 gennaio 1919 si aprì la conferenza di pace di Parigi, incaricata di pervenire alla stipula dei definitivi trattati di pace: il 28 giugno 1919 venne firmato il trattato di Versailles tra la Germania e le potenze alleate, seguito il 10 settembre dal trattato di Saint-Germain-en-Laye con l'Austria, il 27 novembre dal trattato di Neuilly con la Bulgaria, il 4 giugno 1920 dal trattato del Trianon con l'Ungheria e il 10 agosto 1920 dal trattato di Sèvres con l'Impero ottomano. Quest'ultimo rimase inattuato a causa dello scoppio della convulsa guerra d'indipendenza turca, obbligando le potenze europee a sottoscrivere un nuovo accordo con la neo proclamata repubblica di Turchia il 24 luglio 1923 (trattato di Losanna).

### Perdite umane

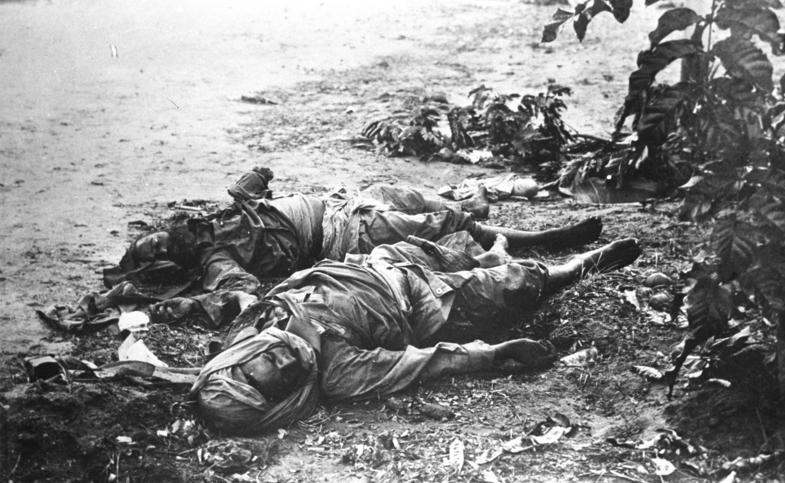
Soldati anglo-indiani uccisi a Tanga, nell'Africa orientale tedesca

La prima guerra mondiale è stato uno dei conflitti più sanguinosi dell'umanità. Nei quattro anni e tre mesi di ostilità persero la vita circa 2 milioni di soldati tedeschi insieme a 1 110 000 austro-ungarici, 770 000 turchi e 87 500 bulgari; gli Alleati ebbero all'incirca 2 milioni di morti tra i soldati russi, 1 400 000 francesi, 1 115 000 dell'Impero britannico, 650 000 italiani, 370 000 serbi, 250 000 rumeni e 116 000 statunitensi. Considerando tutte le nazioni del mondo, si stima che durante il conflitto persero la vita poco meno di 9 722 000 soldati con oltre 21 milioni di feriti, molti dei quali rimasero più o meno gravemente segnati o menomati a vita. Migliaia di soldati soffrirono di lesioni di tipo inedito, studiato per la prima volta proprio nel primo dopoguerra, consistente in una serie di traumi psicologici che potevano portare a un completo collasso nervoso o mentale: designata come "trauma da bombardamento" o "nevrosi di guerra", costituì la prima teorizzazione del disturbo da stress post-traumatico. L'enorme perdita di vite umane provocò un grave contraccolpo sociale: l'ottimismo della Belle Époque fu spazzato via e i traumatizzati superstiti del conflitto andarono a formare la cosiddetta "generazione perduta".
I civili non furono risparmiati: circa 950 000 morirono a causa delle operazioni militari e circa 5 893 000 persone perirono per cause collaterali, in particolare carestie e carenze di generi alimentari (condizioni sofferte in particolare dagli Imperi centrali, sottoposti al blocco navale alleato), malattie ed epidemie (particolarmente grave fu quella della cosiddetta "influenza spagnola", che mieté milioni di vittime in tutto il mondo) e inoltre per le persecuzioni razziali scatenatesi durante il conflitto.

#### Crimini di guerra

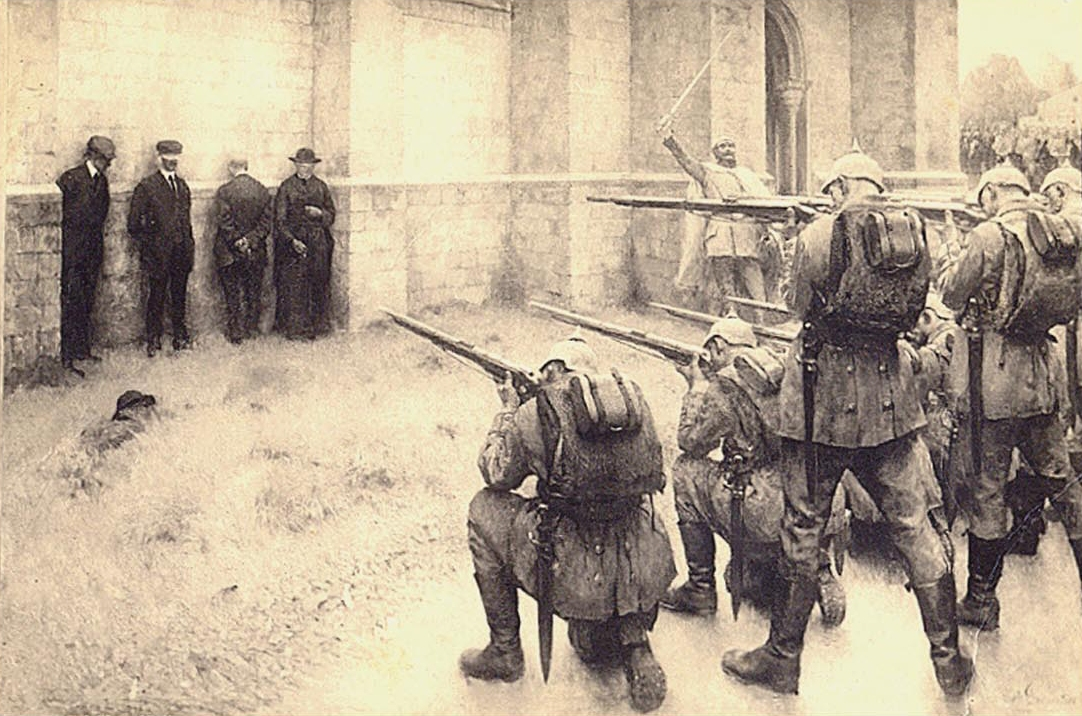
Quadro di Évariste Carpentier raffigurante la fucilazione di civili belgi da parte dei tedeschi a Blegny

Moltissimi civili perirono a causa di crimini di guerra, rappresaglie e persecuzioni razziali all'interno dei diversi paesi entrati in guerra; il diritto internazionale umanitario e la convenzione dell'Aia del 1907 furono ripetutamente violati durante il conflitto e solo la relativa ridotta estensione delle regioni occupate pose un freno alle stragi. I dettami di Carl von Clausewitz, che consigliava una certa pressione sulle popolazioni invase affinché si potesse ottenere la resa dell'avversario, vennero applicati dall'esercito tedesco quando irruppe nel Belgio e in Francia settentrionale nel 1914: l'uccisione di parecchie centinaia di civili si verificò in varie località belghe come Sambreville, Seilles, Dinant e Lovanio, oltre che nei distretti francesi nord-orientali. I soldati tedeschi, colpiti da franchi tiratori civili (un'esperienza già vissuta nella guerra franco-prussiana del 1870) e suggestionati da non verificabili dicerie circa loro commilitoni accoltellati alle spalle o torturati mentre erano feriti e inermi, si ostinarono a combattere con ferocia ogni atto da loro giudicato "illegale"; durante l'avanzata in Belgio, durata un mese, fecero oltre 5 000 vittime tra i civili.
Alle città invase venne spiegato che il blocco navale alleato impediva alla Germania di fornire adeguate scorte alimentari e le popolazioni vennero salvate solo dalle derrate alimentari statunitensi distribuite dalla Committee for Relief in Belgium, guidata dal futuro presidente Herbert Hoover, che si prese cura anche dell'oltre mezzo milione di uomini rimasti disoccupati con lo spostamento delle fabbriche belghe in Germania, dove vennero inviati inoltre più di 60 000 lavoratori coatti e alcune decine di migliaia di loro colleghi volontari. Altri uomini, donne e ragazzi vennero obbligati ai lavori agricoli nelle vicinanze del luogo di coscrizione. Per dividere ulteriormente la popolazione, i tedeschi fecero leva sugli antichi dissapori tra fiamminghi e valloni, arrivando a riconoscere il Governo provvisorio delle Fiandre del fiammingo August Borms. Crimini di guerra vennero compiuti anche dalla marina tedesca: rispetto alla seconda guerra mondiale, nell'ambito della quale fu verificato un solo caso di violazione delle leggi umanitarie da parte di un U-Boot, nei mari dove venne combattuta la Grande guerra vi furono frequenti mitragliamenti di naufraghi e siluramenti di navi ospedale.

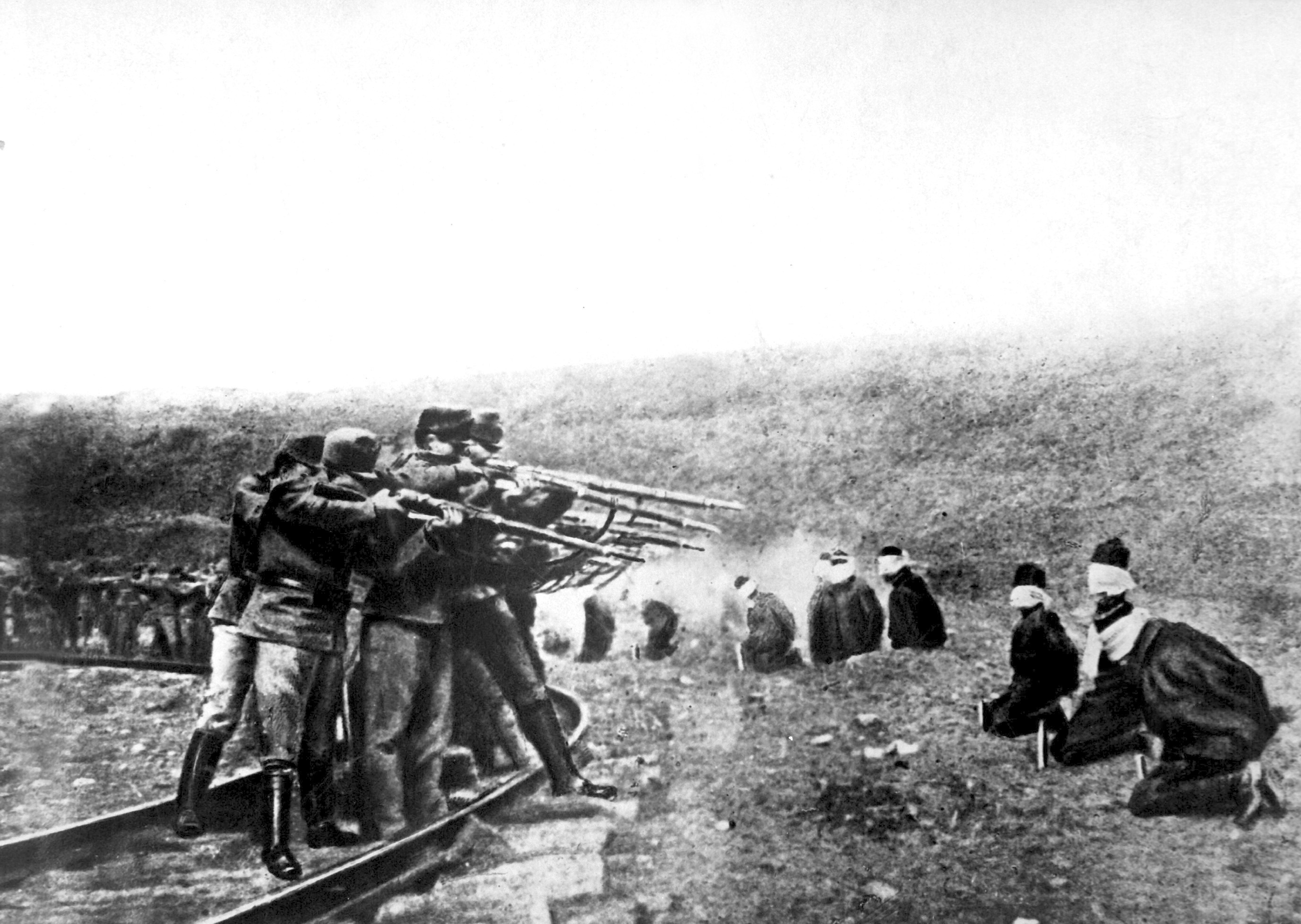
Civili serbi fucilati dalle truppe d'occupazione austro-ungariche

Benché avessero meno occasioni per infierire sulle popolazioni, crimini di guerra furono compiuti anche dalle potenze dell'Intesa. Gli abitanti che popolavano le terre lungo l'Isonzo occupate dagli italiani nel 1915 manifestarono in più di un'occasione i loro sentimenti ostili all'Italia: a Dresenza venne compiuto un attentato, peraltro fallito, contro il generale Donato Etna e per rappresaglia gli italiani uccisero alcuni abitanti; a Villesse, dopo un attacco della popolazione contro i bersaglieri, vennero fucilati più di 100 civili. Da queste terre furono deportati nell'Italia meridionale circa 70 000 abitanti e lo stesso fece l'Austria-Ungheria con i civili italofili, rumeni o serbi. La Russia obbligò le popolazioni tedesche del Volga a trasferirsi in Siberia; circa 200 000 tedeschi che vivevano in Volinia e circa 600 000 ebrei furono deportati dalle autorità russe. Nel 1916 fu inoltre emesso un ordine di espulsione per circa 650 000 tedeschi del Volga a est, ma la rivoluzione russa ne impedì l'attuazione. Molti pogrom accompagnarono i moti rivoluzionari russi e la conseguente guerra civile russa: tra 60 000 e 200 000 civili ebrei vennero uccisi in tutto l'Impero russo.

#### Genocidi etnici

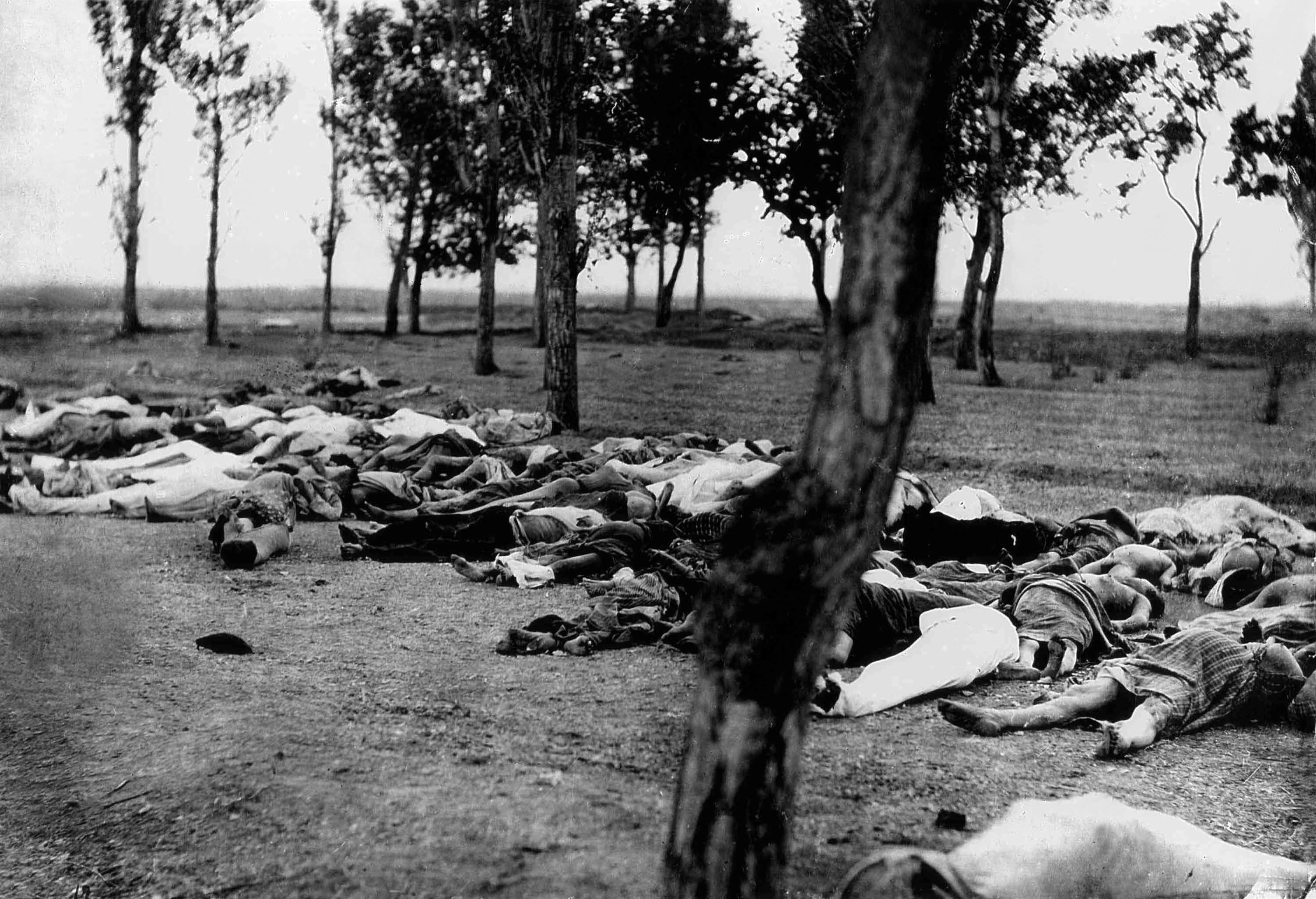
Civili armeni assassinati probabilmente nella primavera del 1915

Tra il 1914 e il 1920 l'Impero ottomano, retto dal governo dei Giovani Turchi, intraprese lo sterminio di massa dei cristiani della Chiesa assira d'Oriente, della Chiesa ortodossa siriaca, della Chiesa cattolica sira e della Chiesa cattolica caldea, operazione che passerà alla storia come "genocidio assiro": si valuta che i morti non siano stati meno di 275 000. Nonostante i numeri enormi, tale genocidio rimase ai margini del dibattito storiografico.
Ben più noto è il cosiddetto "genocidio greco" svoltosi dal 1914 al 1924 ai danni dei greci del Ponto: poiché erano una delle poche minoranze cristiane in Medio Oriente, soffrirono ripetute persecuzioni e uccisioni da parte degli ottomani, una strage che fu definita, non senza polemiche, "genocidio" e che ancora oggi è motivo di controversie tra Turchia e Grecia; a quest'ultima, che riconobbe i massacri come crimini di guerra e che nel 1994 dichiarò il 19 maggio giornata commemorativa, si sono associati vari Stati americani. Le vittime cagionate da fucilazioni, maltrattamenti, malattie e fame sono state calcolate a circa 350 000 nel giro di sette anni.
Nel biennio 1915-1916 l'Impero ottomano decise di deportare le popolazioni armene del Caucaso, ritenute infide e comunque di sentimenti anti-turchi, in Mesopotamia e Siria: centinaia di migliaia morirono durante le marce per fame, malattia o sfinimento. Il genocidio ebbe una breve e violenta ripresa una volta cessate le ostilità, quando Mustafa Kemal sterminò altre decine di migliaia di armeni per rendere più compatto il ceppo razziale turco.

### I costi materiali della guerra
I costi materiali della guerra furono calcolati fin dai primi mesi a scopo polemico, ovvero dissuasivo all'indirizzo delle potenze ancora neutrali come Italia, Stati Uniti o Romania.
Nel suo Diario degli anni di guerra Romain Rolland pubblica le cifre seguenti, ricavate da un articolo del docente all'Università di Copenaghen L. V. Birek, pubblicato nel marzo-aprile 1915 sulla Revue politique internationale allorché s'era ormai capito che il conflitto non avrebbe avuto una scadenza prevedibile:
Il canale di Panama ha richiesto appena il denaro di un mese di guerra. Il ponte della Forth, la grande diga del Nilo a Assuan, il traforo del Gottardo, che sono costati ciascuno 70 milioni, rappresentano il denaro speso in un pomeriggio di guerra. Il canale di Kiel, il canale di Suez, il canale di Manchester, che hanno trasformato il commercio mondiale, sono costati 1500 milioni: una settimana di guerra. Quando la guerra sarà finita, il debito pubblico esigerà 15 miliardi di interessi e di ammortamenti annuali: quanto basta per assicurare in Europa ad ogni uomo una pensione di 400 franchi a partire dall'età di 50 anni.
Conclusione: i 150 miliardi di guerra, per Natale 1915, rappresentano la vita e l'alimentazione di un numero di uomini dieci volte maggiore di quanti ora ne muoiono in guerra.»
Nelle sue Memorie Lloyd George si fa beffe della sommaria previsione di Keynes, contenuta in un documento fatto circolare nel settembre 1915, secondo cui la bancarotta inglese sarebbe sopravvenuta con certezza all'inizio della primavera 1916 se il Regno Unito non avesse rinunciato a provvedere ai suoi alleati. Keynes aveva prescritto tagli severi, e l'avvertenza "ai nostri alleati che, per il futuro, dovranno provvedere a sé stessi. È certo che il nostro attuale regime di spesa è possibile soltanto come un violento sforzo temporaneo, al quale dovrà seguire una forte reazione; che la limitazione delle nostre risorse è imminente; e che in caso d'una qualsiasi spesa noi dobbiamo considerare non già, come fatto finora, se essa sia utile, bensì anche se ce la possiamo permettere.

### Cambiamenti politici
La Grande guerra distrusse equilibri politici consolidati da decenni e ridisegnò i confini nazionali di Europa e Medio Oriente: quattro grandi imperi (tedesco, austro-ungarico, russo e ottomano) erano scomparsi lasciando al loro posto nazioni prostrate dalla guerra; anche i vincitori erano gravati dalle perdite, dalle distruzioni, dalla spesso illusoria promessa di una vita migliore fatta ai soldati che tornavano dai campi di battaglia, dalla complessa gestione delle controversie territoriali tra i nuovi Stati sorti in Europa centro-orientale.
L'Austria-Ungheria, ceduti territori a Italia, Polonia e Romania, si frazionò in una serie di nuovi Stati nazionali: la piccola Prima Repubblica austriaca era etnicamente coesa ma economicamente indebolita e lacerata dai dissidi sociali, come lo era il nuovo Regno dei Serbi, Croati e Sloveni che dovette affrontare i contrasti tra i vari gruppi etnici; più stabile, soprattutto sotto il punto di vista economico, si rivelò la Cecoslovacchia, gravata però dalla presenza di una forte minoranza tedesca nella regione di confine dei Sudeti. L'Ungheria fu decisamente ridimensionata e perse un gran numero di abitanti, fatti che generarono il risentimento dei magiari e una serie di guerre di confine con cechi e romeni, oltre a un tentativo d'instaurare un governo bolscevico a Budapest, soffocato poi nel sangue.

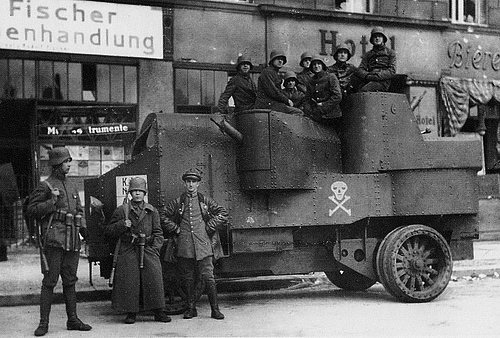
Freikorps tedeschi durante i disordini postbellici su di un'autoblindo Garford-Putilov

La Germania restituì i territori annessi durante la guerra franco-prussiana dell'Alsazia-Lorena alla Francia e cedette porzioni di territorio alla Polonia, tra le quali il cosiddetto "corridoio di Danzica", e qualche altra zona di confine. La monarchia imperiale era crollata ed era stata rimpiazzata dalla debole "repubblica di Weimar", alle prese non solo con una situazione economica disastrosa ma anche con fortissimi conflitti interni e sociali, i quali sfociarono in ribellioni ispirate alla rivoluzione bolscevica, rabbiose repressioni e tentativi di colpo di Stato condotti dai Freikorps, formazioni organizzate dai movimenti reazionari e conservatori con i soldati smobilitati dal fronte. Anche per via dell'intransigenza dei francesi, il trattato di Versailles impose dure condizioni alla Germania, costretta a dover pagare un ingentissimo risarcimento per i danni di guerra e ad accettare una "clausola di colpevolezza per la guerra" che la riconosceva come unica responsabile; queste misure finirono per alimentare il risentimento dei tedeschi e fornire argomenti di propaganda ai partiti nazionalisti ed estremisti. Solo nel 1924, con il governo di coalizione del cancelliere Gustav Stresemann e la firma di un piano di aiuti economici e riorganizzazione del risarcimento dovuto (piano Dawes), la Germania poté ritrovare una certa stabilità.
La dissoluzione dell'Impero russo e della monarchia degli zar lasciò il posto a una serie di guerre: mentre i bolscevichi della neo proclamata Repubblica Socialista Federativa Sovietica Russa affrontavano in una feroce guerra civile le forze controrivoluzionarie dell'Armata Bianca, sostenute da truppe inviate dagli Alleati occidentali, le varie comunità del multietnico impero insorsero in armi nel tentativo di costituire proprie patrie nazionali, scontrandosi anche le une con le altre per definire i nuovi confini; in particolare fu la nuova repubblica di Polonia, tornata indipendente dopo oltre un secolo di occupazione straniera, ad affrontare i bolscevichi in una sanguinosa guerra per definire i propri confini orientali, conclusasi poi nel 1921. La sconfitta dei "bianchi" e la proclamazione dell'Unione Sovietica il 30 dicembre 1922 diedero stabilità alla caotica situazione orientale: i russi ristabilirono il loro dominio su Ucraina, Bielorussia e regioni caucasiche, ma dovettero accettare l'indipendenza di Finlandia, Polonia e Paesi baltici.

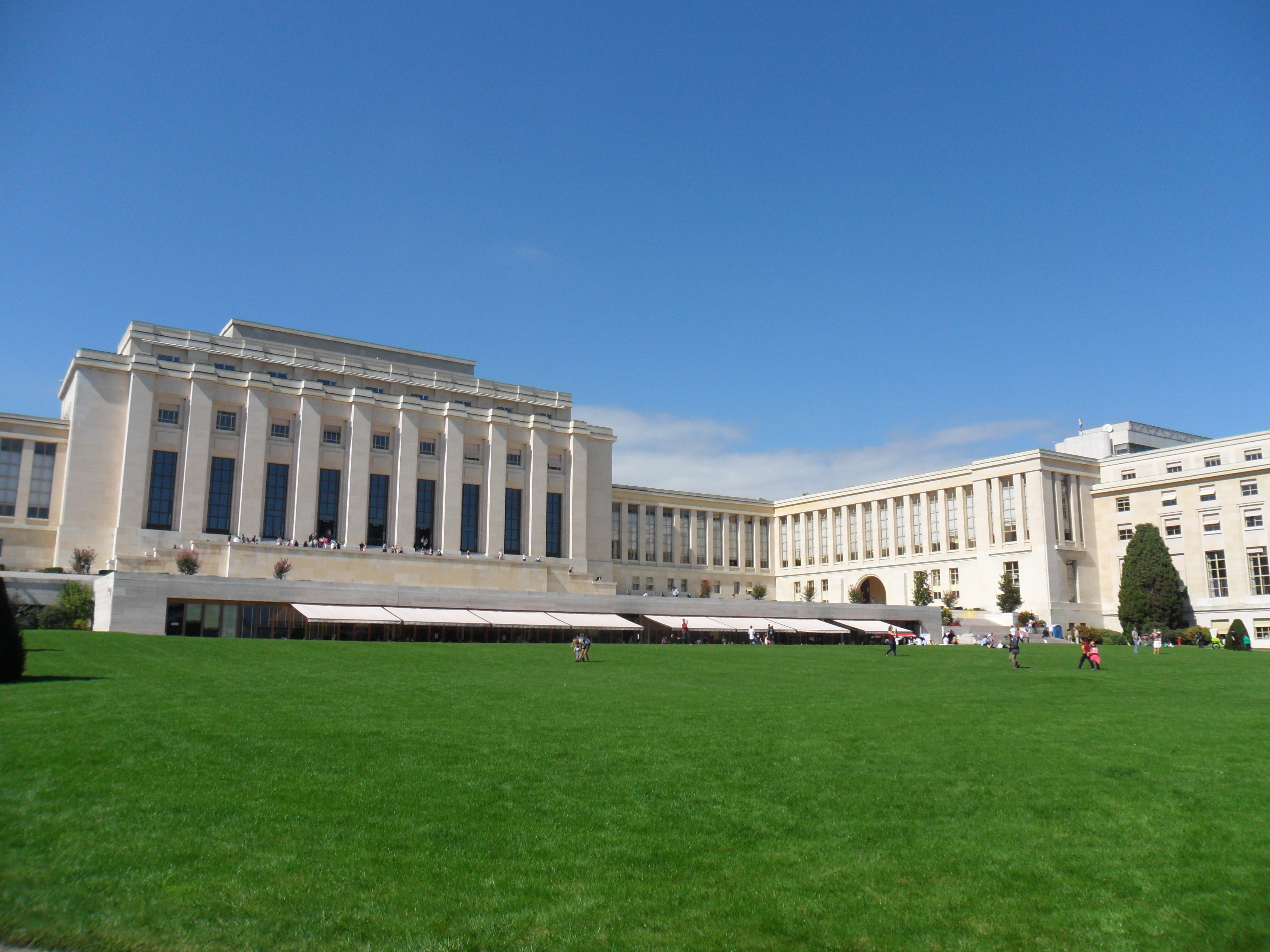
La sede della Società delle Nazioni a Ginevra

L'Impero ottomano fu spartito tra gli Alleati vittoriosi: Siria e Libano andarono alla Francia mentre il Regno Unito acquisì la Palestina, la Transgiordania e la Mesopotamia, dove fu costituito il nuovo Stato dell'Iraq; la mossa scontentò i nazionalisti arabi, insorti contro i turchi dietro le promesse d'indipendenza fatte dagli Alleati, gettando i germi di nuove rivolte. Ridottasi alla sola Anatolia, la Turchia visse un periodo di tumulti e conflitti: sotto la guida di Mustafa Kemal le forze turche intrapresero una serie di guerre contro greci e armeni, riuscendo a dare al paese i confini odierni; nell'ottobre 1923 il sultanato fu abolito e la Turchia divenne una repubblica guidata dallo stesso Kemal. La spartizione dell'impero coloniale tedesco, diviso tra Francia, Regno Unito e Giappone, generò lo scontento dell'Italia, aggravato dalla negazione di molte delle promesse fattele nel patto di Londra del 1915 e dando un potente strumento ai nazionalisti italiani che poterono parlare di una "vittoria mutilata".
Negli anni del dopoguerra si presentò anche la prima crisi del colonialismo europeo: alcuni Stati, da lungo tempo sotto il giogo delle grandi potenze, cominciarono a rivendicare la propria indipendenza e causarono non pochi problemi all'Europa, specialmente riguardo al commercio di materie prime. Il presidente statunitense Wilson assunse il ruolo di mediatore e inaugurò una missione di civilizzazione volta a migliorare le nazioni più arretrate in modo da concedere loro l'indipendenza, non prima di averle affidate alla guida di potenze quali la Francia o il Regno Unito. Questi movimenti nazionalistici riguardarono in particolar modo paesi dell'Oriente, del Medio Oriente (come la Cina, l'India, l'Iraq e il Libano) e anche africani (quali l'Egitto o la Cirenaica). Gli Alleati, e soprattutto il presidente Wilson, si proposero di organizzare un nuovo sistema globale, fondato sulla risoluzione delle controversie per vie pacifiche e sull'autodeterminazione dei popoli. In un discorso che tenne davanti al Senato degli Stati Uniti l'8 gennaio 1918, Wilson riassunse i suoi propositi in quattordici punti sui quali spiccava il pensiero che dovesse esserci una "pace senza vincitori", poiché a suo parere una pace imposta avrebbe contenuto il germe di una nuova guerra. Wilson fu tra gli strenui sostenitori della formazione di una "Società delle Nazioni", organismo internazionale mondiale che scongiurasse altri conflitti: la Società fu formalmente istituita il 28 giugno 1919 ma il Senato statunitense votò contro l'ingresso degli Stati Uniti nell'organismo, sostenendo invece una forte politica isolazionista del paese.

### Effetti economici e sociali

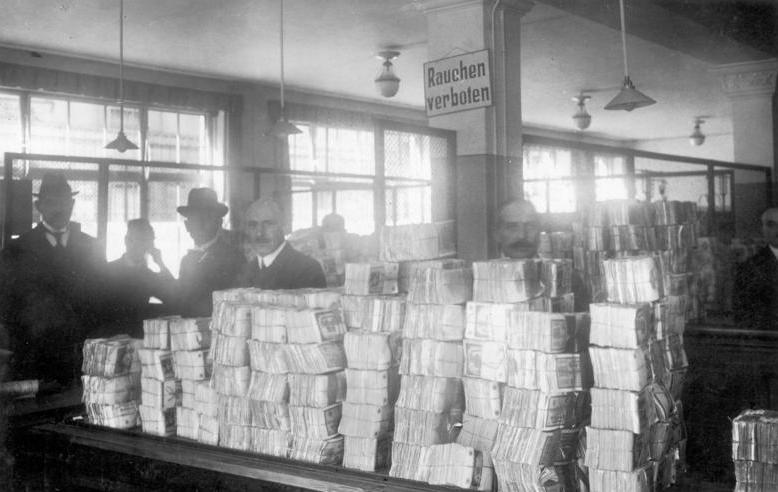
L'iperinflazione in Germania: pacchi di banconote tedesche ormai senza valore

La guerra ebbe importanti effetti anche sul piano socioeconomico di tutti i paesi. Gli assetti economici mondiali subirono un cambio radicale, con l'Europa che iniziò a cedere molte posizioni ai paesi extraeuropei: una tendenza iniziata anche prima del 1914, ma che fu catalizzata dalla guerra. Gli enormi costi economici del conflitto obbligarono le nazioni europee a liquidare i loro investimenti all'estero e chiedere prestiti ad altre nazioni, circostanza dalla quale gli Stati Uniti trassero enormi vantaggi: nel 1917 Washington fornì prestiti al Regno Unito per un totale di 4 miliardi di dollari e nel complesso gli investimenti all'estero degli Stati Uniti passarono dai 3,5 miliardi di dollari nel 1914 a 7 miliardi nel 1919; alla fine della guerra il centro finanziario mondiale si era spostato da Londra a New York. Il Giappone, che godette di analoghi benefici, assunse il controllo di diverse rotte commerciali nella zona del Pacifico e vide una espansione e diversificazione della propria base industriale, condizioni che gli permisero di diventare per la prima volta nella sua storia un paese creditore invece che debitore. Stati come Brasile e Argentina sfruttarono il periodo bellico per rompere il vecchio schema che li vedeva come esportatori di materie prime in cambio dei prodotti finiti europei, iniziando a sviluppare proprie basi industriali che andarono a soppiantare parte dello spazio occupato dalle esportazioni delle nazioni europee.
La ripresa economica degli Stati europei fu lenta, a causa di vari fattori nazionali (la Germania fu ostacolata dall'alto debito di guerra da pagare e dall'iperinflazione galoppante, la Francia dalla perdita dei capitali investiti nella Russia zarista) e internazionali, legati alle restrizioni al libero commercio e all'imposizione di alte barriere doganali negli Stati Uniti e altrove. Una vera ripresa economica si ebbe a partire dal 1924 ma le nazioni europee mancarono di spirito collaborativo e preferirono reggersi unicamente sulle proprie forze e possibilità, scelta individualista che facilitò l'esplosione della crisi economica seguente alla caduta della borsa di Wall Street del 1929: poiché il centro di gravità dell'economia mondiale si era stabilmente spostato negli Stati Uniti, quando questi andarono in crisi trascinarono con sé il resto del mondo.

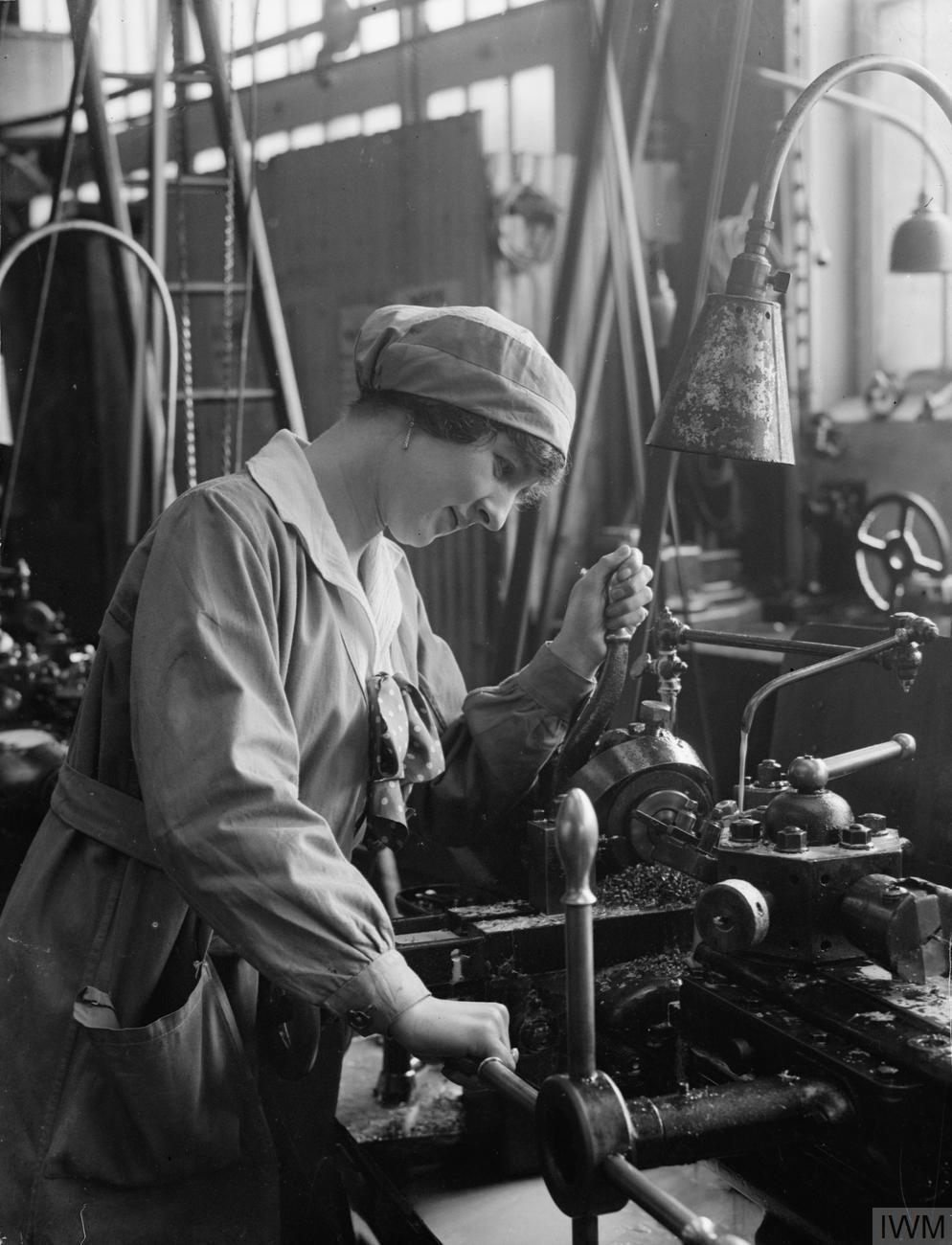
Un'operaia britannica al lavoro durante il periodo della Grande guerra

La vita sociale aveva subito enormi strappi: 66 milioni di uomini erano stati inviati al fronte e i superstiti, al ritorno, trovarono condizioni disastrose, crisi economiche, penuria di viveri e, soprattutto nelle nazioni sconfitte, forti conflitti sociali sfocianti spesso in scontri sanguinosi. Il cameratismo nato tra i soldati al fronte fu spesso piegato a fini politici interni: oltre ai Freikorps tedeschi, ne furono un esempio i Black and Tans britannici (corpo armato costituito con i reduci smobilitati a fine conflitto e impiegato per le azioni più brutali durante la guerra d'indipendenza irlandese) o gli Arditi italiani (uomini scelti e addestrati per le azioni più rischiose, molti dei quali confluirono a guerra finita nelle formazioni dello squadrismo fascista).
Da un punto di vista sociale, tuttavia, la guerra non produsse solo effetti negativi: trasformazioni già iniziate ma che tardavano ad affermarsi subirono un'improvvisa accelerazione, allentando la stretta del sistema di classe. Importanti furono gli sviluppi in materia di emancipazione femminile e in molti dei paesi belligeranti le donne videro il proprio ruolo sociale ampliarsi rispetto a quello tradizionale di "madri di famiglia"; il richiamo al fronte di milioni di uomini rese indispensabile l'apporto della manodopera femminile in agricoltura ma anche e soprattutto nell'industria: in Austria-Ungheria, se nel 1913 solo il 17,5% degli operai dell'industria era donna, nel 1916 questa percentuale era salita al 42,5%, mentre nella Germania del 1918 la quota della manodopera femminile nelle industrie di tutti i tipi raggiunse il 55%, con orari e condizioni di lavoro pari a quelli degli uomini. La creazione di un gran numero di enti e uffici per gestire le nuove funzioni burocratiche ed economiche affidate allo Stato in tempo di guerra (solo in Francia la burocrazia statale crebbe del 25%) ebbe come conseguenza un elevato afflusso di manodopera femminile nella pubblica amministrazione e nei servizi statali. Donne furono impiegate anche più direttamente nel conflitto: oltre che per i tradizionali ruoli di infermiere e assistenti sanitarie, furono reclutate in vari corpi incaricati di svolgere i servizi logistici nelle retrovie del fronte (come il Signal Corps Female Telephone Operators Unit, che gestiva le comunicazioni telefoniche del corpo di spedizione statunitense). A parte casi isolati anche in altri eserciti solo la Russia reclutò, nell'ultima fase del conflitto, unità da combattimento interamente femminili, che tuttavia ebbero un ridotto impiego al fronte.

### L'influenza culturale

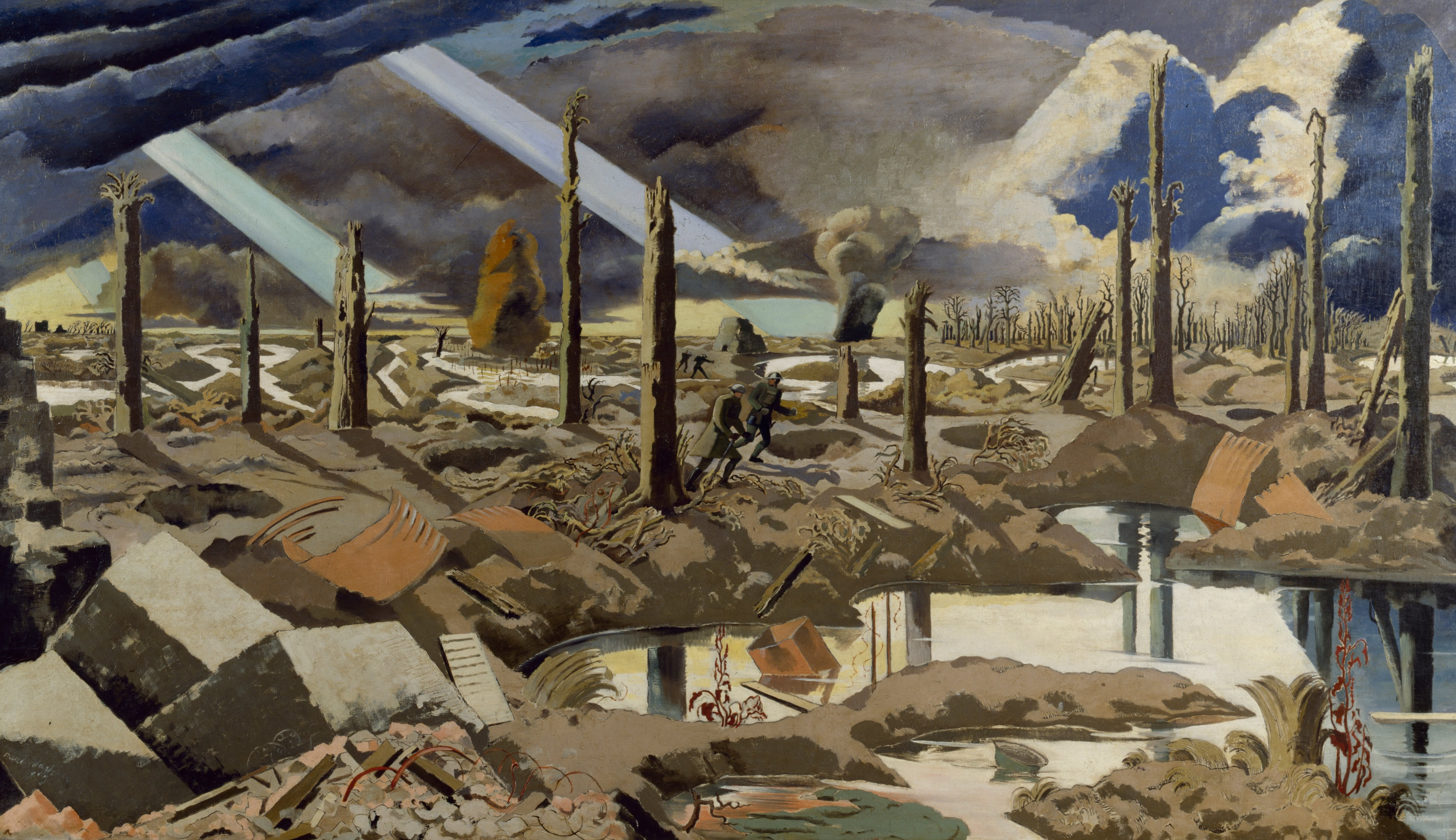
The Menin Road, quadro di Paul Nash

La Grande guerra ebbe una profonda influenza sul mondo della letteratura e delle arti figurative. Il conflitto ispirò una copiosa produzione letteraria, sia di poesia sia di narrativa: un gran numero di poesie e raccolte di poesie composte dagli stessi militari al fronte furono pubblicate già durante la guerra (tra le altre, quelle dei britannici Wilfred Owen e Isaac Rosenberg e dell'italiano Giuseppe Ungaretti), spesso critiche nei confronti della propaganda e concentrate sulle sofferenze dei soldati in trincea. Una delle prime opere di narrativa sul conflitto fu invece il romanzo Il fuoco del francese Henri Barbusse, edito nel 1916 che, sfidando la censura, sferrò una critica durissima al militarismo e alla guerra riuscendo ad aggiudicarsi il Premio Goncourt. Il dopoguerra vide un'ampia pubblicazione di romanzi, memoriali e diari scritti da combattenti ed ex combattenti: molte delle opere più famose uscirono nel periodo compreso tra la metà degli anni 1920 e la fine degli anni 1930, quando furono pubblicati I sette pilastri della saggezza di Thomas Edward Lawrence, Addio a tutto questo di Robert Graves, Niente di nuovo sul fronte occidentale di Erich Maria Remarque, Addio alle armi di Ernest Hemingway e Un anno sull'Altipiano di Emilio Lussu.
Le esigenze della propaganda stimolarono la produzione artistica: tutti i principali eserciti belligeranti non solo inviarono al fronte fotografi ufficiali e unità cinematografiche militari per riprendere (pur sotto i rigidi vincoli della censura) i combattimenti, ma patrocinarono anche le opere di "pittori di guerra" inviati a documentare le attività belliche e disegnatori impegnati nella realizzazione di manifesti e illustrazioni propagandistiche (celebri, in tal senso, le opere del francese Jean-Jacques Waltz, meglio noto come "Hansi"). La guerra ispirò opere convenzionali ma anche forti sperimentazioni e movimenti d'avanguardia contrari alla tradizione; sebbene non mancassero artisti e movimenti artistici favorevoli alla guerra (celebre il caso del futurismo italiano), molti degli artisti più noti maturarono atteggiamenti di forte opposizione dopo le loro esperienze dirette al fronte, mettendo in mostra tutta la barbarie e l'assurdità del conflitto: fu questo il caso, per esempio, dei pittori britannici Paul Nash e Wyndham Lewis o dei tedeschi Otto Dix e George Grosz o degli italiani Anselmo Bucci e Galileo Chini.
La guerra ispirò una notevole produzione cinematografica, che proprio quando scoppiò il conflitto stava affermandosi come principale divertimento di massa. I film realizzati durante il periodo avevano intenti propagandistici, trasmettendo l'idea di una guerra come confronto tra "Bene" e "Male" e veicolando messaggi patriottici anche nel caso di opere di evasione (come nelle pellicole Maciste alpino o Charlot soldato); molte delle pellicole realizzate nel primo dopoguerra tesero a mitizzare il conflitto e a smorzarne l'orrore, calandolo nel contesto di storie romantiche, avventurose o focalizzate sul tema del cameratismo tra i soldati al fronte. Con poche eccezioni (come All'ovest niente di nuovo, trasposizione del romanzo di Remarque uscita nel 1930, e La grande illusione del 1937), i film di denuncia della guerra e della sua insensatezza comparvero solo nel secondo dopoguerra: tra questi Orizzonti di gloria di Stanley Kubrick, Oh, che bella guerra! di Richard Attenborough e Per il re e per la patria di Joseph Losey.

### La pace e la memoria

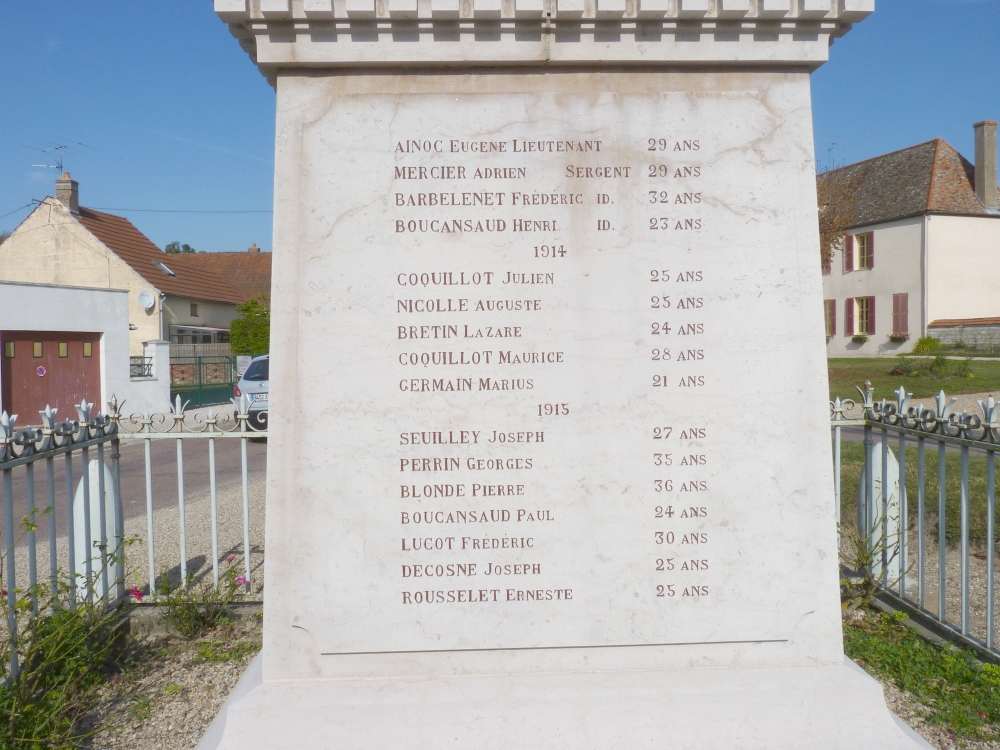
Un tipico memoriale della prima guerra mondiale, qui a Pagny-le-Château in Francia

Al termine del conflitto in tutta Europa, su ogni campo di battaglia e in ogni città e paese in lutto, sorsero monumenti commemorativi di varia estensione come a Vimy, a Thiepval, a Douaumont oppure a Redipuglia. Parallelamente si alternarono in tutti i campi di battaglia cerimonie e commemorazioni: nell'autunno 1920 il capo della Commissione imperiale per le tombe di guerra britanniche scelse cinque spoglie tra i caduti senza nome sul fronte occidentale, uno solo dei quali venne selezionato dal tenente colonnello Henry Williams per essere inumato a Londra e dare a centinaia di migliaia di persone un luogo dove ricordare e pregare i propri cari dispersi in battaglia. La salma fu scortata per tutto il nord della Francia, poi il feretro salpò per la Gran Bretagna a bordo del cacciatorpediniere Verdun e l'11 novembre 1920 ebbe luogo a Londra la solenne cerimonia funebre del "Milite Ignoto".
Una dopo l'altra le tombe del Milite Ignoto vennero inaugurate in tutti i paesi partecipanti al conflitto appena concluso. I tedeschi ne eressero una a Tannenberg nel 1927 e una al Neue Wache di Berlino nel 1931; a Parigi venne posizionata la tomba del Milite Ignoto alla base dell'Arco di Trionfo; in Italia venne affidata a Maria Bergamas, la madre del volontario irredento Antonio Bergamas, disperso in combattimento, la scelta di una salma tra undici bare di soldati non identificati caduti in vari fronti di battaglia. La bara prescelta fu deposta in un carro ferroviario che sfilò in tutta Italia fino a Roma, dove il 4 novembre 1921 fu prima deposta nella Basilica di Santa Maria degli Angeli e dei Martiri, poi traslata negli anni trenta al Vittoriano.
Su tutti i campi di battaglia nacquero cimiteri di guerra gestiti dalle commissioni di guerra dei diversi paesi, che diventarono meta di pellegrinaggio per chi era alla ricerca di un proprio caro o per commemorare un commilitone. Non passò anno senza che si celebrasse qualche cerimonia o si inaugurasse un monumento. Le cerimonie conobbero una stasi durante il secondo conflitto mondiale, quando molti dei campi di battaglia vennero occupati dai tedeschi, ma dopo la fine del conflitto ripresero regolarmente.

## L'avanzamento tecnologico

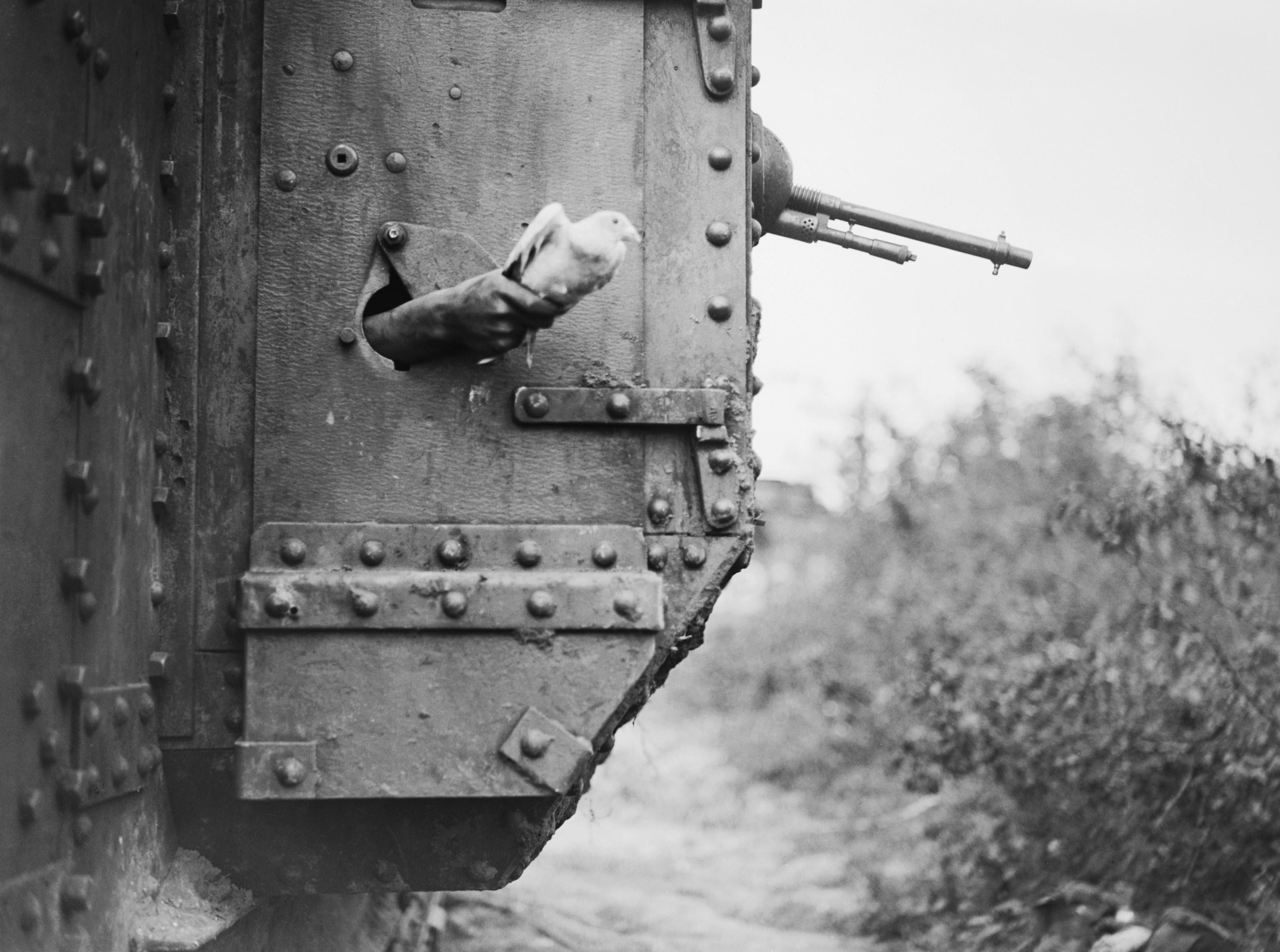
Paradossale immagine in cui si accosta la innovativa tecnologia del carro armato all'uso del piccione per comunicare con le retrovie, Albert, agosto 1918

Gli anni della prima guerra mondiale videro la più rapida accelerazione del progresso tecnologico militare della storia. Se si eccettua l'invenzione della bomba atomica, durante la seconda guerra mondiale le innovazioni tecnologiche si succedettero con ritmo molto più lento e gli armamenti, le tattiche, l'organizzazione delle forze armate coinvolte non subirono sostanziali cambiamenti. Durante la Grande guerra accadde invece che le compagnie di fanteria francesi, tedesche e britanniche nel 1918 fossero completamente diverse da quelle del 1914 per la struttura organica, tattiche e armamenti.
All'inizio della guerra nessun esercito intuiva ancora che la mitragliatrice leggera sarebbe diventata la principale arma della fanteria e che gli aeroplani, utilizzati esclusivamente per l'osservazione aerea, sarebbero diventati mezzi veloci e ben armati in grado di fornire appoggio tattico. Nel 1918 i soldati indossavano elmetti d'acciaio, erano dotati di maschere antigas, si proteggevano usando sbarramenti di filo spinato, combattevano muniti di una vasta gamma di armi (molte di recente introduzione come le bombe a mano o i lanciafiamme) e potevano contare sul supporto di carri armati e di forze aeree. L'esuberante sviluppo tecnologico fece debordare il conflitto dai confini del campo di battaglia vero e proprio, coinvolgendo le città nelle retrovie e facendo dei civili un bersaglio delle operazioni belliche: questo sia a causa dell'incremento della gittata dell'artiglieria (il Parisgeschütz tedesco era capace di colpire la capitale francese da 120 chilometri di distanza), sia delle prime tecniche di bombardamento strategico eseguito inizialmente tramite dirigibili e poi con i primi rudimentali esemplari di bombardieri strategici (come il Gotha G.IV tedesco, l'Handley Page Type O britannico, i Caproni italiani).
Fra i vari oggetti di uso quotidiano, l'odierno orologio da polso si diffuse proprio nella Grande guerra (per ovvi motivi pratici: l'orologio da tasca era decisamente scomodo, e sopravviveva brevemente nelle condizioni operative), passando attraverso la forma transitoria denominata orologio da trincea.

## L'esperienza dei soldati

### Guerra e ammutinamento

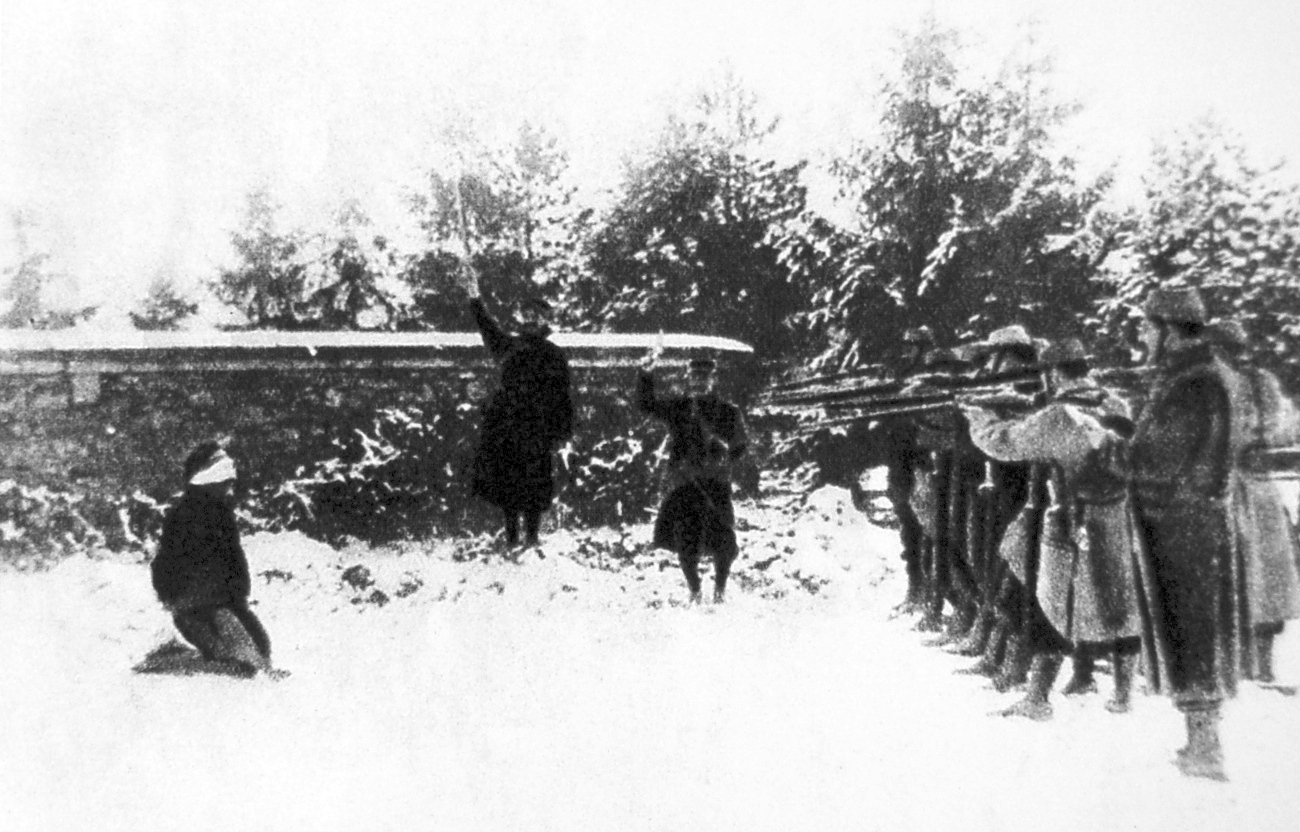
L'esecuzione di un disertore francese a Verdun

In tutti gli eserciti belligeranti la giustizia militare riuscì generalmente a tenere sotto controllo gli episodi d'insubordinazione, diserzione e ammutinamento tra le truppe, ricorrendo spesso a giudizi severi e scarsamente rispettosi dei diritti degli imputati. Particolarmente caustica fu la giustizia militare italiana, che durante la guerra condusse 350 000 processi per 150 000 condanne, di cui più di 4 000 alla pena capitale: il numero dei fucilati italiani (in seguito a un processo, per quanto poco garantista) si attestò a 729, cui vanno aggiunti oltre 300 casi di esecuzioni sommarie sul campo secondo il metodo della decimazione (una pratica seguita nel solo Regio Esercito). A titolo di paragone, l'esercito britannico (con un numero di mobilitati più o meno pari a quello italiano) fucilò 350 soldati durante la guerra e quello francese (con un numero doppio di effettivi) 600, con solo rarissimi casi di esecuzione sommaria.
Nel 1917, dopo quasi tre anni di scontri sanguinosi con risultati modesti, iniziò a serpeggiare nelle file di molti eserciti un forte malcontento che assunse diverse forme, dai casi di semplice indisciplina fino all'insubordinazione, per arrivare a vere e proprie sommosse e ammutinamenti in particolare dopo la diffusione delle prime notizie sulla rivoluzione in Russia, dove i soldati si schierarono in massa con i dimostranti bolscevichi.
Nel maggio 1917 vari reparti francesi reduci dalla fallimentare offensiva Nivelle iniziarono una vasta serie di ammutinamenti e sommosse, tornando nelle retrovie e rifiutandosi di obbedire agli ordini; il fenomeno si estese poi a circa metà dell'esercito francese, coinvolgendo circa 50 divisioni. Il 1º giugno a Missy-aux-Bois un reggimento di fanteria francese s'impadronì della città e nominò un "governo pacifista"; per una settimana regnò il caos in tutto il settore del fronte mentre gli ammutinati si rifiutavano di tornare a combattere. Le autorità militari agirono tempestivamente e sotto il pugno di ferro di Pétain cominciarono gli arresti di massa e s'insediarono le corti marziali, che giudicarono colpevoli di ammutinamento 23395 soldati, dei quali più di 400 furono condannati a morte (sentenza poi ridotta a 50 fucilati e lavori forzati nelle colonie penali per gli altri). Contemporaneamente Pétain, per ricondurre sotto controllo le truppe, concesse ai soldati periodi di riposo più lunghi, congedi più frequenti e rancio migliore: dopo sei settimane gli ammutinamenti erano cessati.
Tutti i principali eserciti belligeranti (con l'eccezione di quello statunitense) vissero episodi di ammutinamento e indisciplina collettiva più o meno estesi nel periodo tra il 1917 e il 1918. Nel luglio 1917 una brigata italiana acquartierata vicino a Palmanova si ammutinò e anche se l'episodio si esaurì nel giro di pochi giorni, le autorità reagirono severamente con 32 uomini fucilati di cui 12 tratti a sorte secondo il sistema della decimazione; il morale pessimo fu poi una delle cause dello sgretolamento di molti reparti durante la ritirata di Caporetto a novembre. L'esercito britannico ebbe un unico caso d'indisciplina collettiva, quando nel settembre 1917 truppe acquartierate nel campo di riposo di Étaples si scontrarono con la polizia militare a causa delle dure condizioni cui erano sottoposte; la cosa fu effimera e non lasciò particolari conseguenze. L'esercito austro-ungarico fu afflitto da continui episodi di diserzione e nelle ultime fasi del conflitto i reparti si divisero su base etnica rifiutandosi di eseguire gli ordini. L'esercito tedesco si dimostrò molto più resistente, ma dopo il fallimento delle ultime offensive a occidente nell'agosto 1918 sperimentò anch'esso episodi di disobbedienza e di resa in massa. A novembre fu l'intera flotta tedesca di superficie ad ammutinarsi: bloccati in porto dall'inattività, con poco cibo e disciplina ferrea, i marinai insorsero contro la decisione dei loro ufficiali di sacrificarli in un ultimo attacco suicida contro la Royal Navy, dando un contributo importante al crollo del regime monarchico.

### Prigionia

Prigionieri tedeschi in Francia

La prima guerra mondiale conobbe anche i primi fenomeni di detenzione di massa con milioni di detenuti o deportati, poi reclusi per mesi o anni. Secondo alcune stime ufficiali i prigionieri di guerra catturati da entrambi gli schieramenti furono complessivamente circa otto milioni e mezzo: quattro milioni catturati dalle potenze dell'Intesa e circa quattro milioni e mezzo catturati dagli Imperi centrali. I soli prigionieri russi detenuti nei campi austro-ungarici furono tra i due milioni e i due milioni e mezzo e solo un moderno sistema ferroviario poteva gestire un tale afflusso di uomini, che causò comunque enormi problemi logistici e organizzativi che non si erano mai presentati in misura analoga. Spesso l'arrivo dei prigionieri avveniva a ondate, ciascuna composta da varie migliaia di uomini, e le strutture di detenzione dovevano essere approntate in fretta con agglomerati di baracche recintate, in alcuni casi a opera degli stessi prigionieri. A Rastatt, nel Baden-Württemberg, esisteva un campo denominato Russenlager perché era stato costruito dai soldati russi catturati nelle prime fasi della guerra: in Germania dopo un solo mese di guerra i prigionieri erano già 200 000, salirono a 600 000 nel gennaio 1915 e a 1 750 000 alla fine del 1916. L'Impero tedesco occupò i prigionieri "occidentali" nell'industria di guerra, elargendo piccole paghe e un trattamento discreto; russi e rumeni continuarono invece a soffrire la fame nei campi di prigionia e forse non più della metà di essi sopravvisse alla guerra. All'inizio del 1916 la Russia aveva catturato 100 000 tedeschi e 900 000 austro-ungarici: non furono sottoposti a particolari vessazioni, ma il freddo e le privazioni varie ne avevano già uccisi 70 000 alla fine dell'anno.
Le enormi e impreviste difficoltà incontrate nell'organizzare, registrare, ricoverare e nutrire le masse di detenuti comportò una diffusa privazione materiale a danno dei prigionieri. Questi vissero generalmente in condizioni pietose: tutti i prigionieri subirono la fame, le epidemie, soffrirono condizioni igieniche precarie e occasionali episodi di crudeltà ma non sistematici atti di atrocità, una situazione che distinse nettamente la prima dalla seconda guerra mondiale. Ad aggravare la situazione in Germania e Austria si aggiunsero le dure misure di razionamento, provocate dal blocco navale dell'Intesa: la popolazione civile fu la prima vittima, quindi anche i campi di prigionia dovettero presto ridurre gli approvvigionamenti. Così gli internati patirono, oltre ai rigori della disciplina, anche la fame e il freddo e molti morirono di malattie, in particolare tubercolosi e inedia; neppure l'assistenza delle famiglie assicurava la sopravvivenza dei prigionieri. Di ciò si resero conto le potenze dell'Intesa, che conclusero accordi con gli Imperi centrali - interessati ad alleggerire il peso delle esigenze alimentari interne - per mettere in atto un sistema governativo di aiuto ai prigionieri. Il governo italiano invece, convinto di non poter contare sulla fedeltà dei combattenti e ossessionato dalle diserzioni, proibì qualunque pratica di aiuti organizzati ai prigionieri per scoraggiare le diserzioni. Inoltre nell'agosto 1915 i comandi austro-ungarici ebbero l'ordine di trattare i prigionieri italiani, appartenenti a una nazione "traditrice", più duramente dei prigionieri russi o serbi, considerati avversari "leali". Questi fattori ebbero risultati disastrosi; dei 600 000 italiani caduti in mano austro-ungarica almeno 100-120 000 morirono, il 65% circa dei quali per tubercolosi, cachessia o inedia.

### Corrispondenza dal fronte

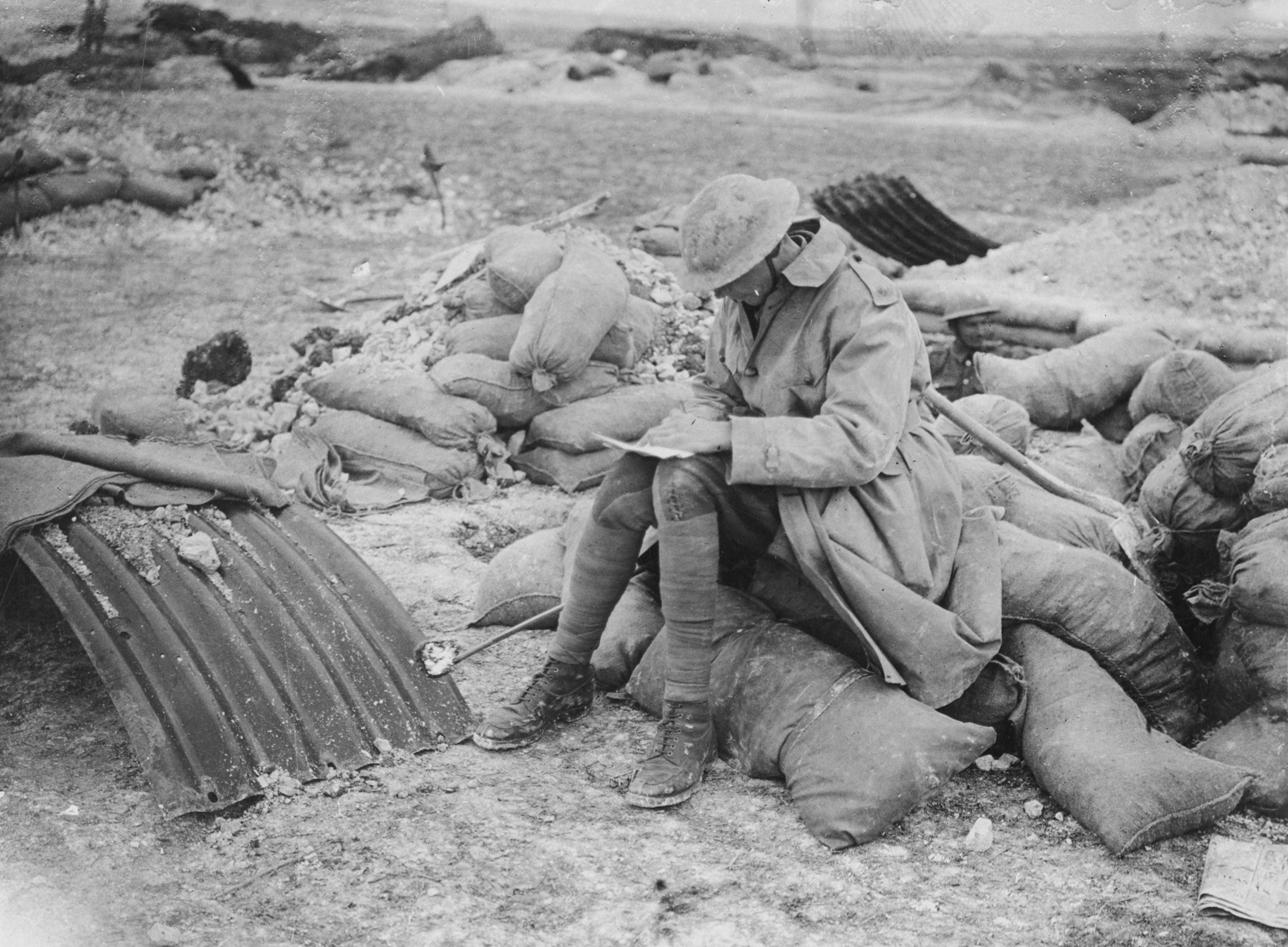
Un ufficiale britannico scrive a casa

La prima guerra mondiale portò a una enorme mobilitazione di uomini, come mai si era vista nella storia, e la massiccia partecipazione di uomini lasciò dietro di sé una gigantesca quantità di testimonianze e prove documentali, che ne delineò gli aspetti peculiari e allo stesso modo generò le fonti necessarie a ripercorrere gli aspetti e i comportamenti che queste masse di uomini comuni ebbero nei confronti della guerra. I soldati che presero parte al conflitto e i loro congiunti lasciarono cospicue tracce scritte dell'esperienza bellica. Miliardi di lettere, inviate e ricevute, oltre a un numero imprecisato di diari e memorie autobiografiche incardinate attorno alla Grande Guerra, rappresentano un importante giacimento di storie di vita e memorie da cui attingere per ricostruire gli aspetti culturali e della mentalità legati al processo di accettazione, rifiuto e difesa indotti dalla guerra, ai traumi causati dalle precarie condizioni di vita e dalle atrocità compiute e viste dai combattenti.
La guerra suscitò, nelle truppe ai fronti e nei civili a casa, un assai forte desiderio di scrittura che raggiunse tutti i combattenti e i relativi destinatarî (famigliari, parenti, amici), di ogni paese belligerante e su ogni fronte, qualsiasi fosse il loro livello culturale. Nel dopoguerra è stato calcolato che in Germania la corrispondenza recapitata durante il conflitto ammontasse a circa trenta miliardi di missive (circa dieci milioni di invii giornalieri verso le zone di guerra tra lettere, cartoline e pacchi postali e sette milioni di spedizioni dal fronte) e in Francia a dieci miliardi; nel Regno Unito si è calcolato che i soldati dispiegati al fronte inviassero circa venti milioni e mezzo di missive a settimana, mentre sul fronte italiano si stima un recapito di quasi quattro miliardi di lettere e cartoline postali, delle quali circa due miliardi e centotrentasette milioni erano le missive inviate dal fronte verso l'interno, un miliardo e cinquecentonove milioni le missive che fecero il viaggio contrario e circa duecentosessantatré milioni quelle scambiate tra i militari. Occorre però notare come il tasso di analfabetismo registrato in Italia nel 1911 (37,6% in media, contro il 5% in Francia) fosse ben più elevato di quello attestato nelle maggiori potenze europee; questo fa apparire i dati italiani ancor più sorprendenti, dato che ciò significa che oltre due milioni di soldati degli oltre cinque milioni mobilitati non possedevano le competenze alfabetiche al momento della partenza per la guerra. Al contrario, per esempio, dei soldati francesi, che usavano la lingua scritta nazionale appresa a scuola, i soldati italiani usarono spesso un linguaggio improvvisato legato alla trascrizione del dialetto locale, con il quale potevano capirsi solo tra compaesani e con i parenti, a casa.

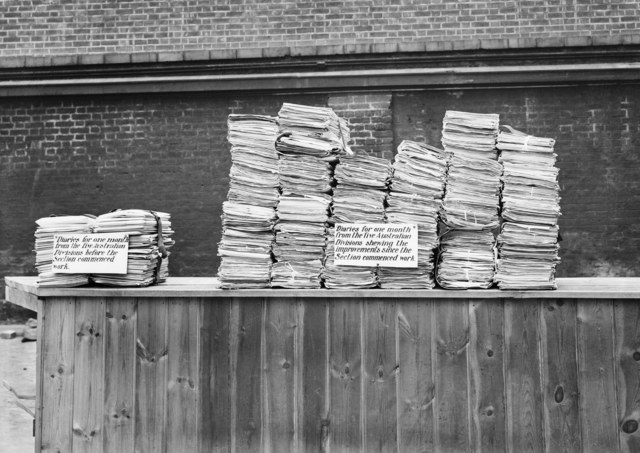
La pila mensile di diari di guerra compilati dalle divisioni australiane sul fronte occidentale, prima e dopo l'istituzione del Australian War Records Section nel maggio 1917; organo militare che ne garantiva la conservazione

Scrivere lettere rappresentò per molti un faticoso esordio nella comunicazione scritta, spinto dal bisogno di relazionarsi con un interlocutore assente attraverso un contatto comunicativo non istantaneo e regolato da codici grafici in gran parte sconosciuti. Molte missive popolari infatti riproducono sulla carta uno scambio colloquiale, ma ciò non significa che alla rozzezza sintattica e morfologica dei testi corrisponda una banalità dei contenuti. Al contrario, le scritture epistolari della gente comune sono testi complessi che necessitano di un'accurata opera di decodificazione e sono capaci di restituire una memoria dell'evento altrimenti inattingibile. Scrivere significava essere ancora vivi; contemporaneamente l'arrivo della corrispondenza, vissuto con impazienza, rappresentava la rassicurante conferma di non essere soli e dimenticati. Numerose, da parte dei tanti contadini al fronte, le richieste di informazioni riguardanti l'andamento delle faccende agricole e casalinghe, seguite con molto scrupolo seppur con gli insuperabili limiti della distanza da casa. La maggior parte delle missive proveniva dalla trincea, e ne descriveva la quotidianità, la sofferenza e la noia, molto ricorrente nei periodi di stasi operativa, che si andava a scontrare fortemente durante i brevi e intensi periodi di battaglia, durante i quali i soldati cercavano di descrivere l'esperienza bellica, che nella maggior parte dei casi risultava indescrivibile. Ciò non fece rinunciare i soldati a raccontarla, o almeno provare a farlo, ma descrivere un'esperienza così traumatica, nuova e lacerante fu per molti soldati una vera e propria impresa. Comprimere in una missiva una tale mole di sollecitazioni sensoriali non fu affatto semplice, soprattutto in mancanza di adeguate competenze linguistiche, e anche per questo molti soldati usarono inconsciamente o meno dei modelli definiti di scrittura, con formule di esordio riguardanti la salute, comode per gli scriventi e rassicuranti per i destinatari, e affidando la chiusura delle lettere con ridondanti espressioni di congedo, molto probabilmente apprese durante i percorsi scolastici e di svago nelle retrovie dei vari fronti. Tuttavia questo "rituale" non impedì di personalizzare i testi grazie all'uso volontario di espressioni dialettali, ricorrendo all'ironia, alla rassegnazione e a tutta una serie di atteggiamenti sfumati, pesantemente condizionati da timori di censura e da ancor più inibitorie limitazioni di autocensura.

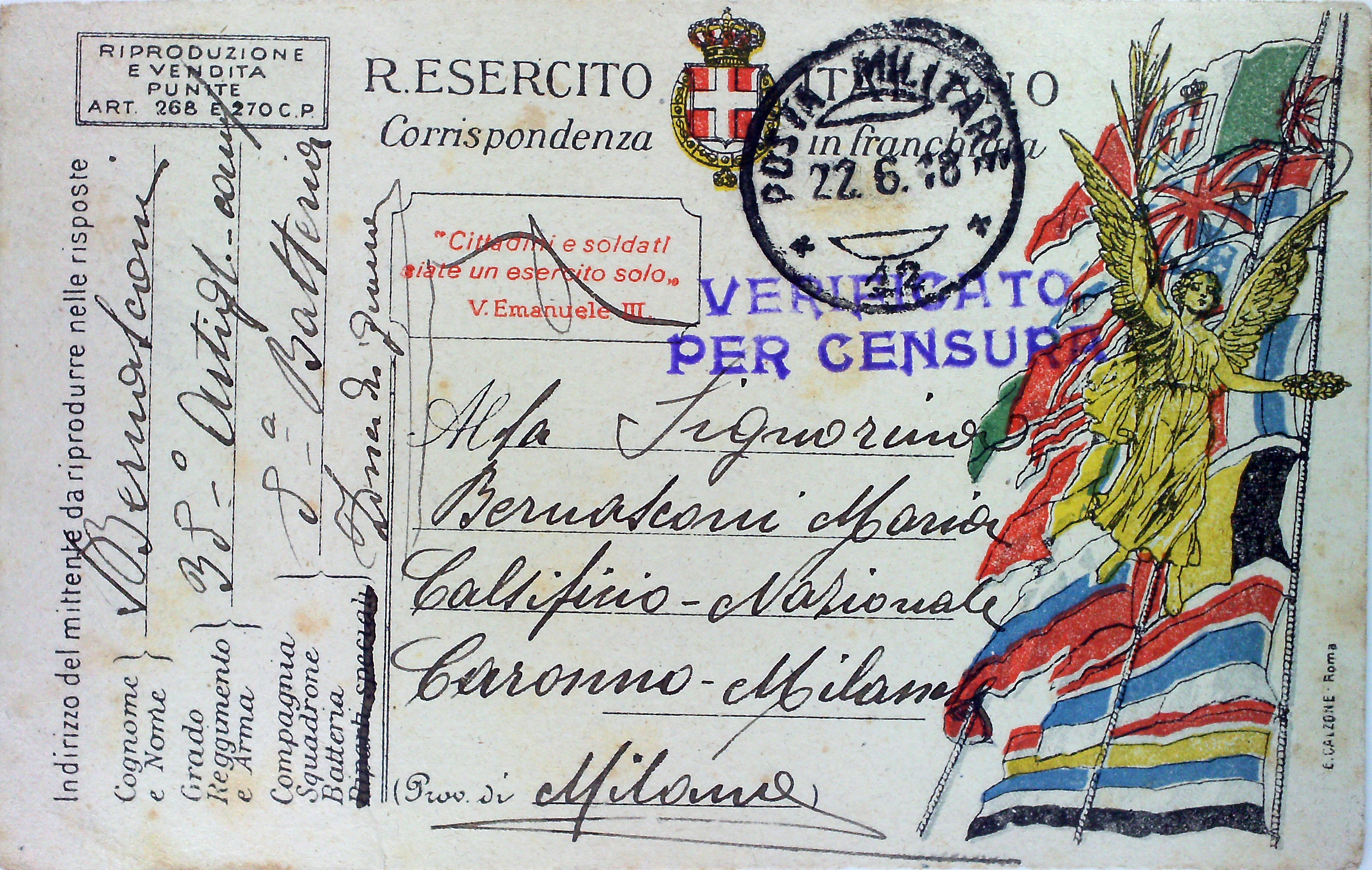
Cartolina postale militare in franchigia, con timbro di visto censura, utilizzata dai militari per scrivere alle famiglie

In tutti i paesi coinvolti nel conflitto le scritture dei soldati cominciarono a essere raccolte durante la guerra come tentativo di monumentalizzazione bellica. Le prime iniziative di raccolta furono indirizzate ai testi dei soldati caduti, evidentemente più adatti a una messa in posa edificante indotta dalla morte eroica. In Italia già dall'agosto 1915, il Ministero della pubblica istruzione emanò disposizioni al fine di raccogliere ogni tipo di cimelio riferibile alla guerra, compresi diari e corrispondenze, che però non ebbero il successo sperato. Sulla falsariga italiana operò in Germania Richard Frank, che negli anni raccolse presso la Bibliotheck für Zeitgeschichte di Stoccarda oltre 30 000 immagini e 25 000 missive, e Philipp Wittkop che nel dopoguerra pubblicò un'antologia composta da oltre 20 000 lettere grazie all'appoggio del governo. Risulta però che solo una minima parte delle decine di miliardi di lettere e cartoline scritte dai soldati dei vari paesi durante la prima guerra mondiale è riemersa dall'oblio. La stragrande maggioranza dei testi è andato perduto per sempre a causa del naturale processo di dispersione nel trascorrere del tempo. Le missive e i diari scritti tra il 1914 e il 1918 riemersi rappresentano una irrisoria parte dei testi prodotti, tuttavia gli epistolari, i diari e le memorie continuano a riaffiorare soprattutto grazie alla buona volontà di ricercatori e storici negli archivi istituzionali e nella fittissima rete di archivi familiari, che ha permesso soprattutto dagli anni settanta del novecento la pubblicazione di opere di grande importanza storiografica, come quelle di Paul Fussell e di Erich J. Leed, che ebbero il merito di introdurre nella storiografia nuove categorie interpretative basate sulla psicologia individuale dell'esperienza bellica.
Ogni diario, lettera ed epistolario è un importante frammento di un racconto soggettivo che, debitamente contestualizzato, si trasforma in uno strumento utile a ricomporre nei dettagli il grande e complesso mosaico dell'esperienza bellica collettiva: un coro formato da singole voci, talvolta anche contrastanti, ma utili a comprendere le complesse dinamiche selettive della memoria e i processi di rimozione mentale di un fenomeno così destabilizzante come il primo conflitto mondiale per ogni soldato.

## Supporto e opposizione alla guerra

### Coscrizione e volontari

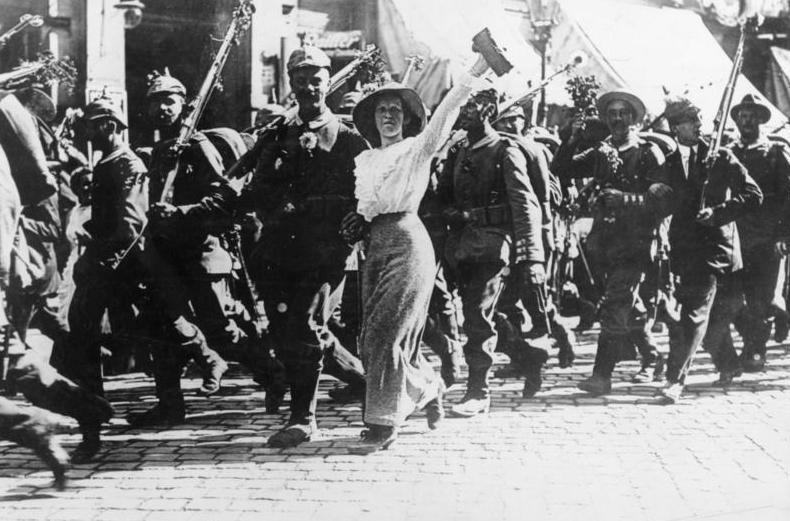
Soldati tedeschi accompagnati da civili festanti durante la mobilitazione del 1914.

L'inizio della guerra nel 1914 fu salutato da uno scoppio di entusiasmo popolare e dal compatto sostegno di tutte le forze politiche: se l'appoggio dei partiti nazionalisti era scontato, anche i principali movimenti socialisti europei, a dispetto dei principi antibellicisti dettati dalla Seconda Internazionale, si allinearono all'ondata di patriottismo montante e sostennero i rispettivi governi nella scelta della guerra; il Partito Socialdemocratico di Germania, all'epoca il più forte partito socialista d'Europa e ferreo oppositore della monarchia guglielmina, votò quasi compatto il 4 agosto 1914 per l'attribuzione al governo dei crediti di guerra. L'adesione popolare, benché non universale, fu ovunque massiccia: nel 1914 in Francia, al contrario di previsioni d'anteguerra che parlavano di un 10% di renitenti tra i richiamati alle armi, gli assenti risultarono appena l'1% dei coscritti; i più entusiasti si ritrovarono nelle classi medio-alte ma le masse cittadine e rurali dimostrarono di accettare la guerra senza drammatizzazioni, consentendo ai governi di proclamare la mobilitazione generale senza timore di opposizioni popolari. Il numero dei mobilitati durante i quattro anni del conflitto raggiunse cifre imponenti, surclassando ogni precedente conflitto europeo: la Germania mise in campo più di 13 milioni di soldati, la Russia 12 milioni, Francia e Impero britannico più di 8 milioni e mezzo, l'Austria-Ungheria quasi 8 milioni e l'Italia quasi 6 milioni.

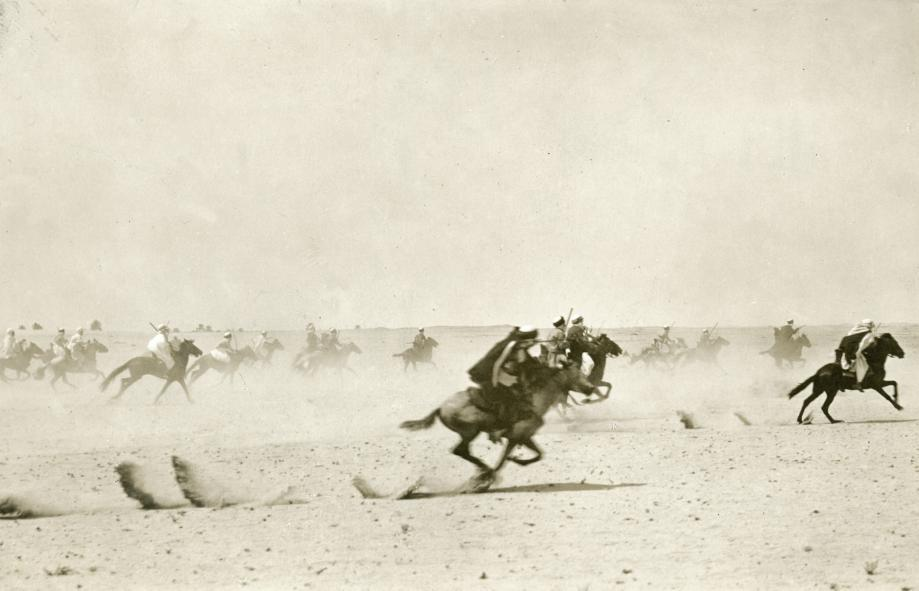
Cavalleria algerina sulle spiagge del Belgio nel 1915

Tutti i principali Stati europei basavano i loro sistemi militari sulla coscrizione militare obbligatoria della popolazione maschile, generalmente partendo dalle classi di ventenni ma estendendola poi, con l'aumentare delle perdite, anche alle classi più giovani (l'Italia per esempio mobilitò nel 1917 i diciottenni, i cosiddetti "ragazzi del '99"). L'eccezione più rilevante era costituita dall'Impero britannico, che invece si affidava a un esercito interamente di volontari; esaurito l'entusiasmo iniziale e aumentate le perdite, anche i britannici dovettero ricorrere alla coscrizione obbligatoria: nel Regno Unito la leva fu introdotta nel gennaio del 1916 per gli scapoli e nel giugno seguente per il resto della popolazione maschile, mentre il Canada la introdusse nel 1917. Due tentativi di introdurre la coscrizione in Australia furono entrambi respinti da referendum popolari, anche se i tassi di reclutamento volontario rimasero alti per tutta la durata del conflitto.
Le potenze entrate in guerra reclutarono anche le popolazioni indigene delle colonie per sostenere il proprio sforzo bellico. Mentre la Germania, subito privata del contatto con le sue colonie, usò le popolazioni locali esclusivamente contro i britannici in Africa, le potenze dell'Intesa non ebbero limiti nell'arruolare e trasportare al fronte gli uomini dei loro vasti imperi coloniali. Durante il conflitto la Francia mobilitò 818 000 coloniali, 449 000 dei quali combatterono nel territorio metropolitano. Più consistente fu invece la risposta delle colonie britanniche all'appello della madrepatria: Canada, Australia, Nuova Zelanda e Sudafrica misero a disposizione soldati che vennero poi destinati al fronte occidentale o al Medio Oriente, mentre le truppe di colore, per ragioni climatiche, furono impiegate prevalentemente al di fuori dell'Europa. Nel complesso circa il 50% dei soldati britannici (2 747 000) appartenevano alle colonie.

### Pacifismo

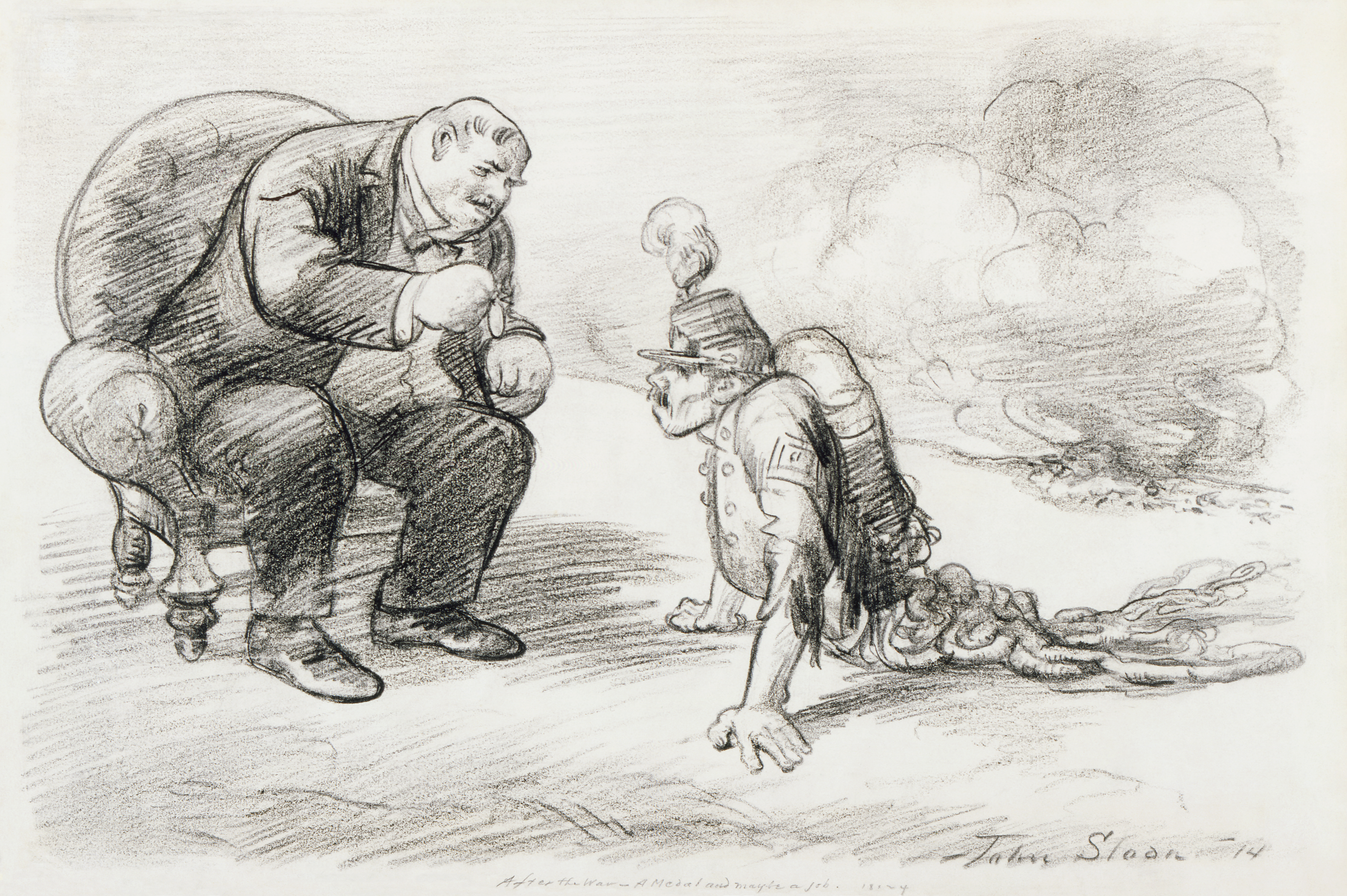
Vignetta antibellicista di John French Sloan, 1914

L'opposizione alla guerra crebbe con l'intensificarsi del conflitto. Il 1º maggio 1916 il deputato socialista Karl Liebknecht organizzò una piccola manifestazione contro la guerra nel centro di Berlino; arrestato e condannato a due anni e mezzo di prigione, il giorno del processo 50 000 operai delle fabbriche berlinesi fermarono il lavoro per protestare, uno dei primi scioperi politici della guerra. Nel corso del 1917 scoppiarono varie proteste popolari contro la guerra, principalmente scatenate dalla penuria di generi alimentari e dai bassi salari: in aprile 300 000 operai berlinesi scesero in sciopero, mentre un raddoppio dei prezzi dei generi alimentari di base portò a scioperi e manifestazioni di piazza a Parigi e in altre città della Francia nel maggio seguente. In agosto scioperi e cortei contro la carenza di pane sfociarono in scontri con i soldati a Torino e Milano, con decine di morti e centinaia di arresti; nel gennaio 1918 la carenza di generi alimentari provocò proteste e sommosse in tutte le principali città dell'Austria-Ungheria. Solo in Russia tuttavia gli scioperi e le sommosse di piazza portarono alla caduta del governo e all'uscita del paese dalla guerra: nei paesi occidentali, accordi sindacali e piccole concessioni salariali bastarono generalmente a far rientrare le proteste, sebbene la situazione fosse molto tesa al termine della guerra.
La repressione del dissenso fu severa in tutti i paesi belligeranti: il filosofo britannico Bertrand Russell fu condannato a sei mesi di prigione per le sue pubbliche posizioni contro la guerra e negli Stati Uniti il sindacalista Eugene Victor Debs ricevette una condanna a 10 anni di detenzione per i suoi discorsi contro la leva obbligatoria.
Dopo l'iniziale appoggio alla guerra, i movimenti socialisti europei tornarono su posizioni pacifiste e contrarie al conflitto, tentando anche di costituire un fronte comune e internazionalista a partire dalla conferenza di Zimmerwald del settembre 1915; su un fronte politico opposto, Papa Benedetto XV si fece promotore di diverse proposte di pace tra le nazioni belligeranti, come nella sua prima enciclica Ad Beatissimi Apostolorum del novembre 1914 e nella Nota del 1º agosto 1917 (famosa per la definizione del conflitto come «inutile strage»), rimaste interamente lettera morta a causa dell'ostilità dei governi a un accordo che portasse a una semplice restaurazione della situazione anteguerra.
Il Regno Unito rimase il solo paese dove fosse legalmente possibile fare obiezione di coscienza alla coscrizione militare e circa 16 500 cittadini britannici chiesero l'esenzione dalla leva: la maggior parte di loro, tuttavia, scelse di prestare comunque servizio in ruoli non combattenti, lavorando nelle fabbriche o come assistenti di sanità. Le leggi britanniche sull'obiezione erano molto avanzate per l'epoca, ma gli obiettori "totali" (che rifiutavano cioè anche i servizi alternativi) erano trattati da criminali, incarcerati e oggetto di pesante disprezzo sociale. Il durissimo regime carcerario cui fu sottoposto il pacifista e obiettore Stephen Hobhouse generò proteste che arrivarono fino in parlamento, portando a una scarcerazione di massa degli obiettori totali nel dicembre 1917.

### La propaganda e la censura

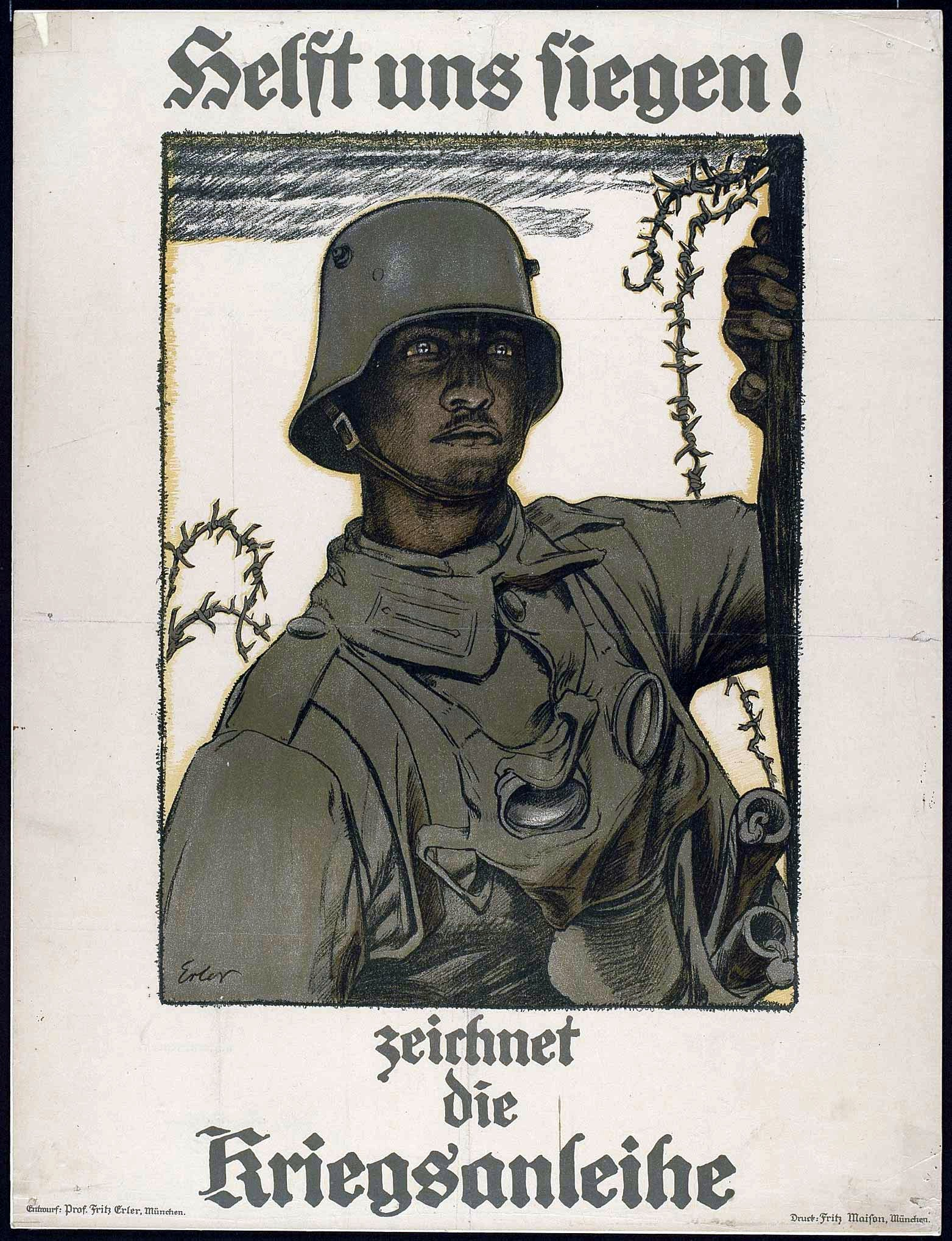
Manifesto propagandistico tedesco: "Aiutateci a vincere - Sottoscrivete il prestito di guerra"

Uno degli aspetti rilevanti della prima guerra mondiale fu il sistematico impiego della propaganda e della censura da parte di tutte le autorità civili, militari e perfino religiose di ogni nazione belligerante, per giustificare di fronte all'opinione pubblica e rendere accettabili ai combattenti scelte di ordine politico, economico, sociale e militare eticamente discutibili. Propaganda e censura furono istituzionalizzate quasi ovunque, creando uffici dedicati al controllo delle informazioni circolanti e alla creazione di nuove secondo gli schemi prefissati dai governi e dagli stati maggiori.
In ambito nazionale, l'uso politico dell'informazione nacque dalla necessità di mobilitare l'opinione pubblica allo scopo di vincere la guerra: far sì che la popolazione sopporti una guerra sempre più lunga manipolando l'informazione al limite di un "lavaggio del cervello", e mobilitare con la propaganda l'opinione pubblica estera per ottenere cooperazione, partecipazione o addirittura influenzare o demoralizzare il nemico diffondendo notizie manipolate all'uopo. L'orchestrazione dell'informazione fu parte integrante della conduzione della guerra in tutti i paesi che parteciparono al conflitto, a prescindere dal sistema di governo in vigore in essi. Tutti i belligeranti, convinti di partecipare a una guerra "breve", si attivarono rapidamente per creare un'informazione di guerra utilizzando una semplice combinazione di censura e propaganda concepite per lavorare all'interno di un tessuto sociale pronto a recepirle, ma il passaggio a una guerra più lunga richiese un controllo sempre più rigido dell'informazione. Ciò condusse gli Stati a passare da una politica pragmatica di censura, a un "sistema d'informazione" con lo scopo di stabilire un controllo del flusso di notizie e produrre informazioni strategiche legate tanto al campo di battaglia quanto alle retrovie.

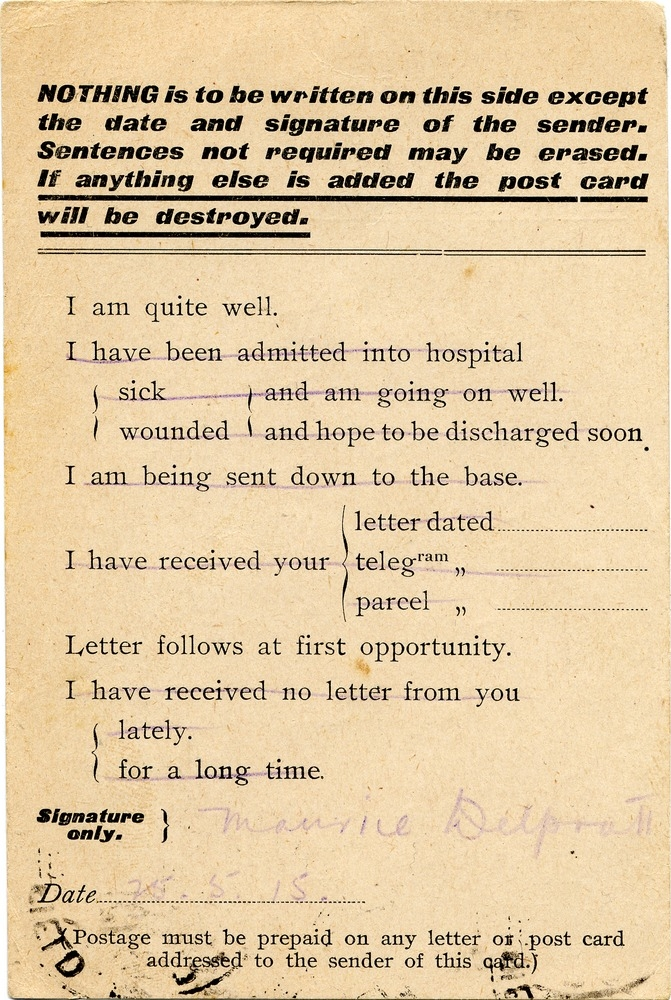
Esempio di cartolina postale pre-compilata. Uno dei molti tentativi di controllo e vigilanza delle informazioni tra il fronte e la popolazione

A tale scopo le notizie vennero sottoposte a una rigida censura alla fonte, con l'obiettivo di costruire l'informazione di guerra grazie a giornalisti in uniforme e in seguito a corrispondenti di guerra, gli unici civili autorizzati a visitare il fronte. La stampa nazionale dei vari paesi fu irregimentata attraverso il controllo, operato degli organi del potere, sulle agenzie di stampa: l'inglese Reuters, l'italiana Stefani, le francesi Havas e Fournier, quest'ultima collegata all'americana United Press, la tedesca Wolff ogni giorno depositavano veline pressi gli uffici della censura, e questi le controllavano, le modificavano se necessario e davano l'autorizzazione alla pubblicazione. E con le loro succursali estere, queste agenzie centralizzavano e commercializzavano un'informazione unificata patriottica anche ai paesi alleati. Inquadrare l'opinione pubblica necessitava inoltre della soppressione delle libertà, della "requisizione" delle menti di ogni età, di consenso patriottico e di interiorizzare collettivamente i valori di obbedienza e sacrificio necessari per influenzare ogni ramo della società civile e indurla a sostenere lo sforzo bellico. Così nel 1914, in un clima di consenso sociale che toccava tutti i paesi coinvolti nel conflitto, gli organi di controllo e di censura, alimentati da leggi straordinarie che conferivano ai governi pieni poteri, aumentarono notevolmente il loro numero e il loro potere. Per tutto il 1914 e il 1915, giornali e giornalisti seguirono fedelmente le direttive dei rispettivi governi, accettando di buon grado ogni tipo di censura per far sfoggio di patriottismo, nascondendo le enormi perdite, le sconfitte e le atrocità, e allo stesso tempo compiendo un capillare lavoro di mobilitazione patriottica e morale con il doppio tentativo di sopravvalutare le potenzialità del proprio paese e fiaccare il morale del nemico.

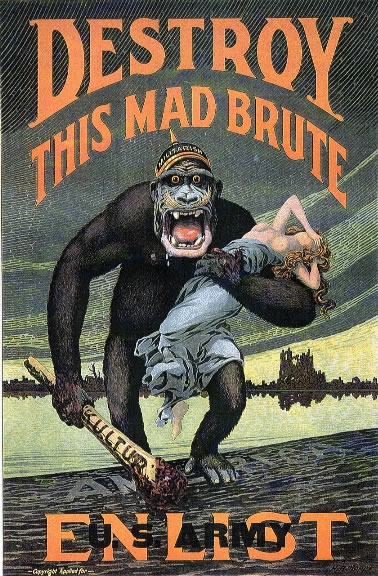
La Germania rappresentata come uno scimmione in un manifesto per l'arruolamento negli Stati Uniti

Col protrarsi della guerra aumentò tuttavia la diffidenza delle popolazioni nei confronti dell'informazione ufficiale e delle forme di controllo, e nel 1916 si ebbe un primo cambiamento di posizione dei vari governi. In Germania, quando Hindenburg e Ludendorff assunsero il comando del gran quartier generale, i poteri di quest'ultimo, via via rafforzatisi nel corso della guerra, conferirono loro il controllo assoluto del paese, e la propaganda venne grandemente rafforzata. La Francia introdusse severi controlli sulla posta in entrata e in uscita, con lo scopo di controllare il morale delle truppe ed evitare la diffusione di idee pericolose al fronte, mentre diversa fu la posizione del Regno Unito, la quale non essendo attaccata direttamente in patria, mantenne una politica abbastanza permissiva. Diverso fu il caso dell'Italia, che dovette mobilitare un'opinione pubblica largamente refrattaria a una guerra che era stata decisa dall'alto e che, almeno fino a Caporetto, non poté essere presentata come difensiva. Nel complesso la censura italiana fu piuttosto severa, tanto più in quanto in Italia mancò sempre un consenso davvero largo alla guerra, sia da un punto di vista politico sia dal punto di vista sociale, e i governi fecero larghissimo uso di misure repressive per contenere il malcontento. Fino al 1917 l'intervento dello stato nella propaganda non fu decisivo, ma con la catastrofe di Caporetto l'azione propagandistica s'intensificò in tutti i settori, e in questo ambito venne istituito un organismo che prese il nome di Servizio P, con compiti anche di assistenza e vigilanza, che per la prima volta poté fare leva sull'enfasi di una guerra difensiva contro l'invasore che doveva portare necessariamente a una vittoria da raggiungere con l'unità nazionale.

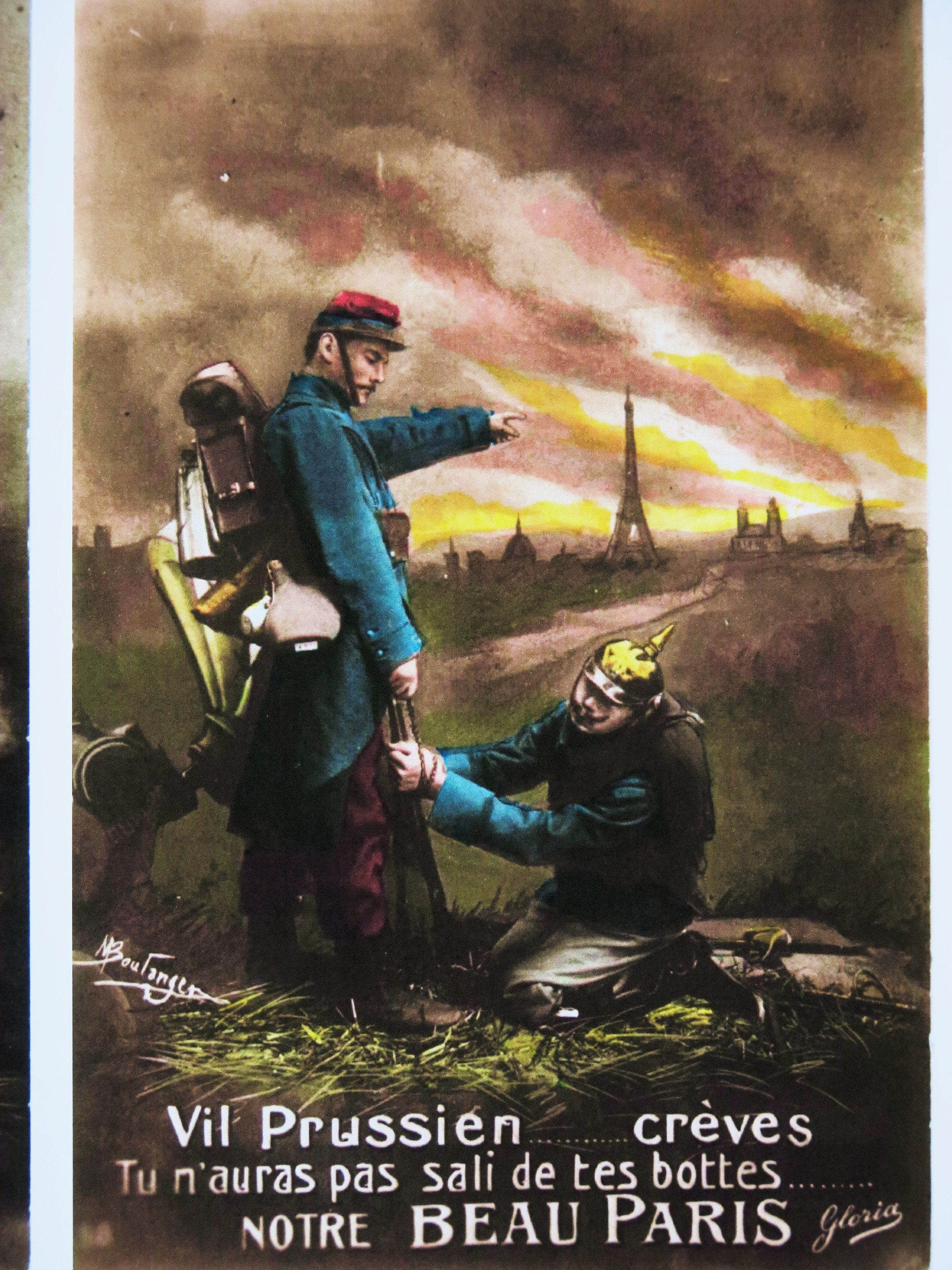
"Vile prussiano, crepa! Non insozzerai con i tuoi scarponi la nostra bella Parigi!"

Dalla metà del 1917 l'organizzazione del consenso e l'accettazione della guerra si affidarono assai più alla repressione del dissenso che alle iniziative di propaganda esplicita. Le potenze in guerra dovevano ora affrontare il problema sempre meno latente della stanchezza dei propri popoli e del malcontento verso la guerra, così propaganda e censura vennero ancor più rafforzate, ma i razionamenti e la penuria di generi alimentari non poterono essere nascosti, e provocarono inevitabili tumulti e manifestazioni che rivelarono inoltre la disorganizzazione della censura, che poté essere aggirata dai giornali che pubblicavano le notizie in modo graduale e in giorni successivi. In definitiva la propaganda finì per "inciampare" sulle resistenze della società, l'azione dei governi poté limitare e vietare certi contenuti, ma non poté creare ex novo contenuti che mobilitassero l'opinione pubblica. Furono gli individui a generare i temi della propaganda, in un processo orizzontale d'invenzione di oggetti e produzione d'immagini che non furono altro che l'espressione dell'adesione delle società in guerra. Questi comportamenti, uniti all'esperienza del combattimento al fronte e alla mobilitazione delle retrovie, configurò una "cultura di guerra" che venne usata dalla propaganda per rappresentare l'immagine del nemico, che nacque dalle idee che il popolo e i soldati percepivano. Così mentre i francesi rappresentavano i tedeschi come animali; agli occhi dei tedeschi la Francia-Marianna, frivola e decadente, mischiava la propria identità con i popoli dell'impero coloniale francese. Questa propaganda spontanea non annullò i tentativi della propaganda ufficiale - che si affinò con il tempo - di influenzare l'opinione pubblica, ma anzi rafforzò la capacità intrinseca della società di accettare la guerra.

### Il ruolo degli intellettuali e della stampa
Dal 10 agosto 1914, con l'invocazione rivolta da Louis Gillet alla Francia perché "diradasse una volta per sempre le nebbie di germanesimo che l'avevano avvolta e che insozzavano il mondo con una patina di volgarità", l'universo intellettuale francese (eccettuato il solo scrittore Romain Rolland) fu pressoché unanime nell'incitare alla guerra contro la Germania e a combattere per la civiltà e la vittoria finale contro quella che fu definita una razza inferiore (Edmond Perrier, al tempo direttore del Museo nazionale di storia naturale di Francia, affermò che "il cranio del principe di Bismarck richiama quelli degli uomini fossili di La Chapelle-aux-Saints"); divenne imperativo arruolarsi, come invitarono a fare i Nobel per la letteratura Maurice Maeterlinck e Anatole France. Gli scienziati e le scoperte tedesche vennero screditate dal fisico Pierre Duhem, dallo zoologo Louis-Félix Henneguy e dal matematico Émile Picard. Henri Bergson affermò che la guerra alla Germania equivaleva a combattere la barbarie; lo studioso di Napoleone Frédéric Masson propose addirittura di abolire la musica di Richard Wagner per evitare la contaminazione della cultura francese, mentre Action française auspicò la rimozione del tedesco dalle lingue studiate nelle scuole. Più di tutte spiccò la figura di Maurice Barrès, acceso nazionalista, che arringò il popolo francese scrivendo che Guglielmo II praticava il culto di Odino e depositando al Parlamento un progetto di legge che istituiva una festa nazionale dedicata a Giovanna d'Arco. Vi fu anche chi asserì che la lettera "K" dovesse essere cancellata dai dizionari perché troppo tedesca e Ludwig van Beethoven non fu più suonato.
Anche i tedeschi, almeno fino al 1915, usarono toni simili: Wilhelm Wundt sostenne che la guerra della Germania contro la Russia era una guerra di civiltà. Nell'ottobre 1914 novantatré tra umanisti, scienziati e intellettuali tedeschi difesero l'operato dell'esercito pubblicando un appello rivolto "alle nazioni civili". Un mese dopo Thomas Mann scrisse un articolo in cui identificava il militarismo tedesco nella Kultur, ossia l'organizzazione spirituale del mondo, sostenendo che la pace era un elemento che corrompeva la civiltà, a meno che non fosse stata raggiunta dopo la vittoria della Germania in Europa. Ernst Haeckel invocò sia la sconfitta della Russia sia del Regno Unito ed Ernst Lissauer fu premiato per aver composto una "Canzone di odio contro l'Inghilterra" (Hassgesang gegen England). Ancora, il Nobel per la chimica Wilhelm Ostwald si disse convinto che la Germania avesse tutte le qualità per meritarsi il predominio in Europa.
Dal 1915 i chierici tedeschi, visti i lutti di guerra e influenzati dal gran numero di intellettuali ebrei presenti tra le loro file, si accostarono a una maggiore pacatezza, mentre in Francia il nazionalismo intellettuale continuò per tutta la durata della guerra. I diversi atteggiamenti sono verificabili anche guardando alla stampa dei due paesi: in Germania i giornali pubblicarono i comunicati dell'agenzia Havas nonché i bollettini di guerra francesi, che venivano pubblicati anche ne La Gazette des Ardennes, unico giornale autorizzato di lingua francese nella zona occupata dai tedeschi. Il clima era in generale più rispettoso: le opere di Molière non vennero mai vietate e il Frankfurter Zeitung rese gli onori al compositore francese Claude Debussy, morto nel marzo 1918, dedicandogli due colonne di giornale. La stampa francese era invece colma di roboanti quanto esagerati racconti di prima linea, pubblicava solo i comunicati tedeschi favorevoli alla Francia e, soprattutto, era limitata da una forte censura che calò d'intensità solo con la nomina di Georges Clemenceau alla presidenza del consiglio (novembre 1917). Più libera era invece la stampa britannica, che tuttavia non ebbe il permesso di uscire fuori dalla nazione.